# 구파발천

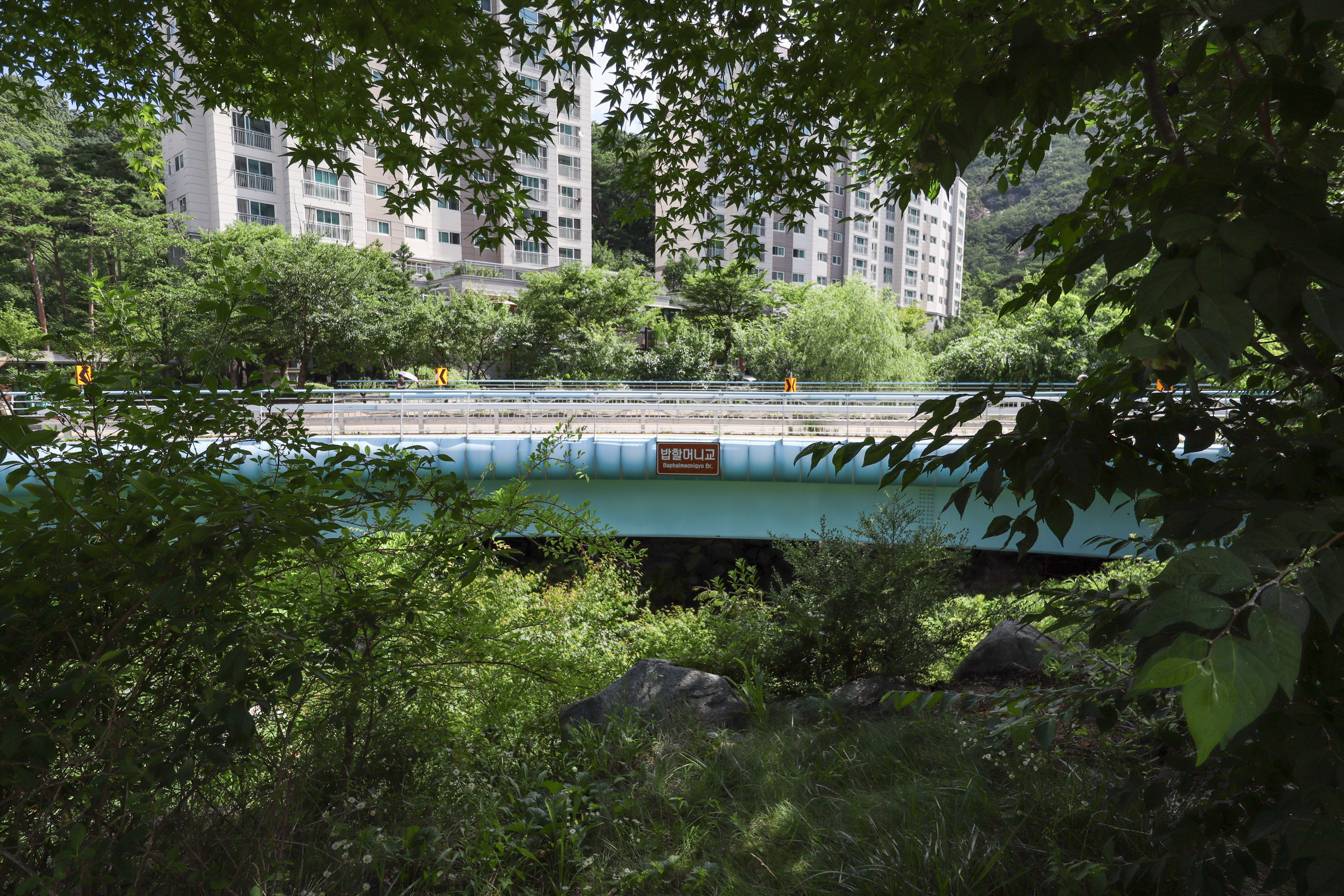
밥할머니교

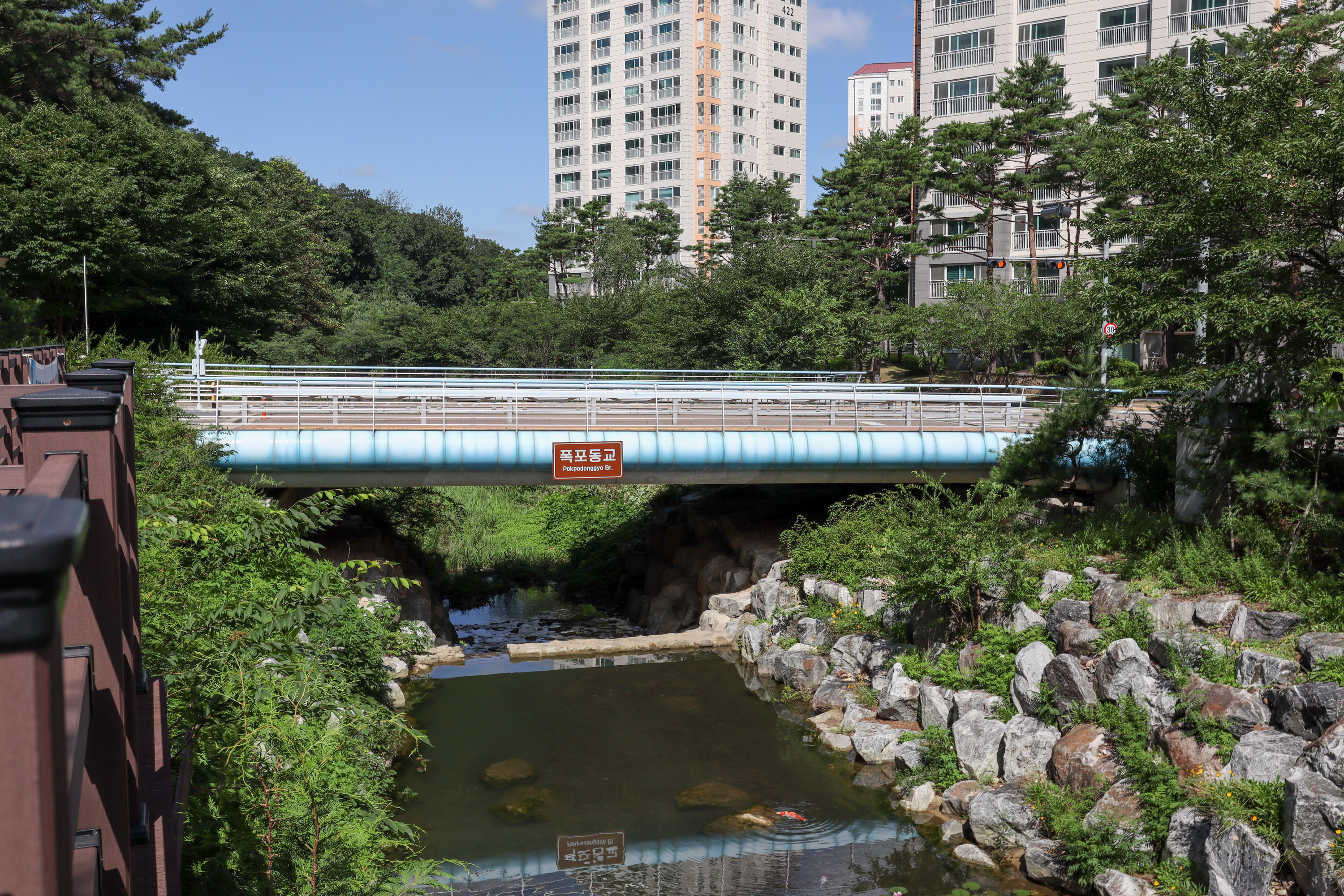
폭포동교

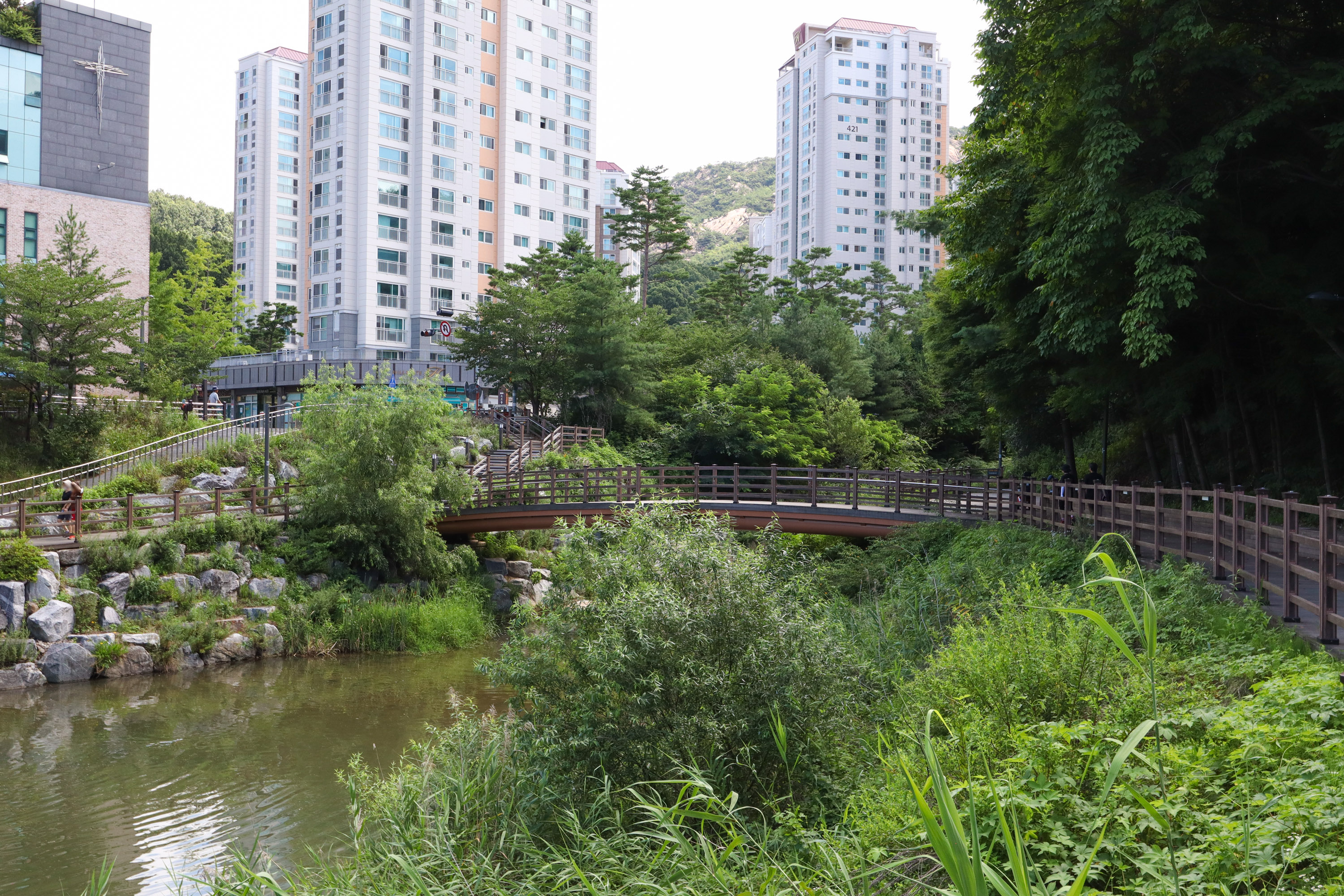
인공폭포 데크 보행로

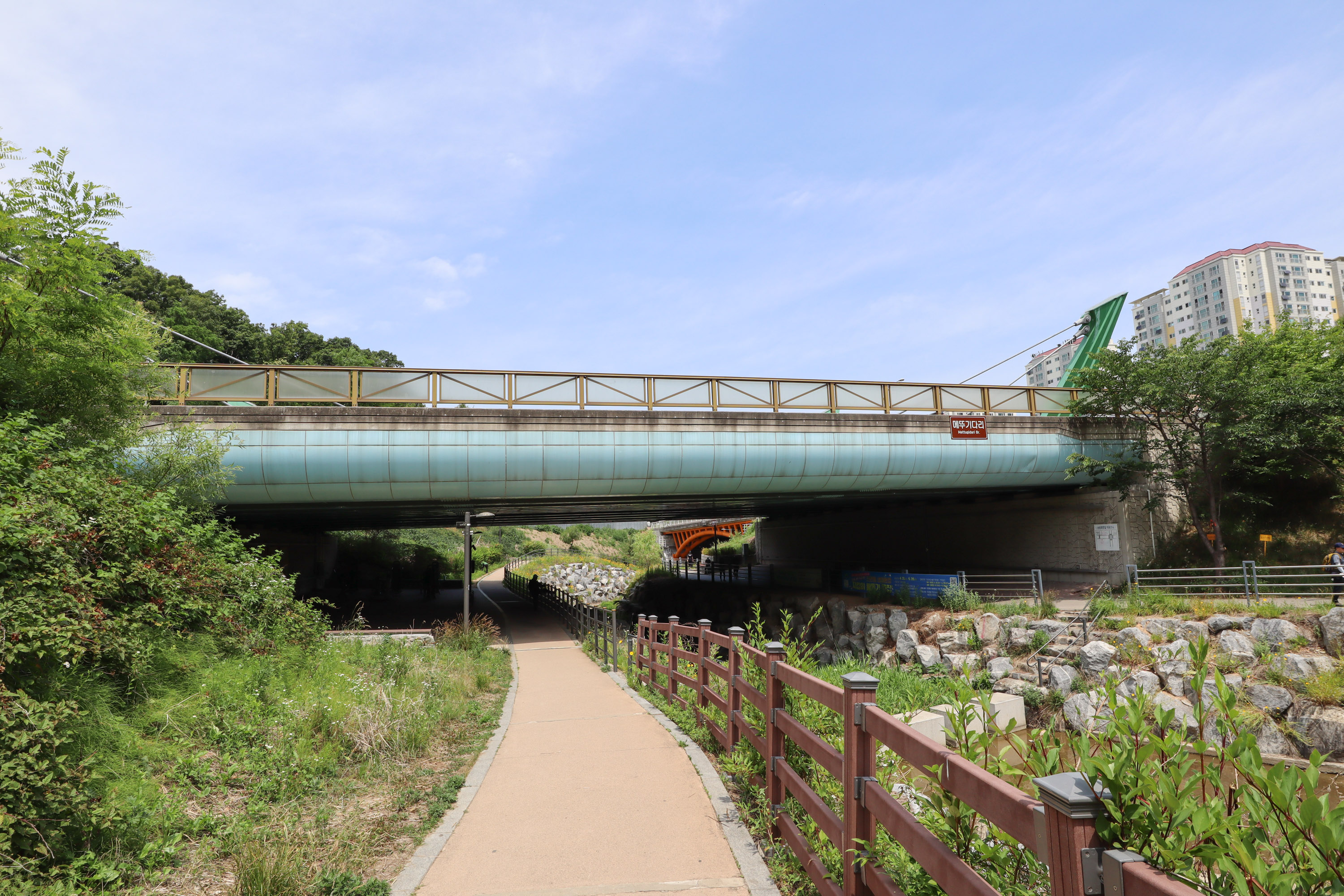
메뚜기다리
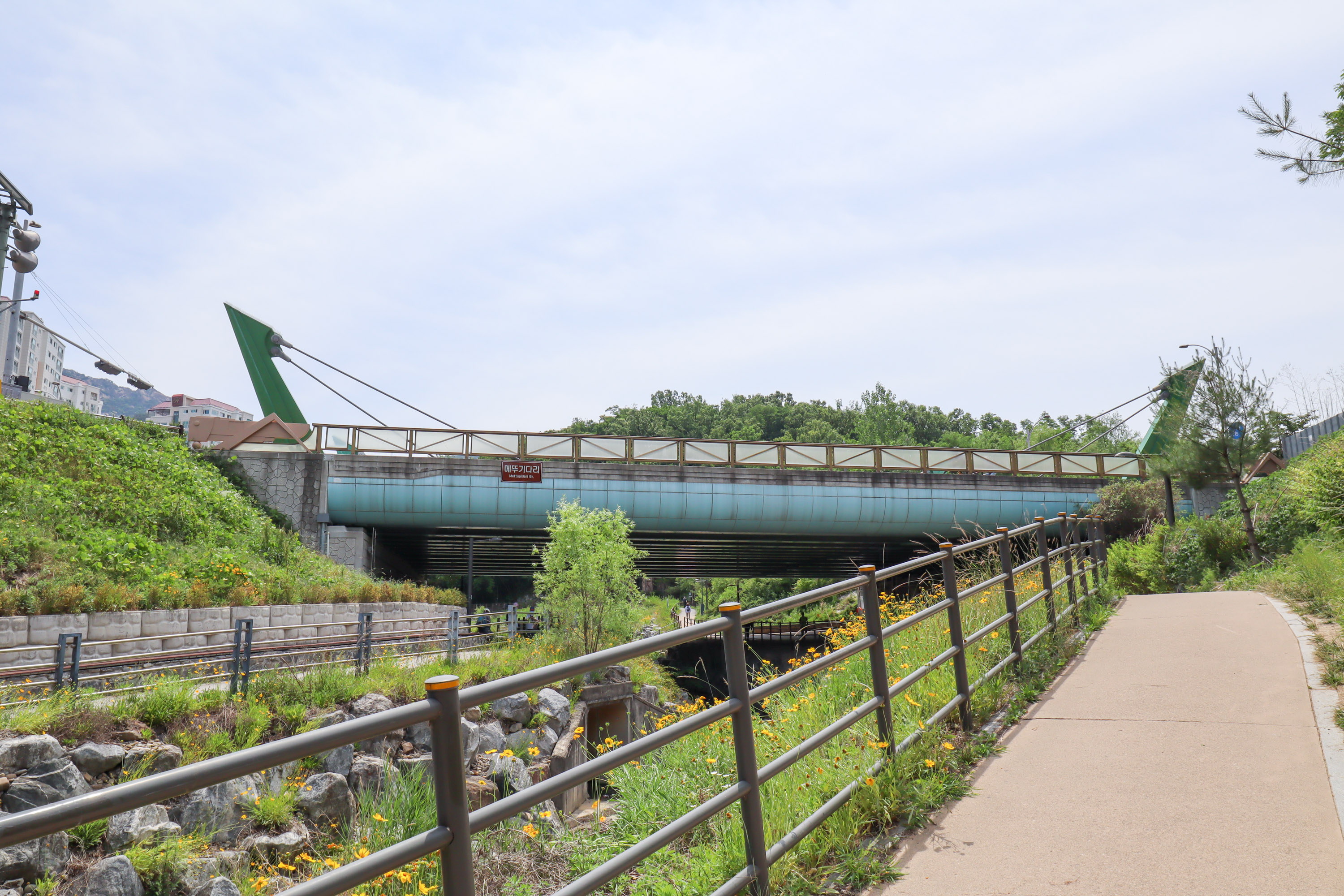
메뚜기다리

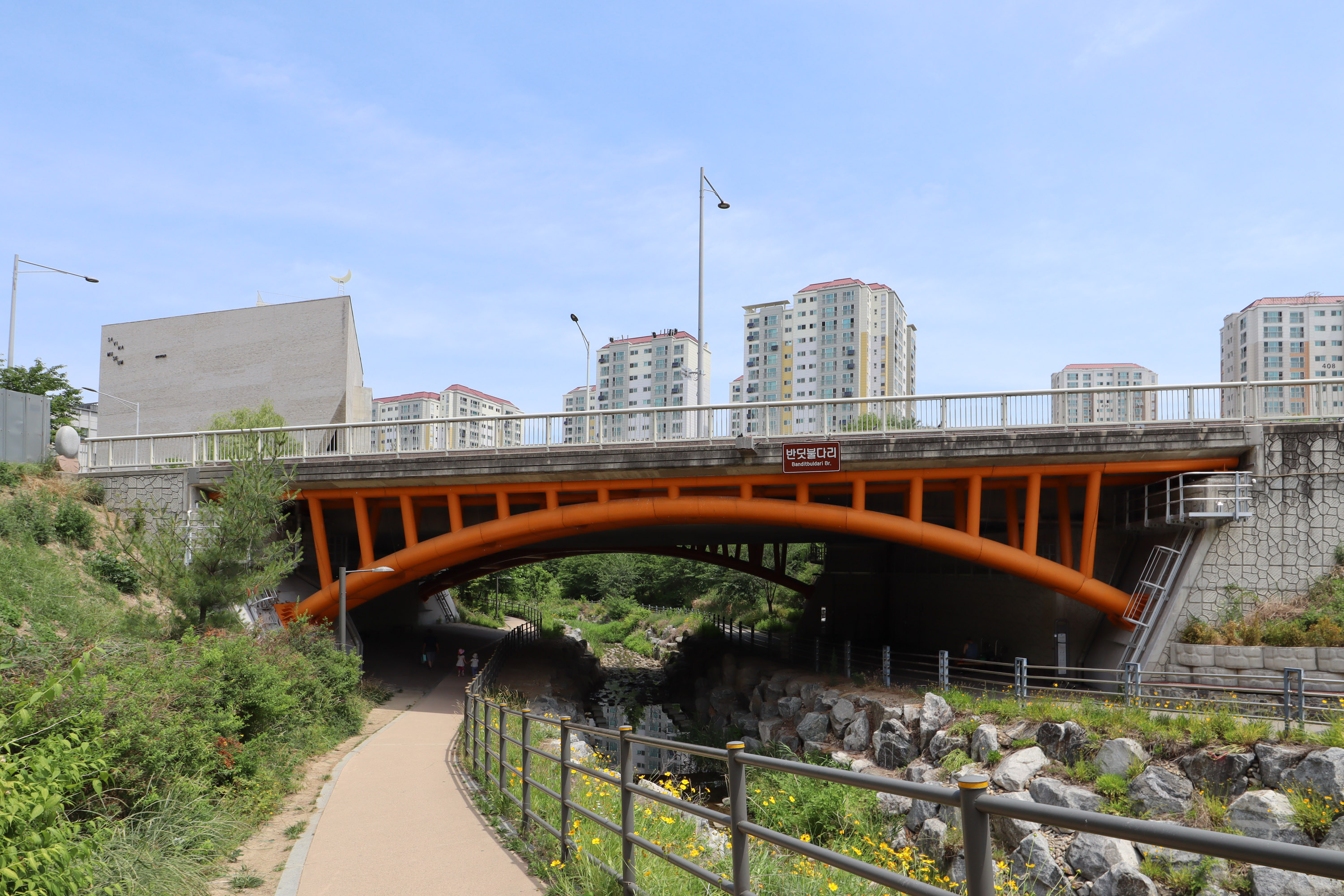
반딧불다리
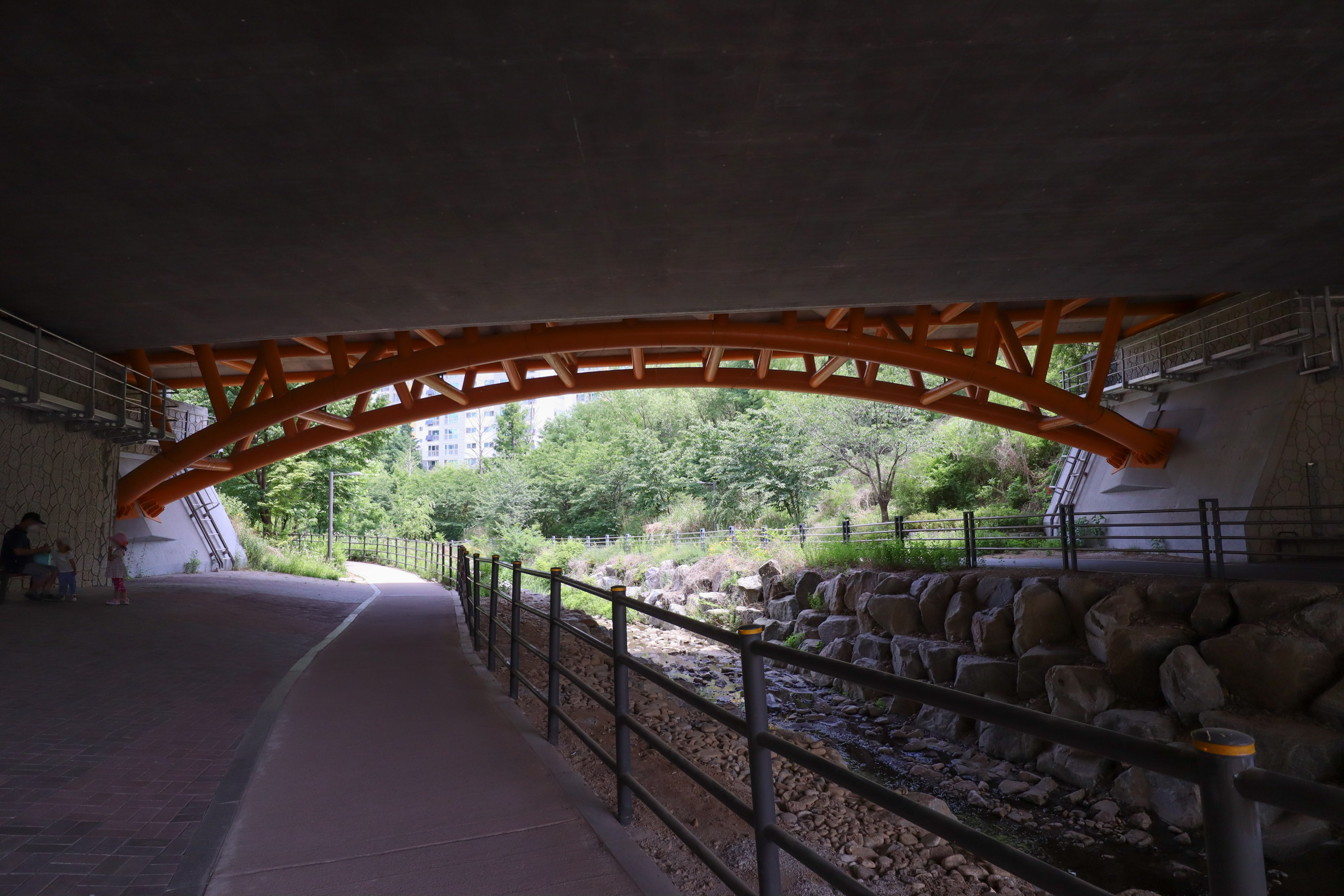
반딧불다리 아래

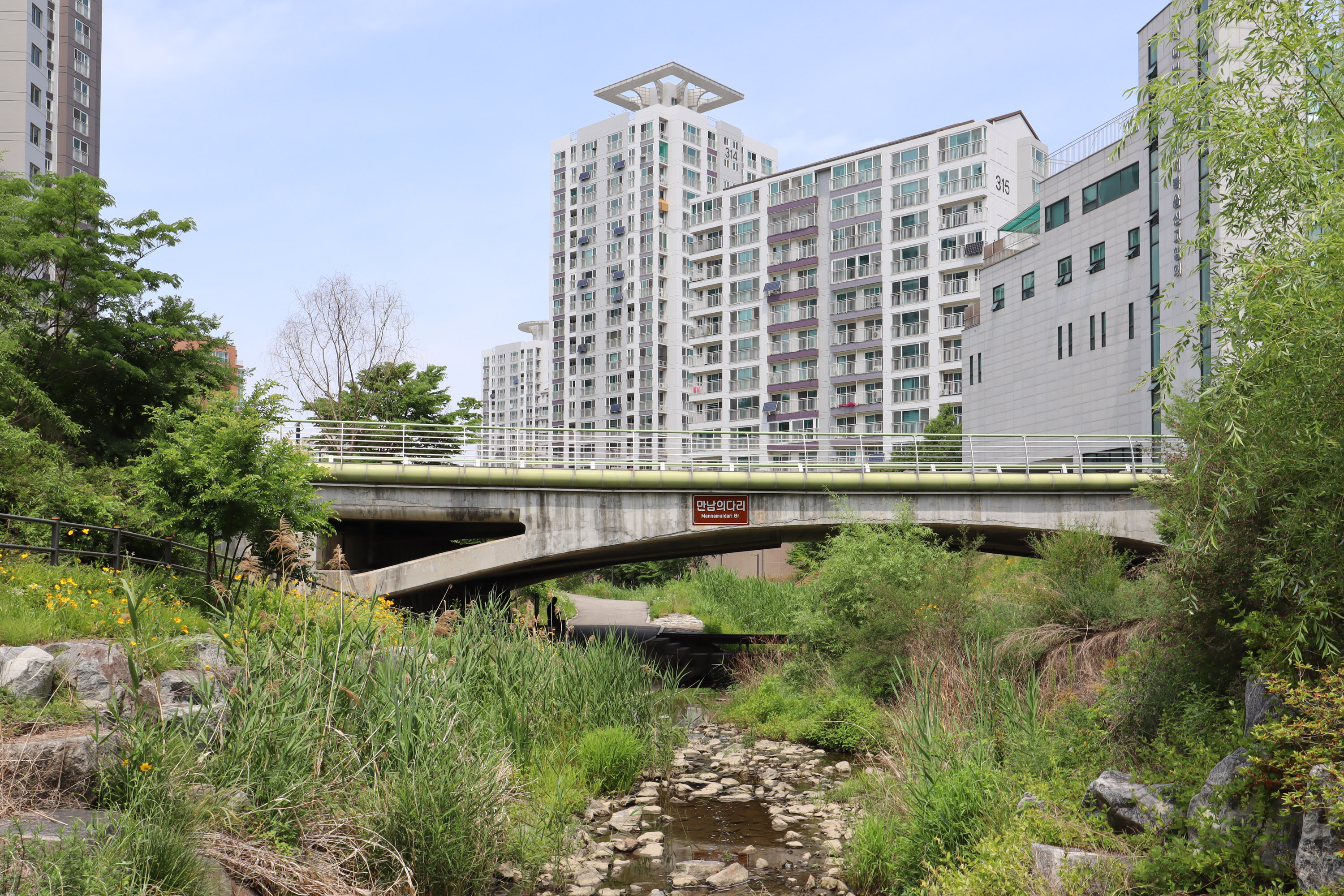
만남의다리
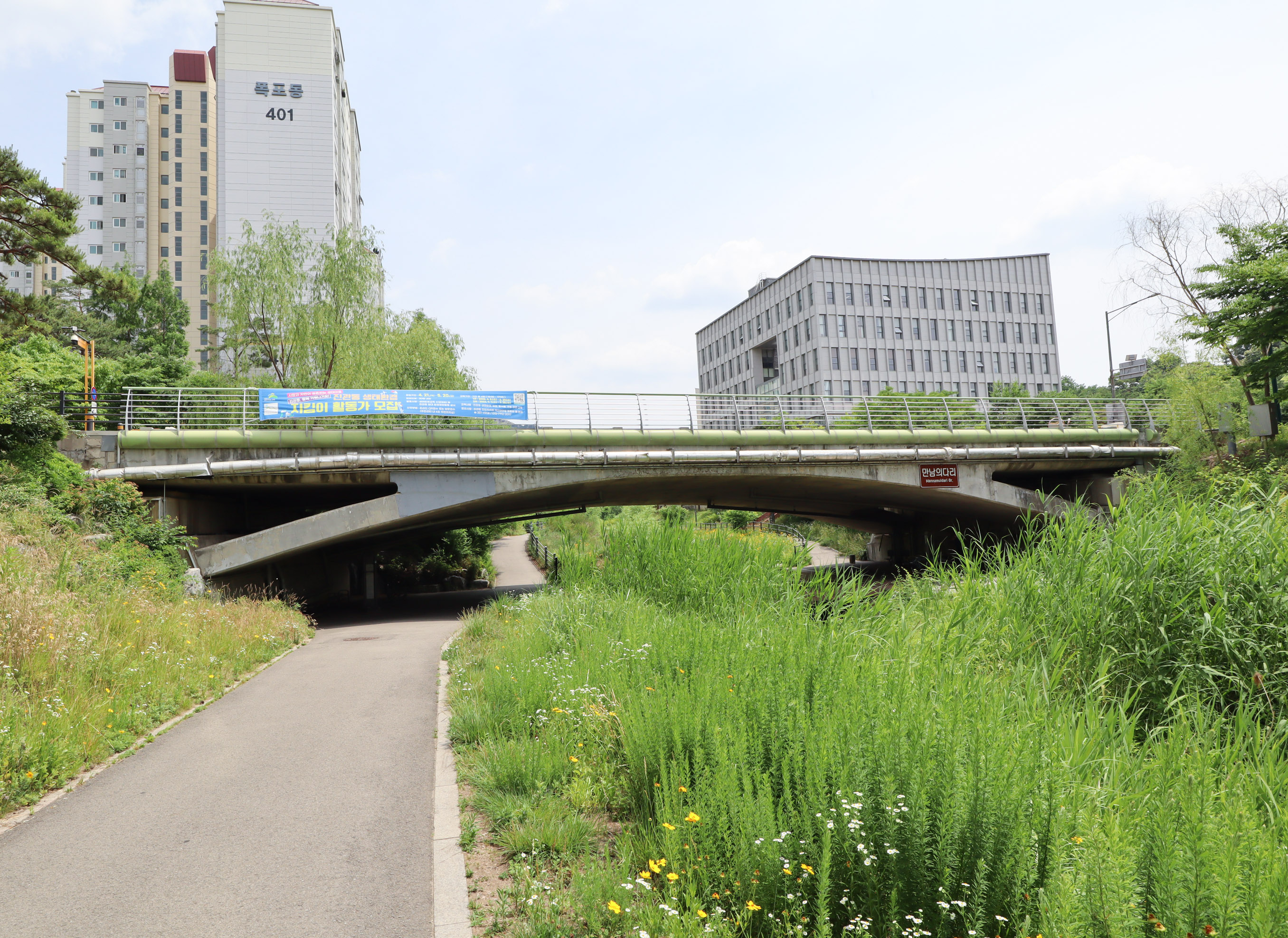
만남의다리

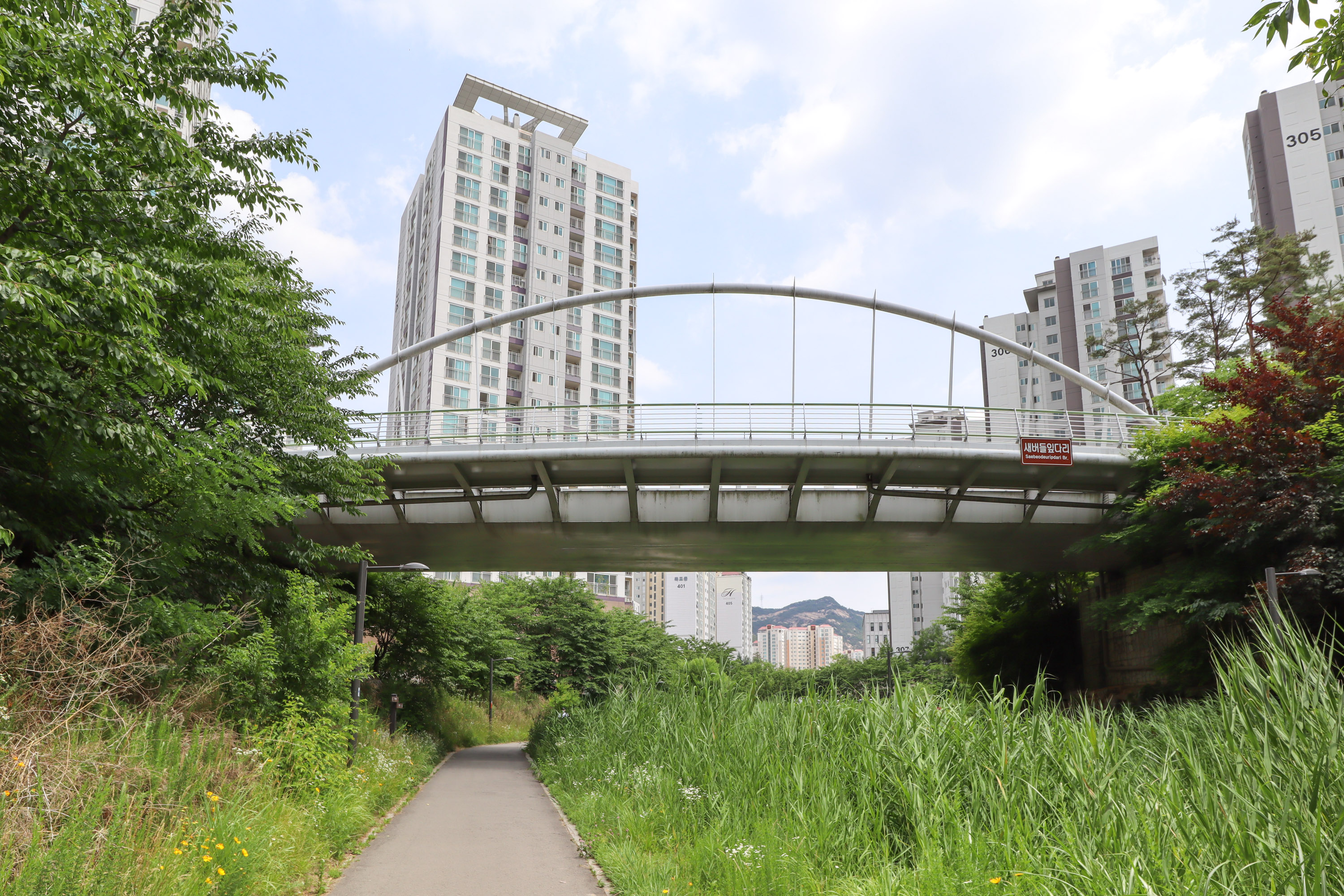
새버들잎다리
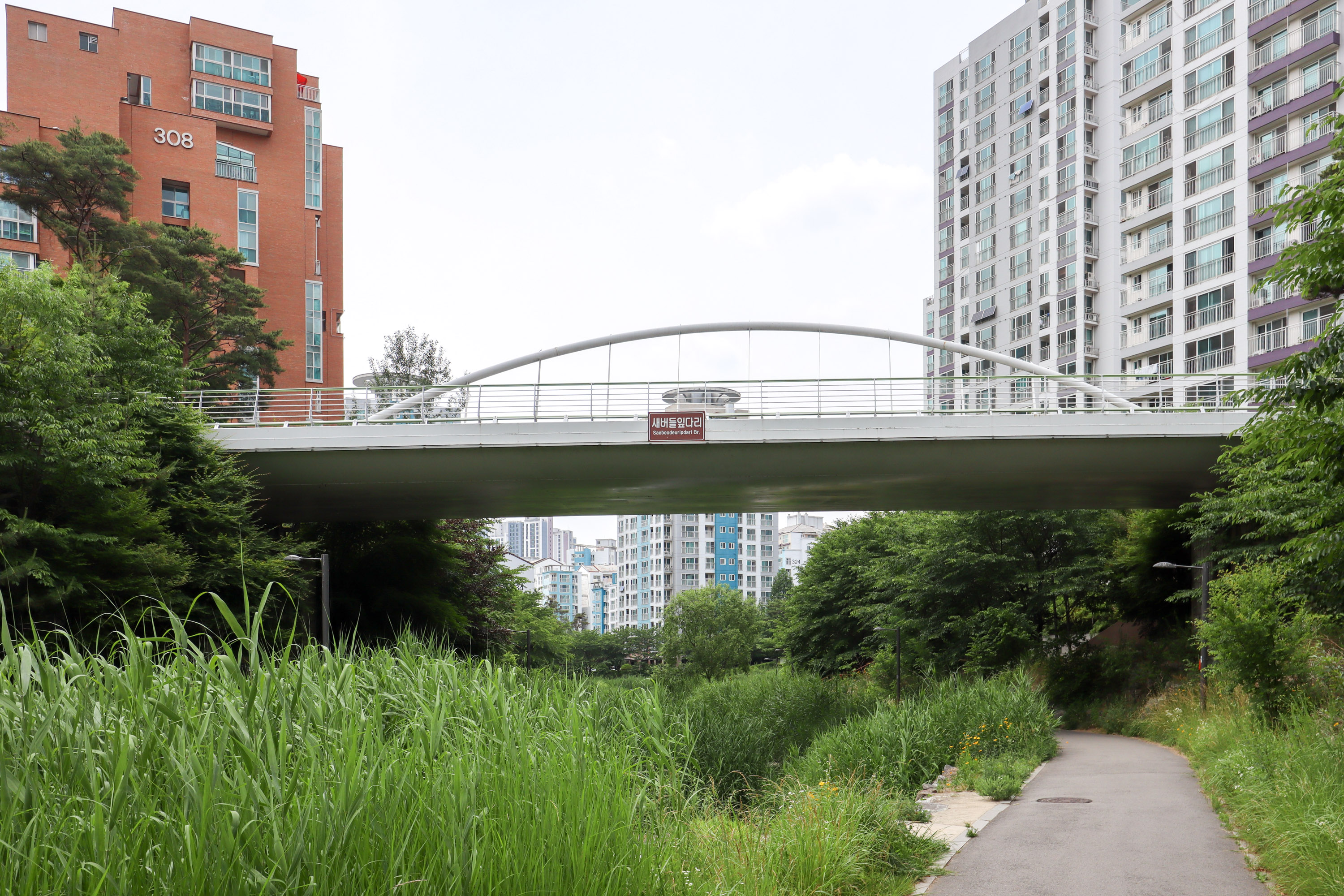
새버들잎다리

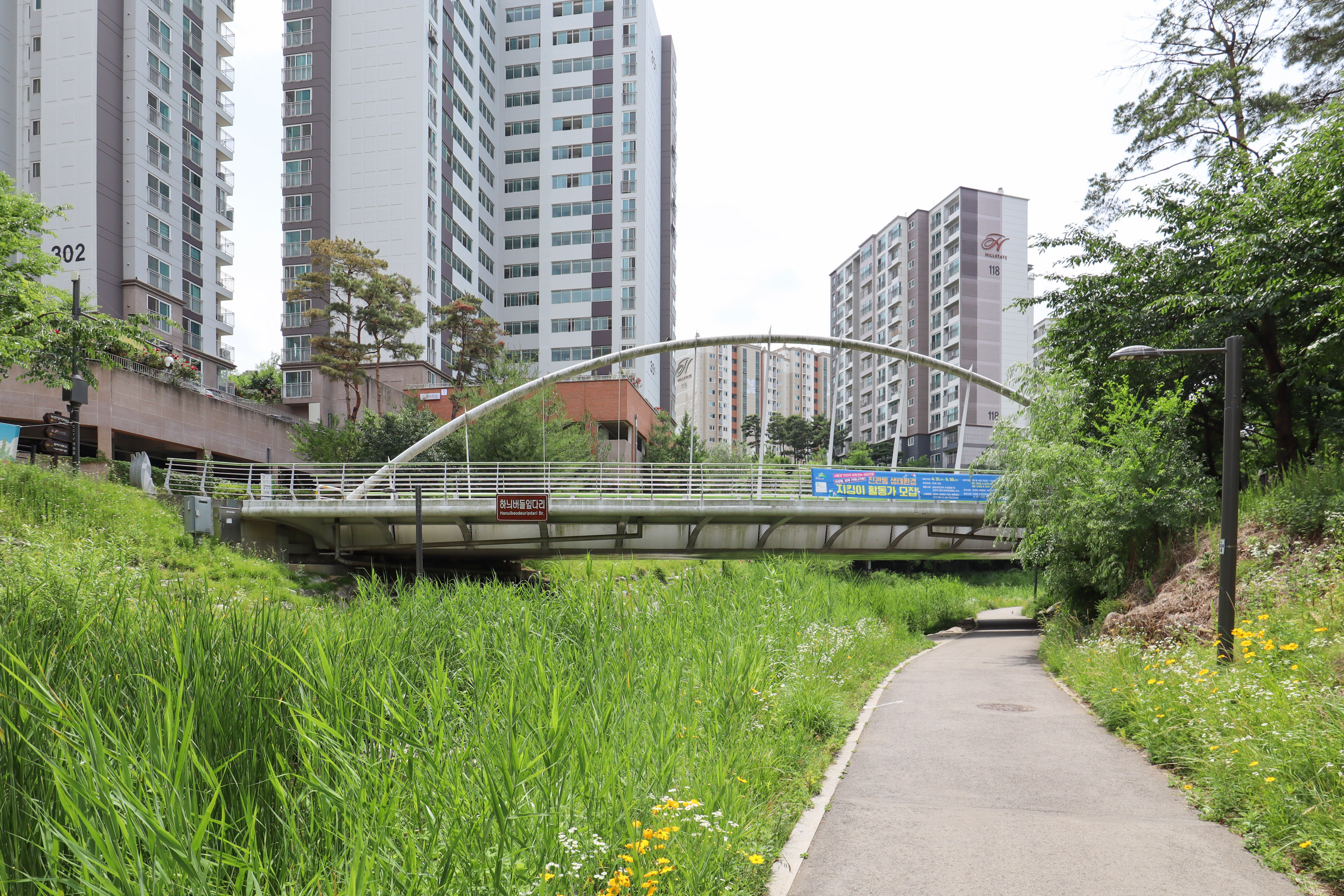
하늬버들잎다리
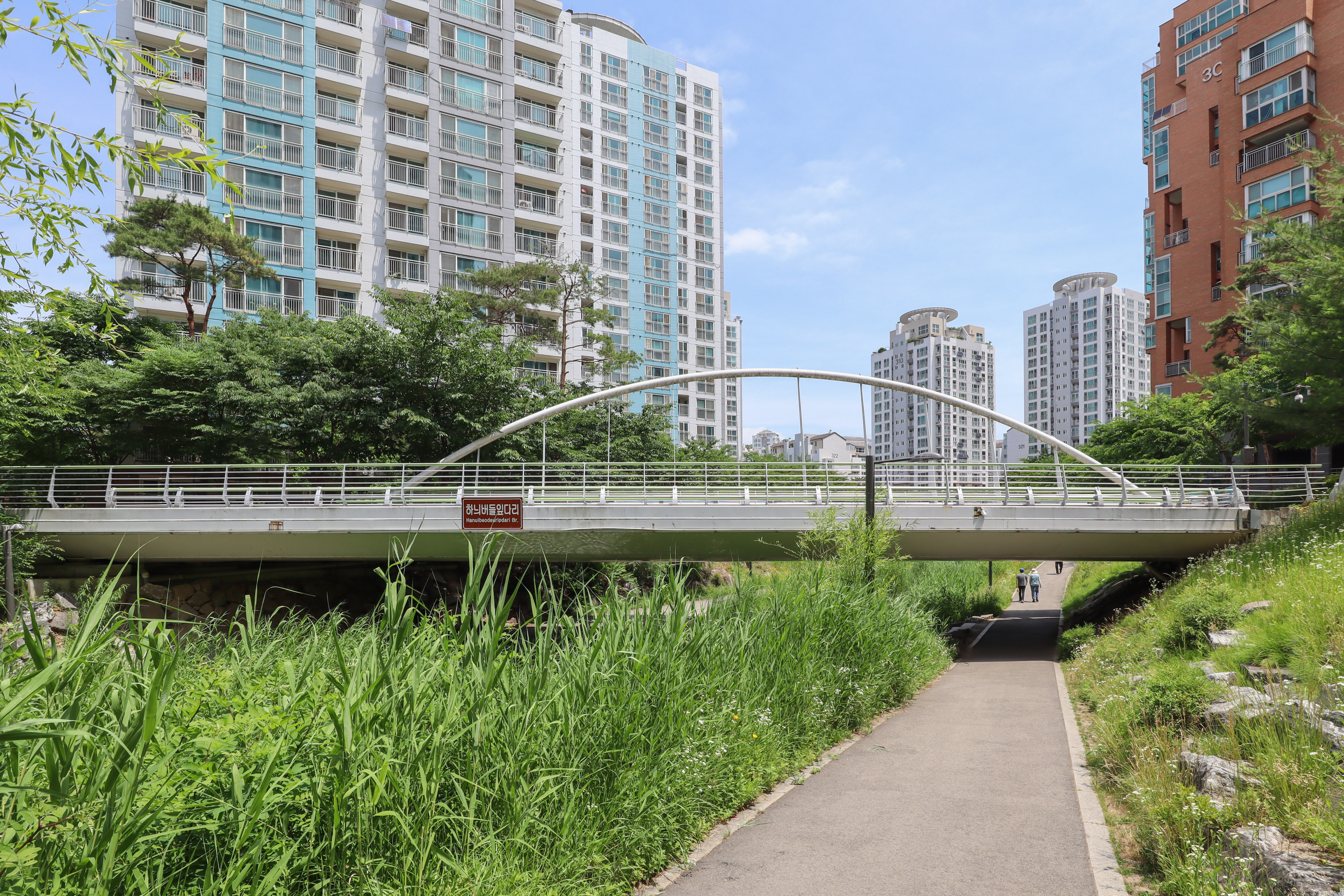
하늬버들잎다리

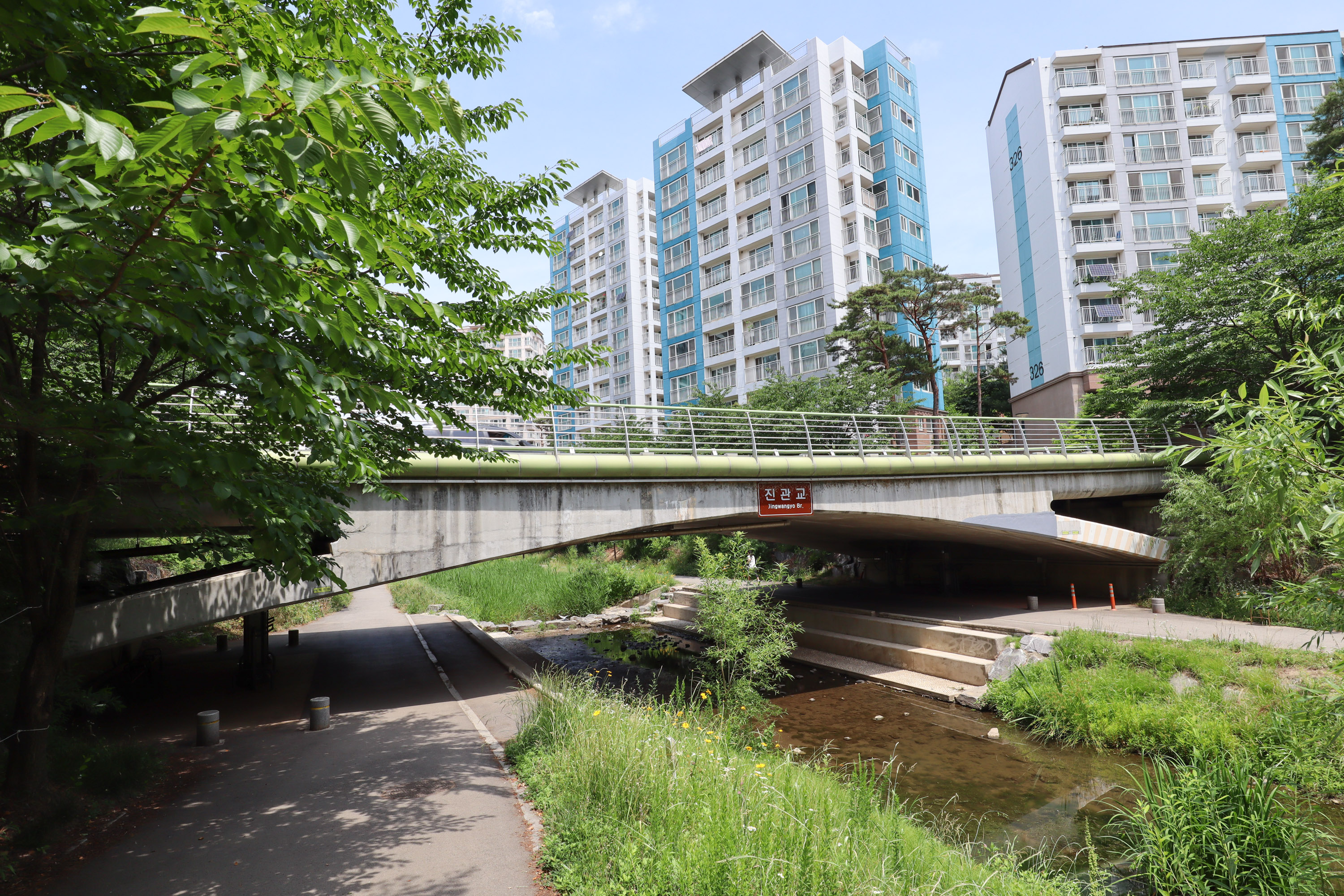
진관교
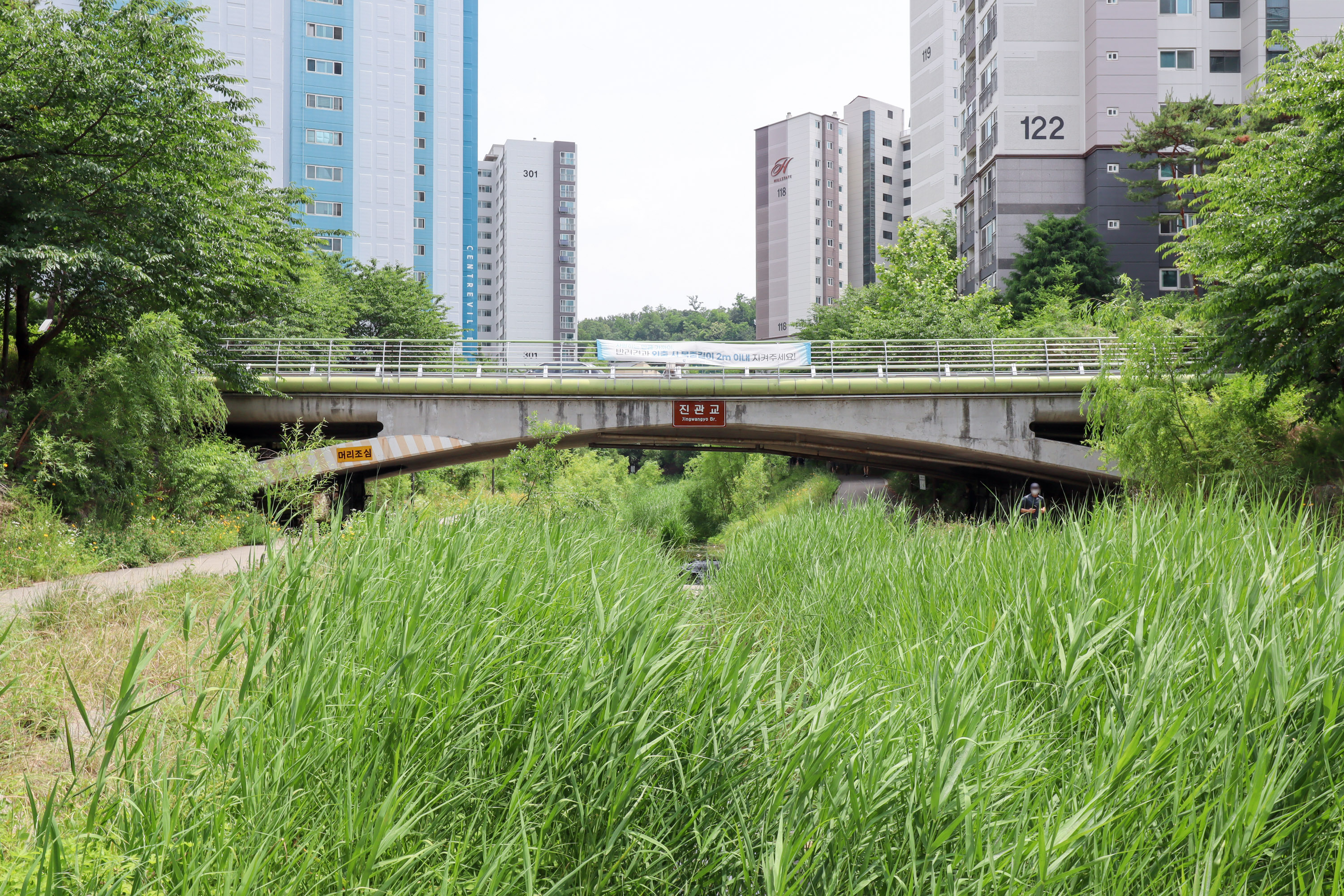
진관교
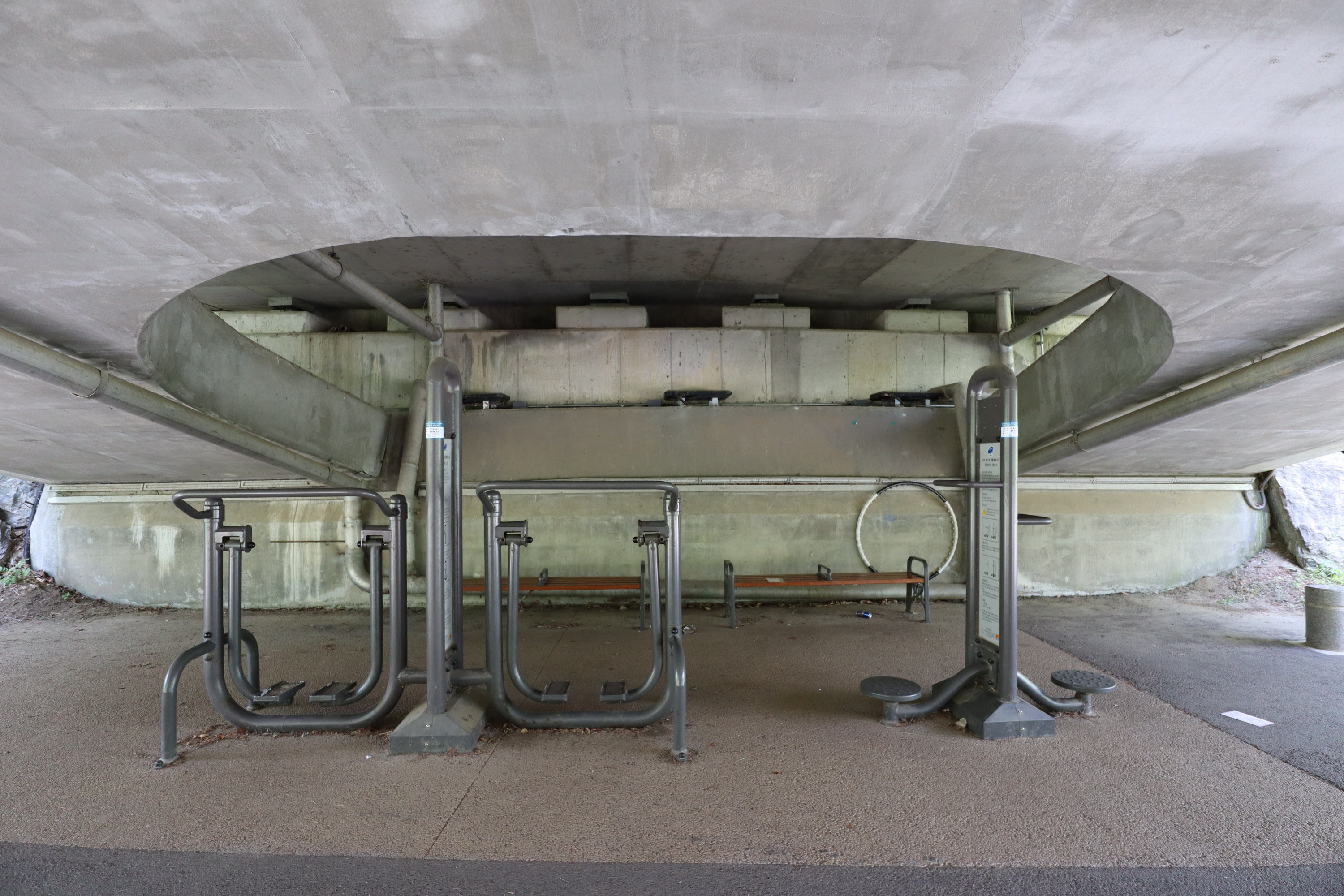
진관교 아래

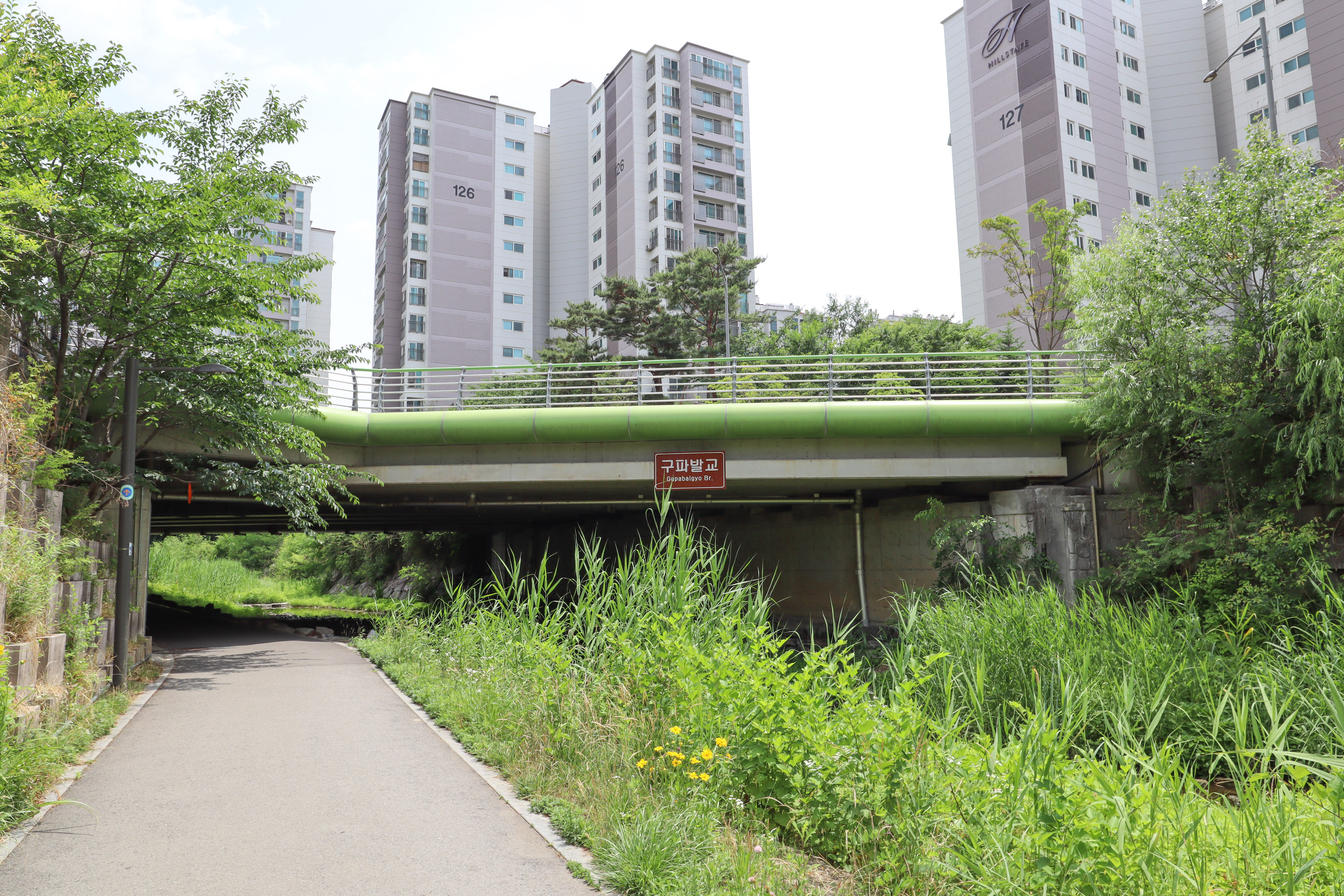
구파발교

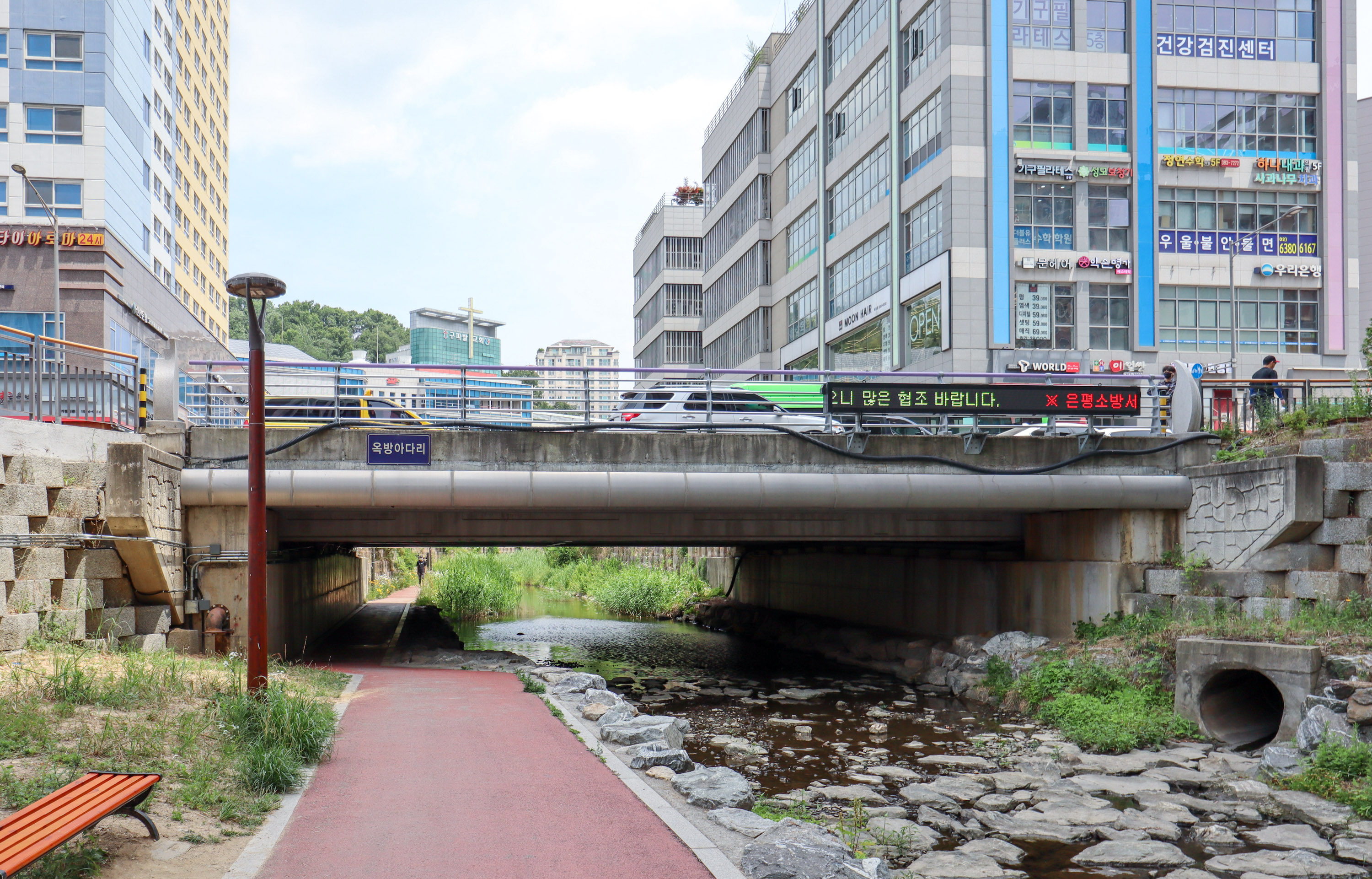
옥방아다리
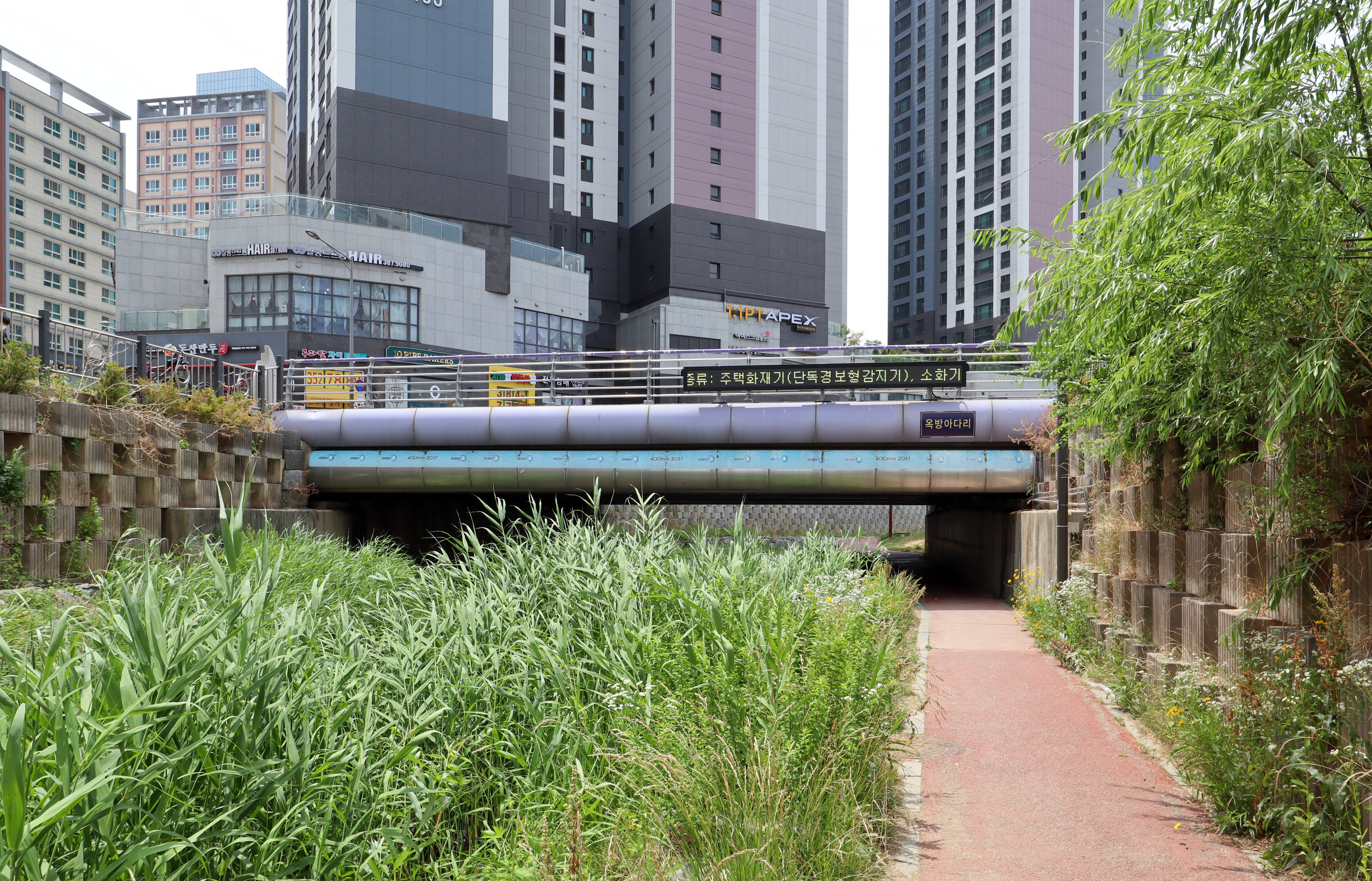
옥방아다리

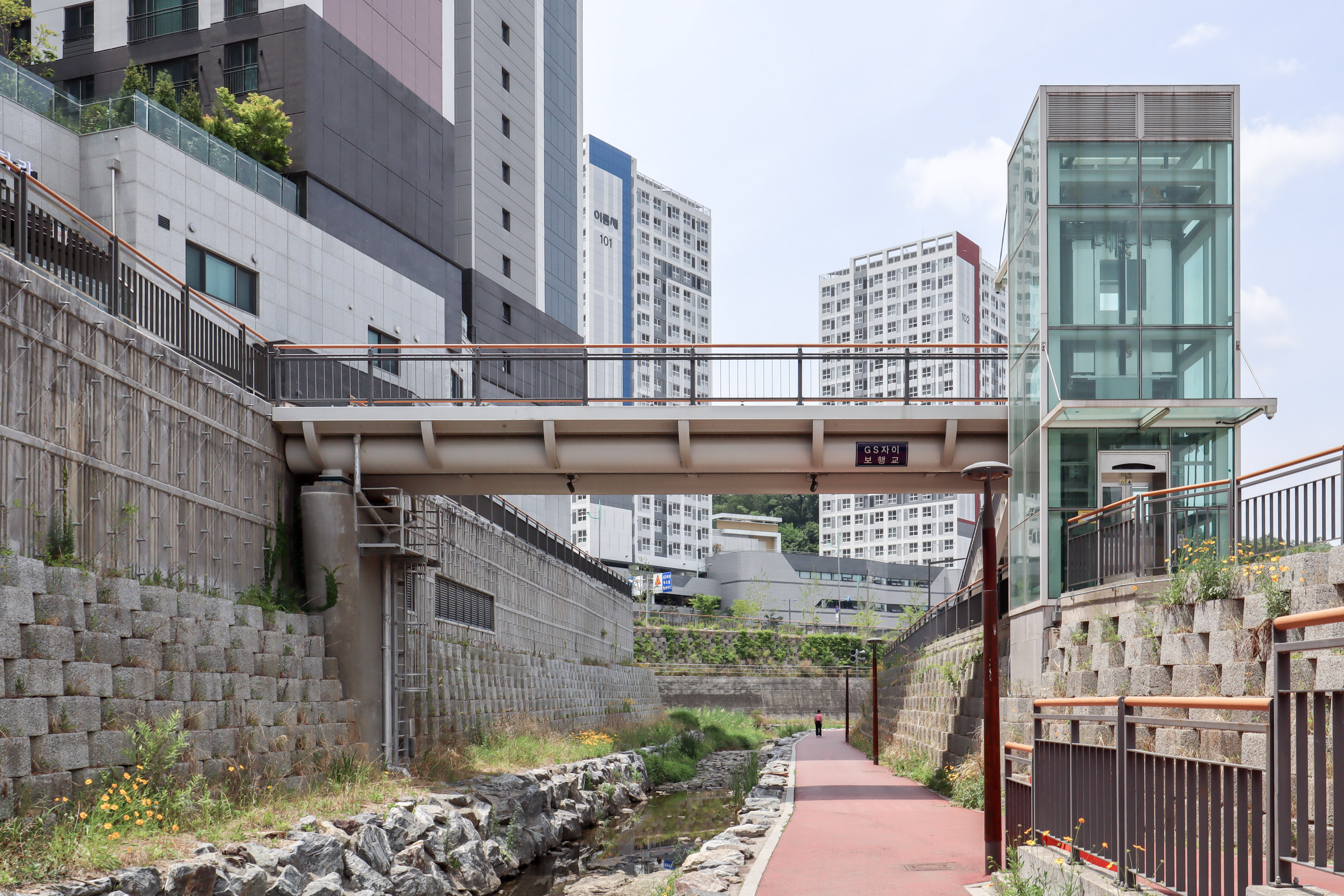
GS자이 보행교

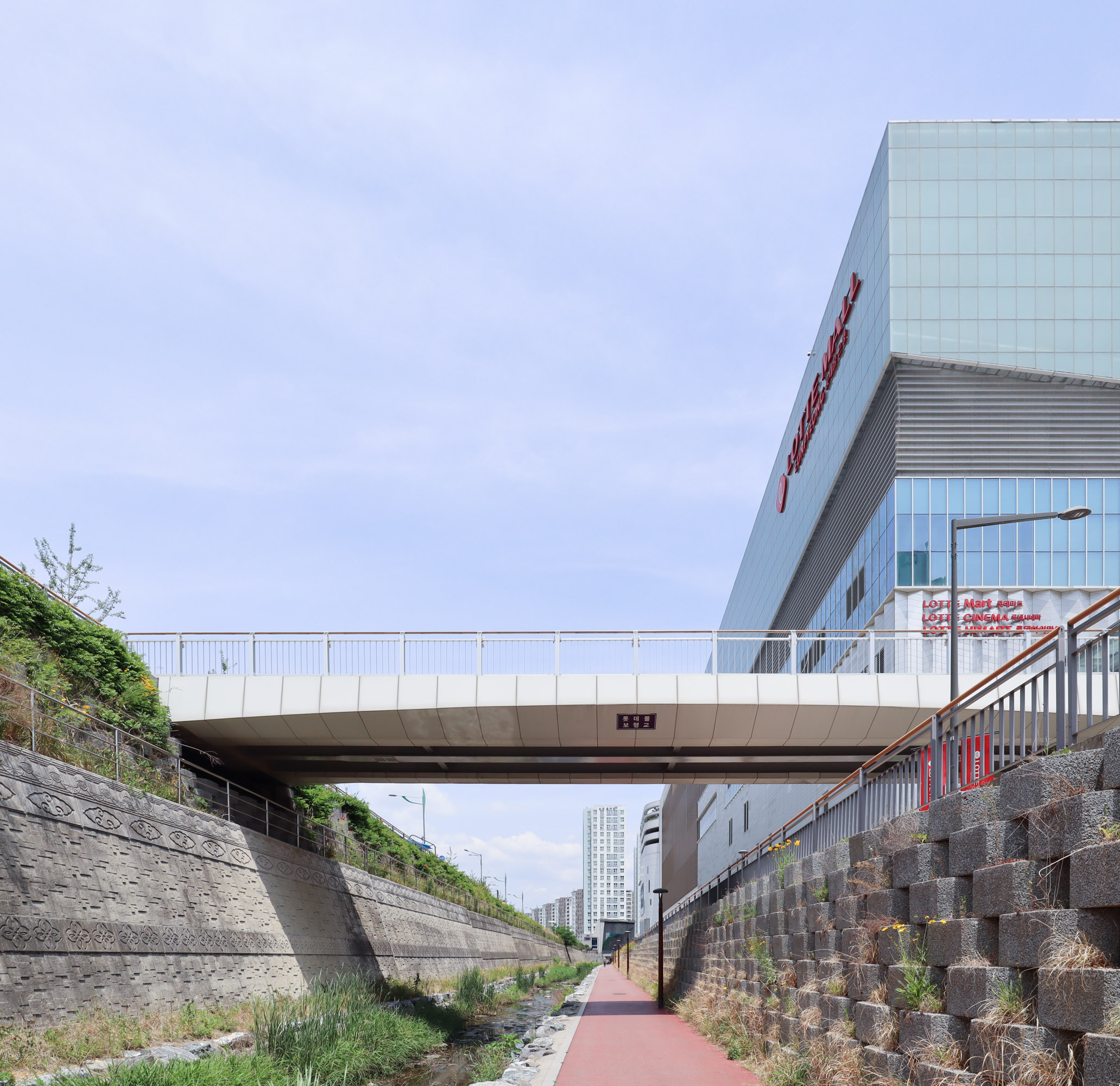
롯데몰 보행교

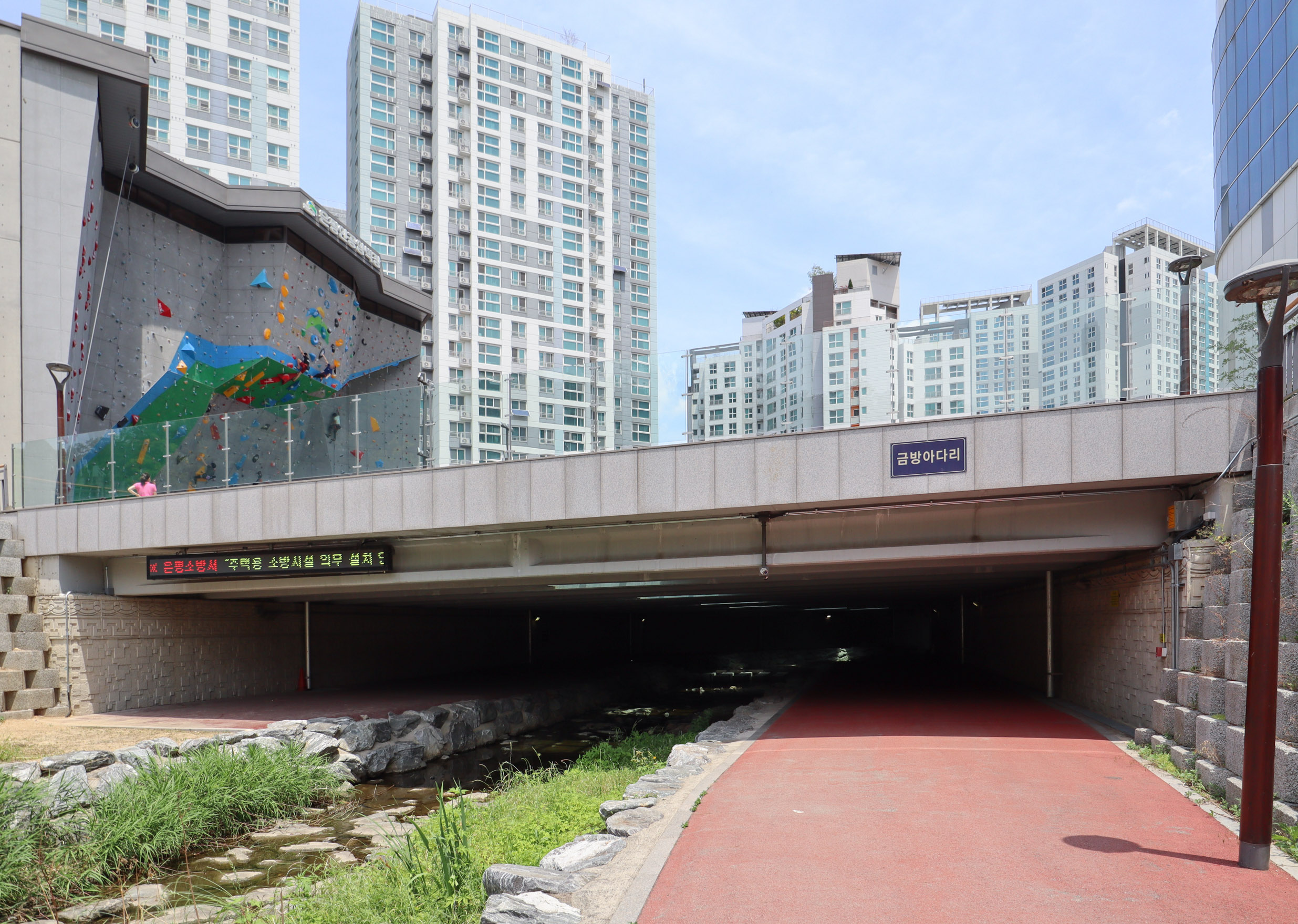
금방아다리
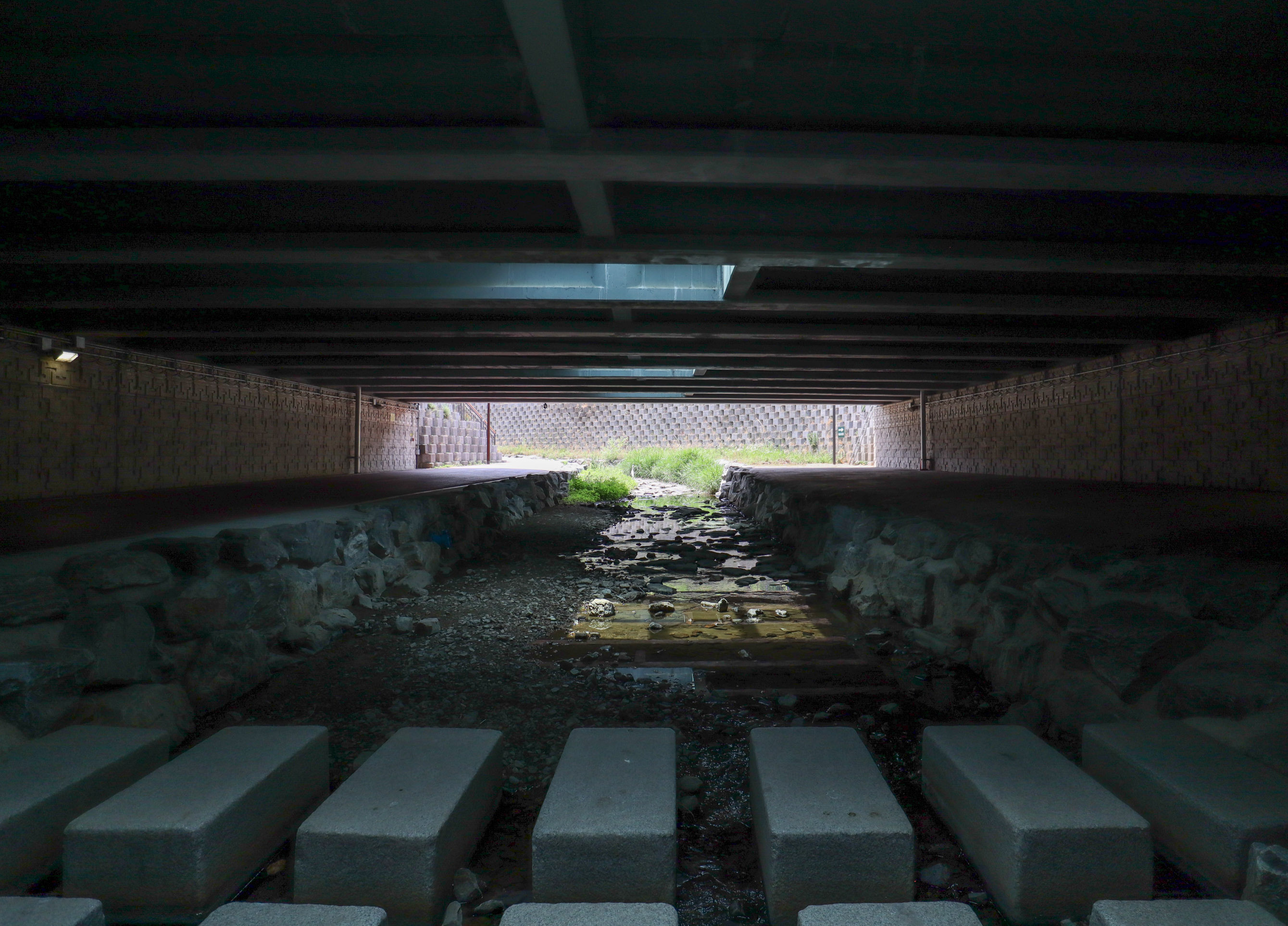
금방아다리 아래
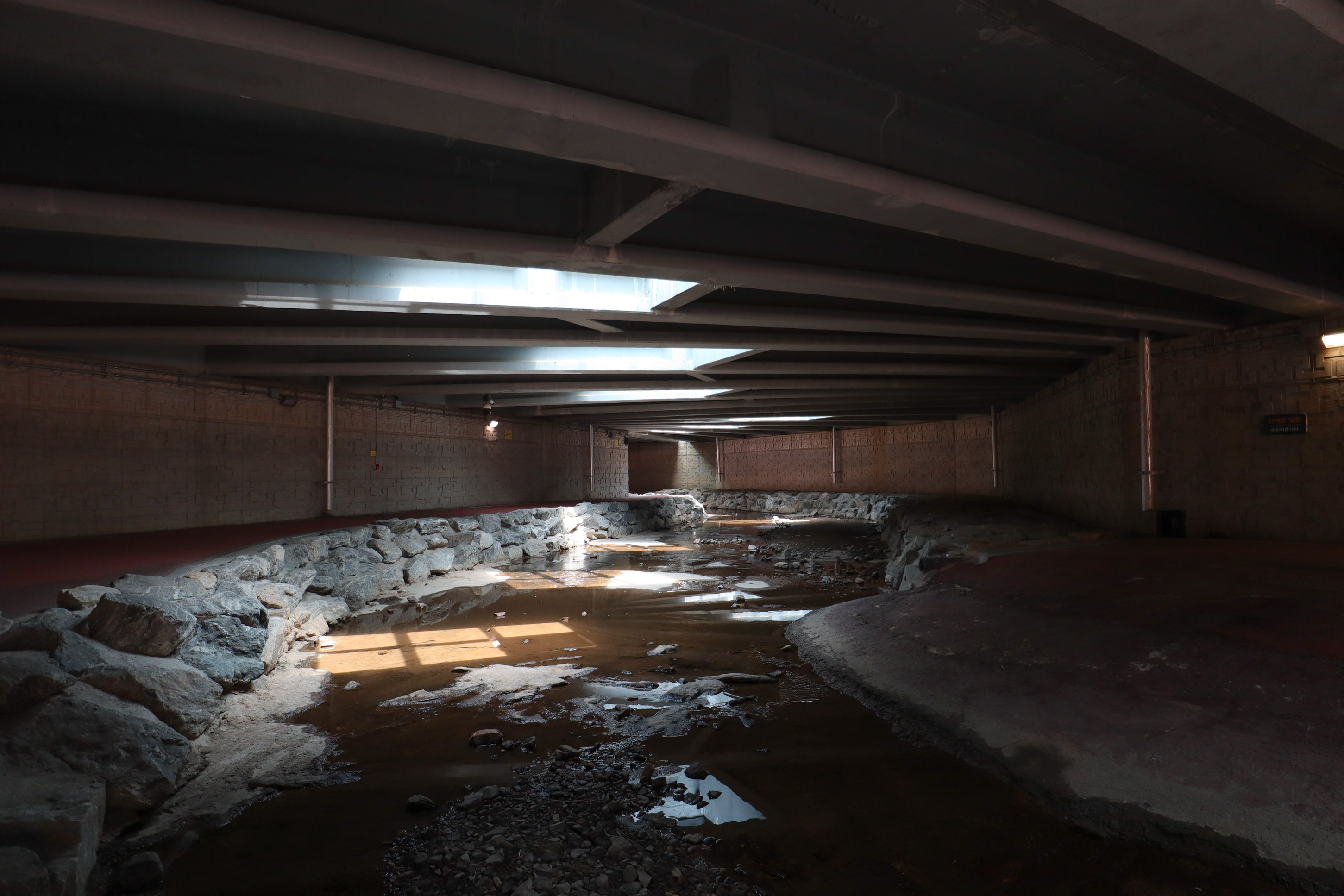
금방아다리 아래
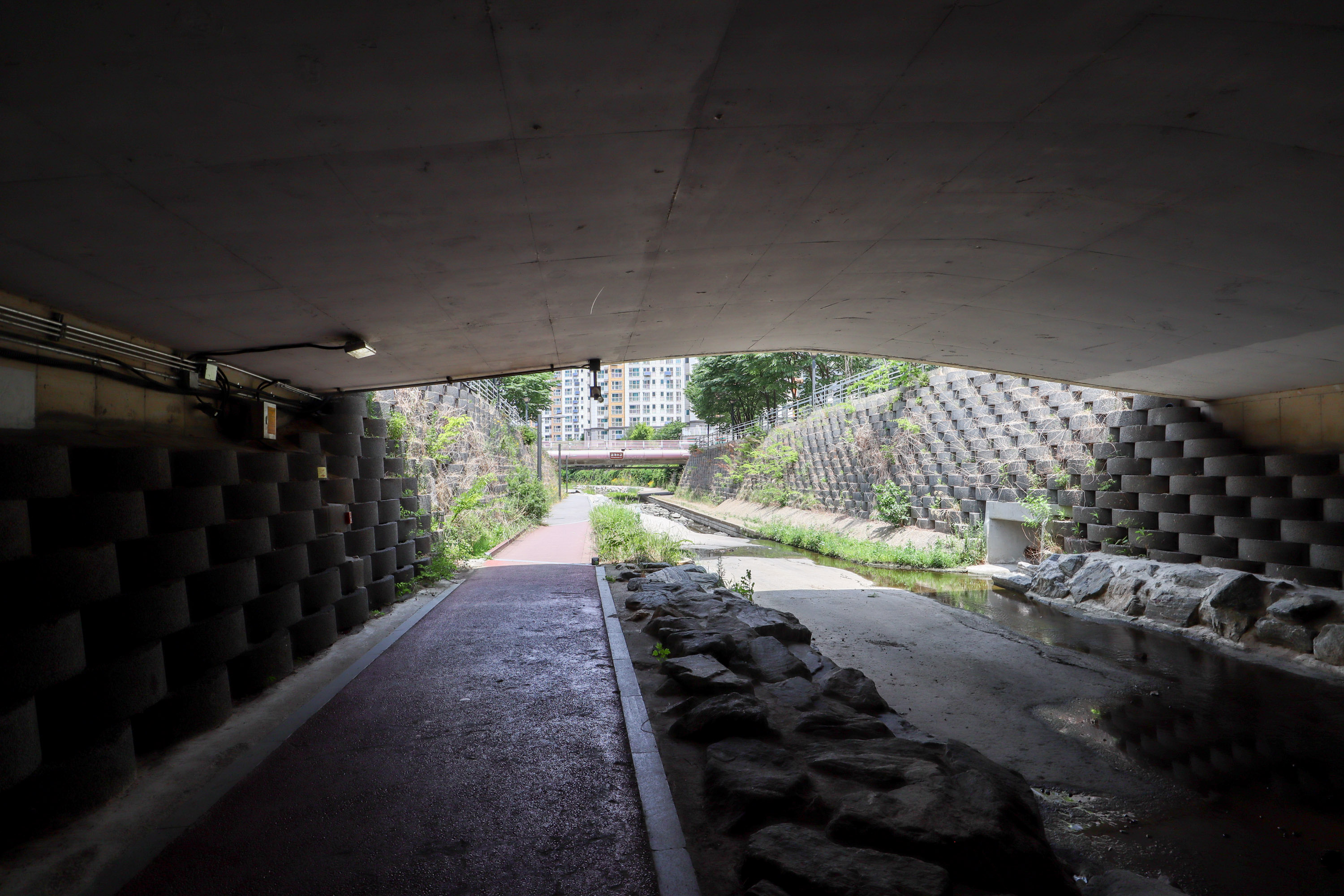
금방아다리 아래
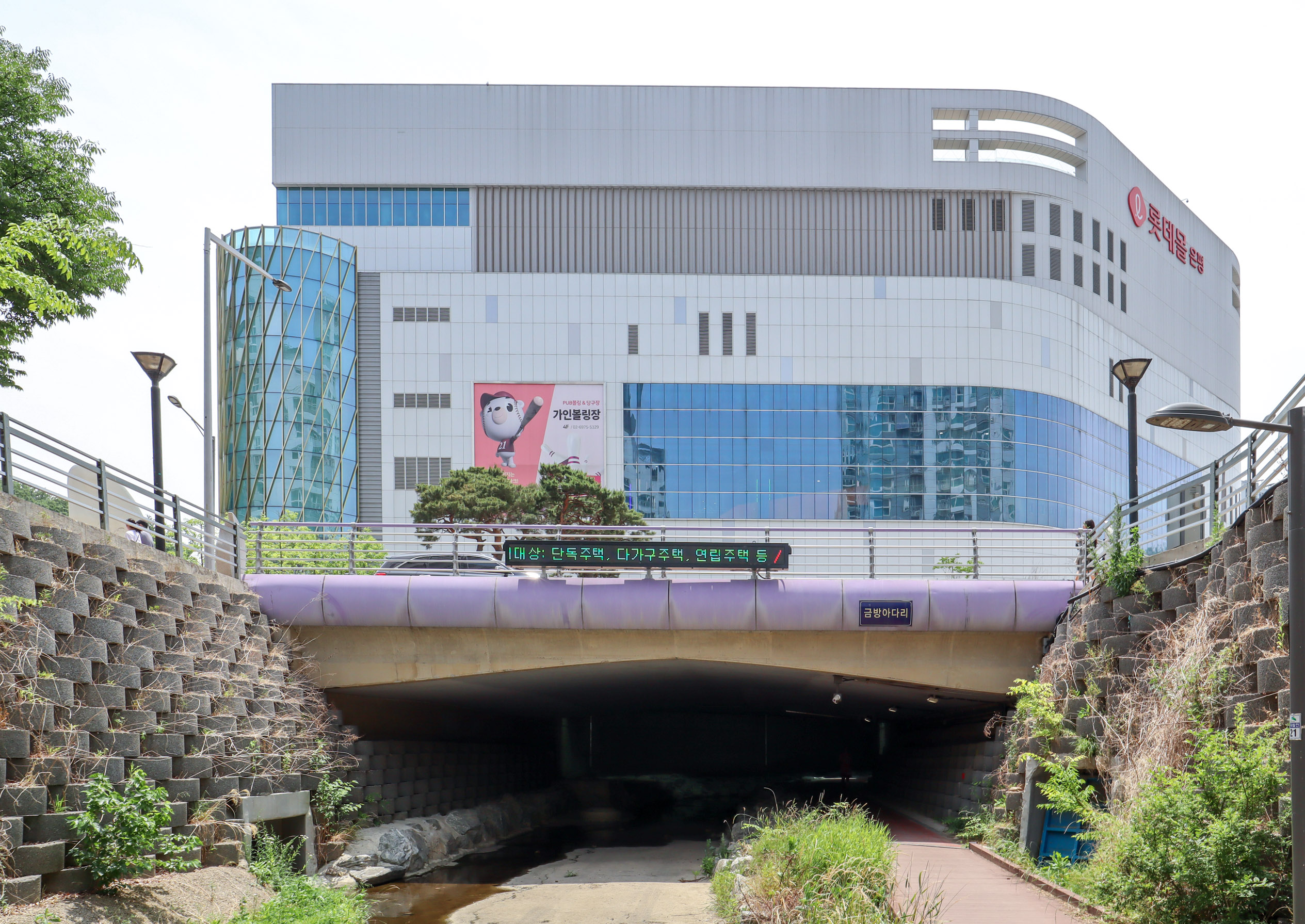
금방아다리

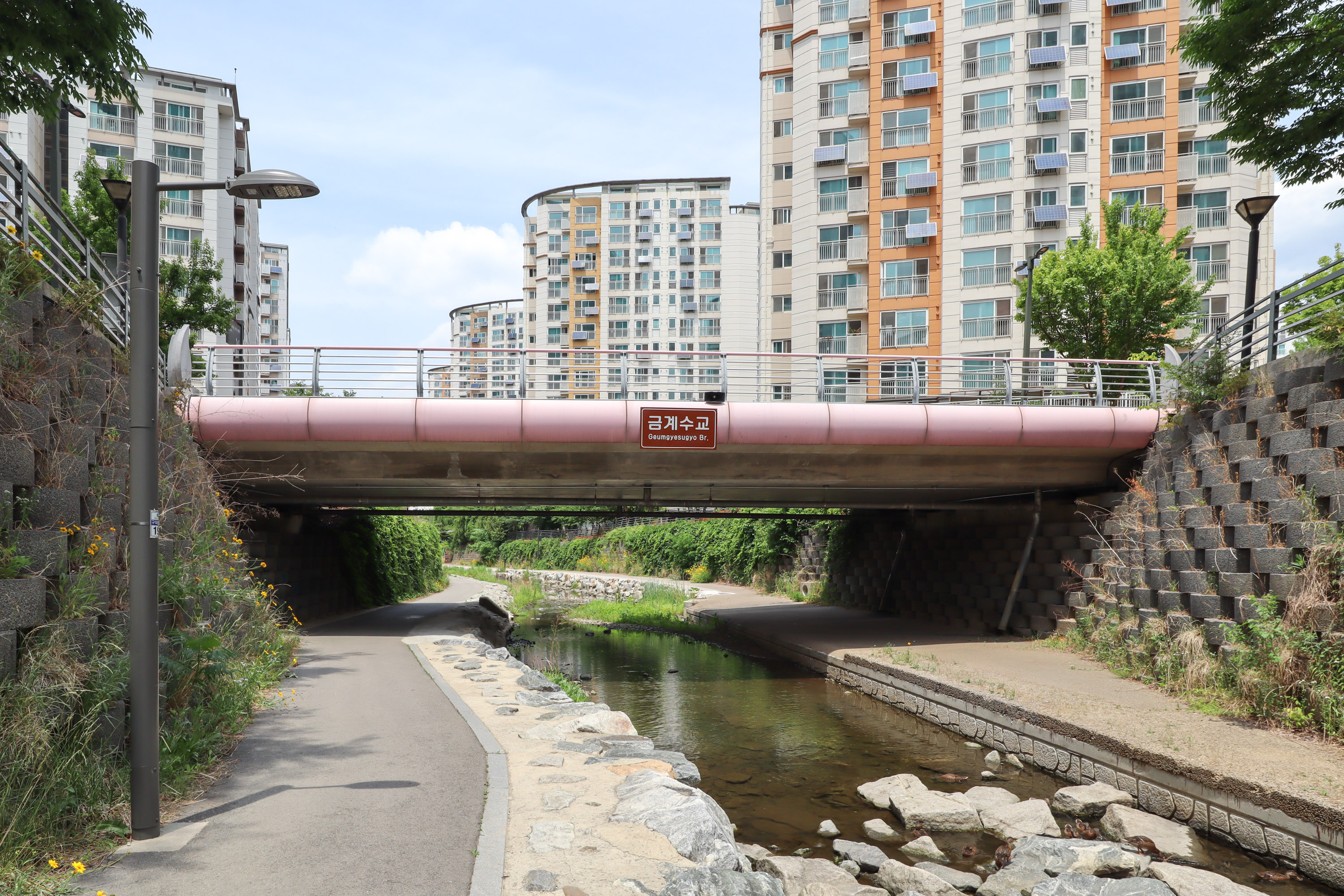
금계수교

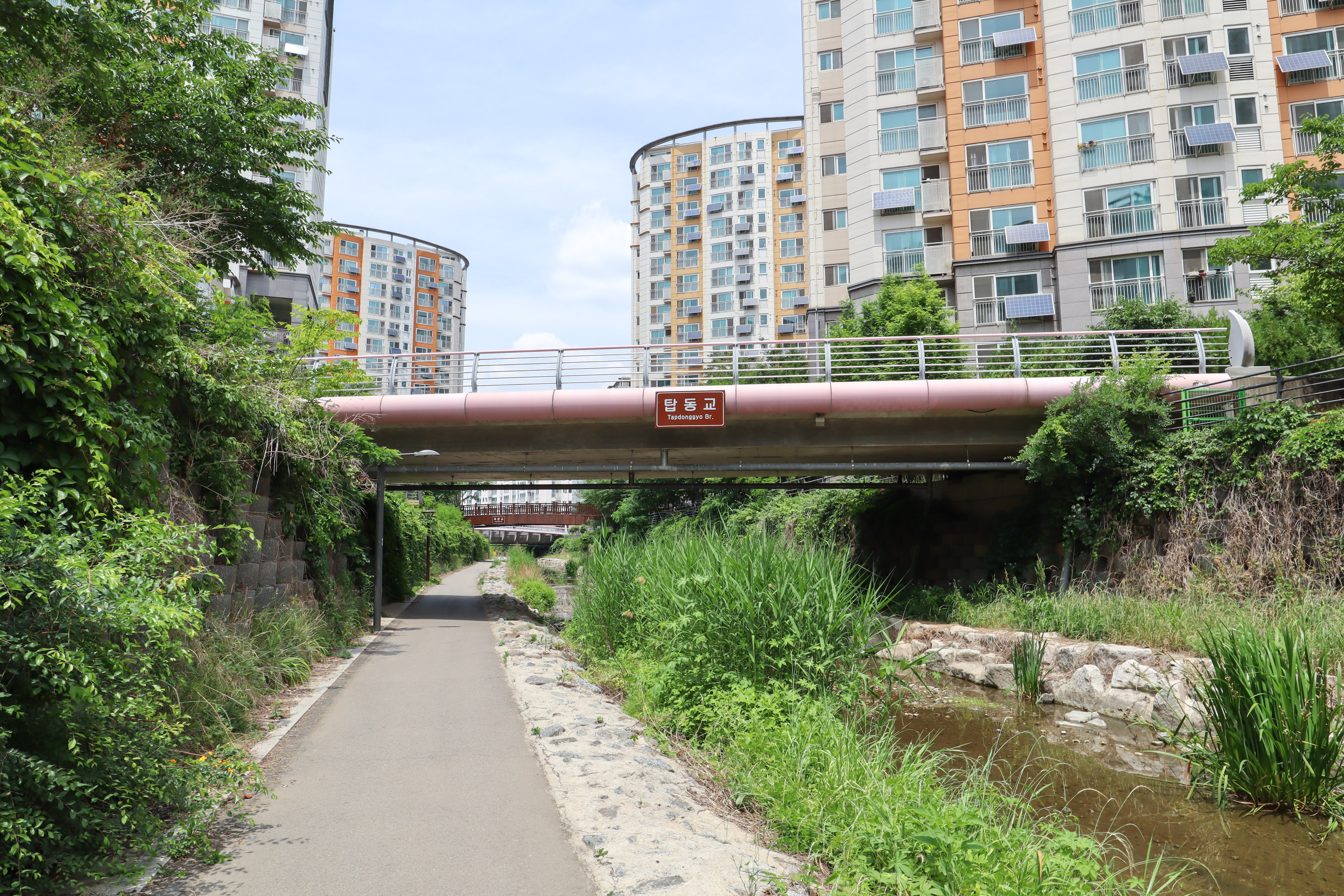
탑동교

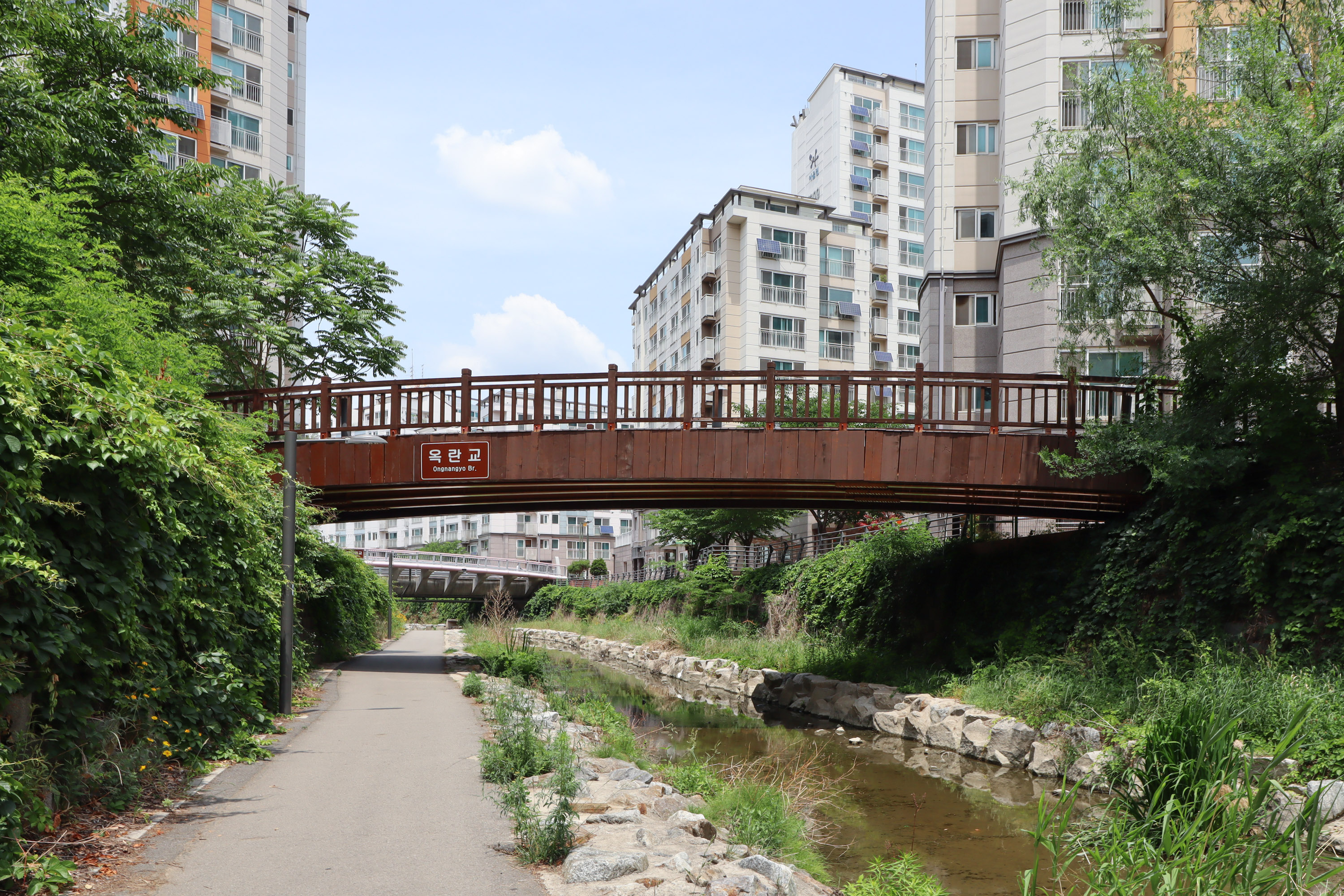
옥란교

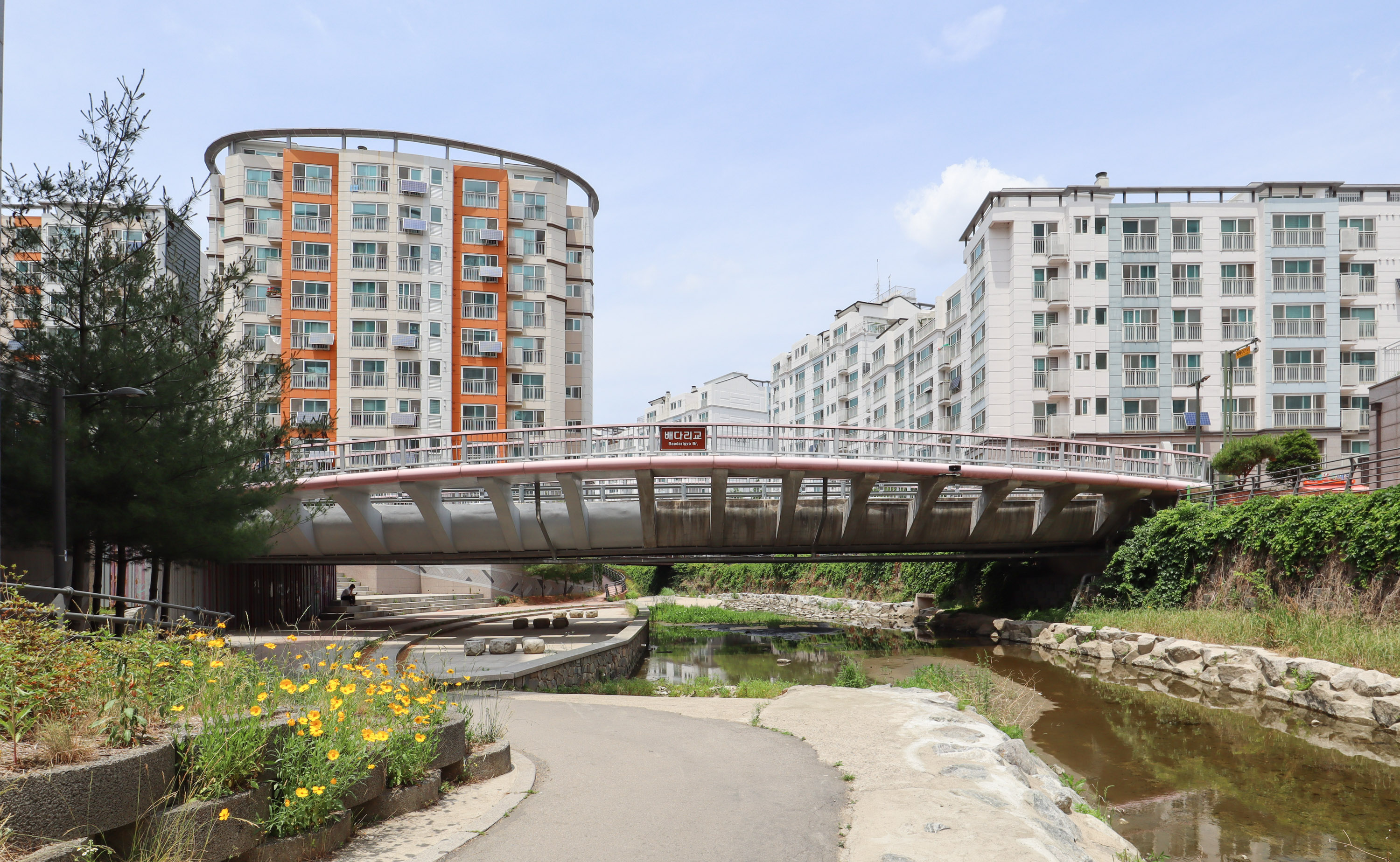
배다리교
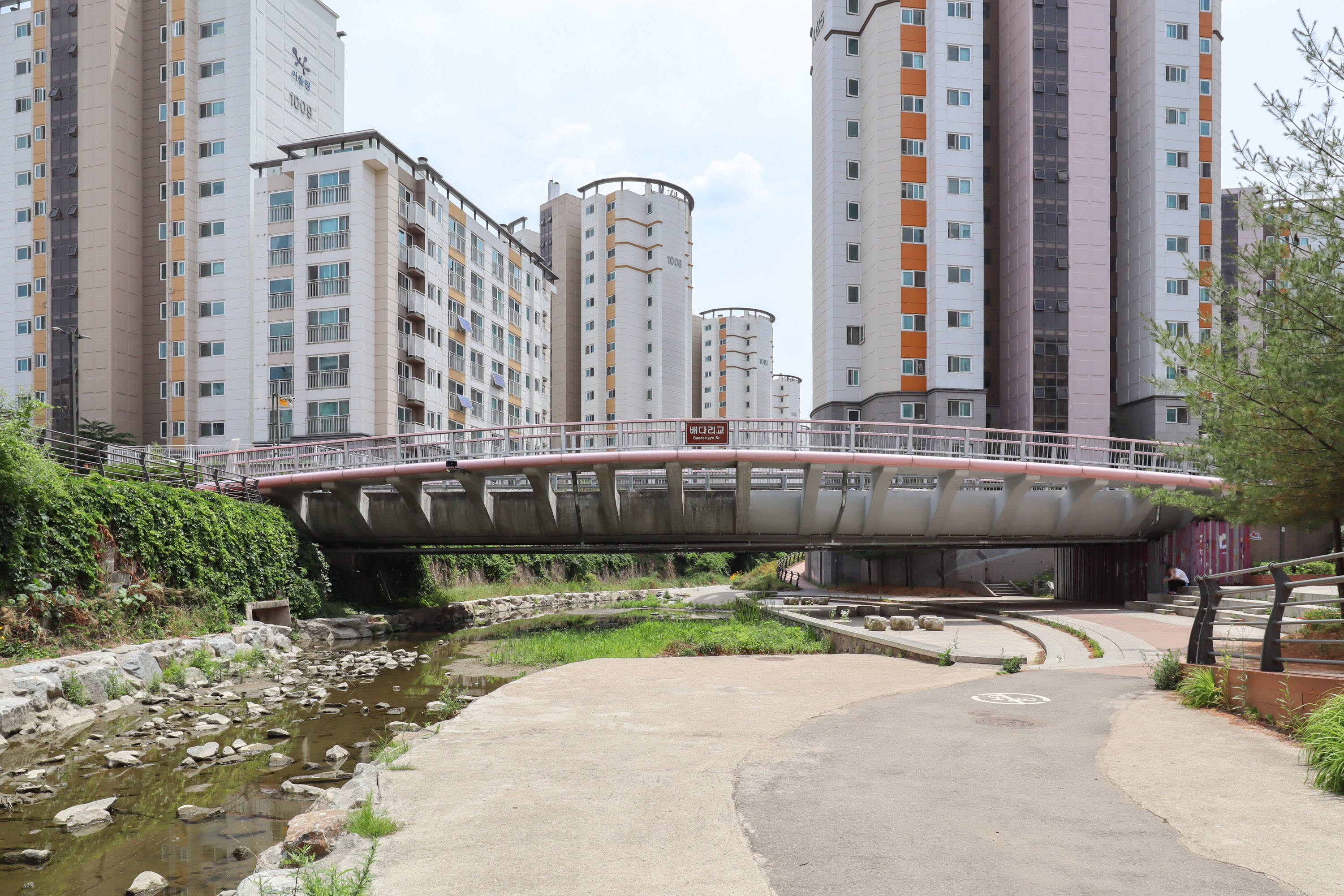
배다리교

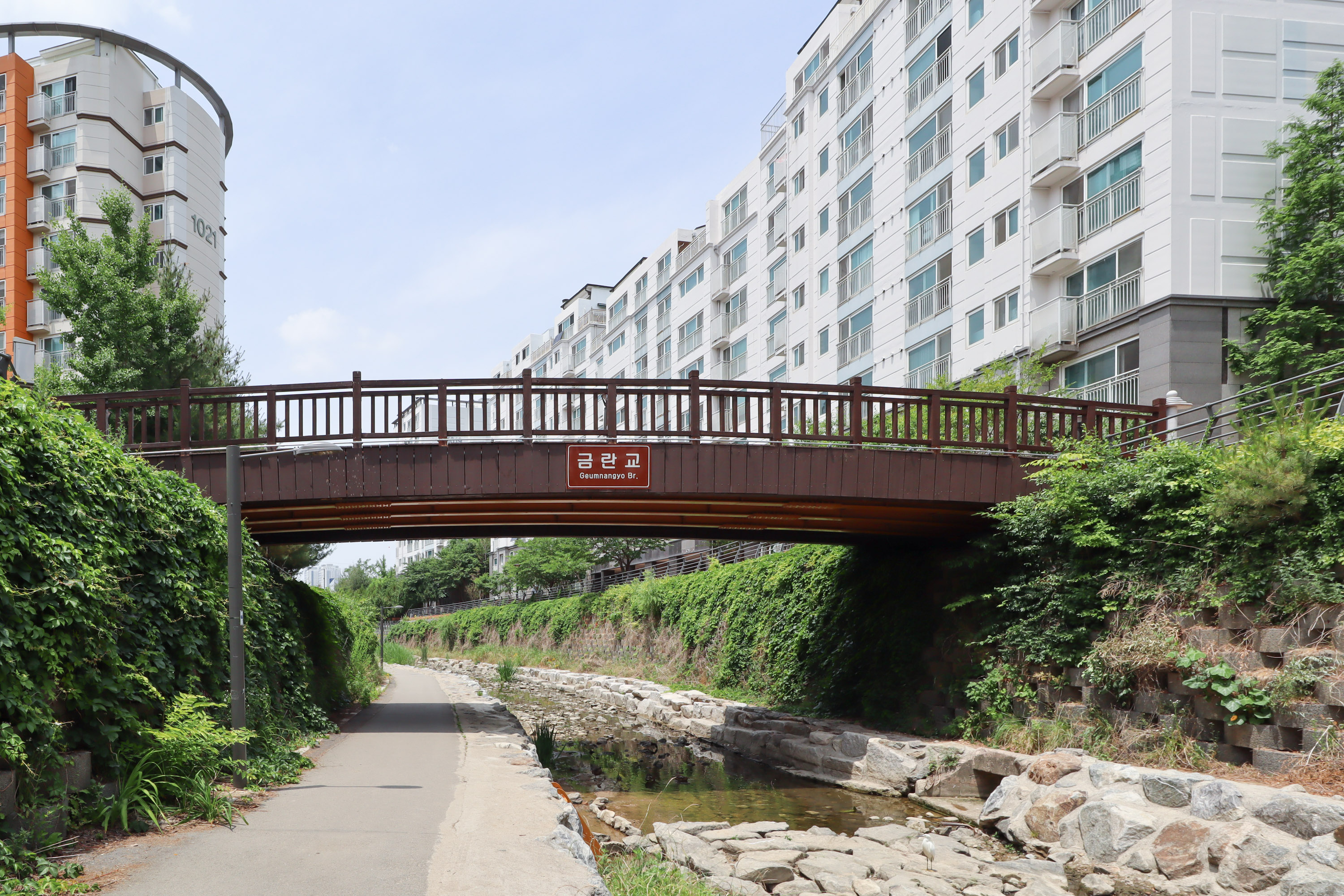
금란교
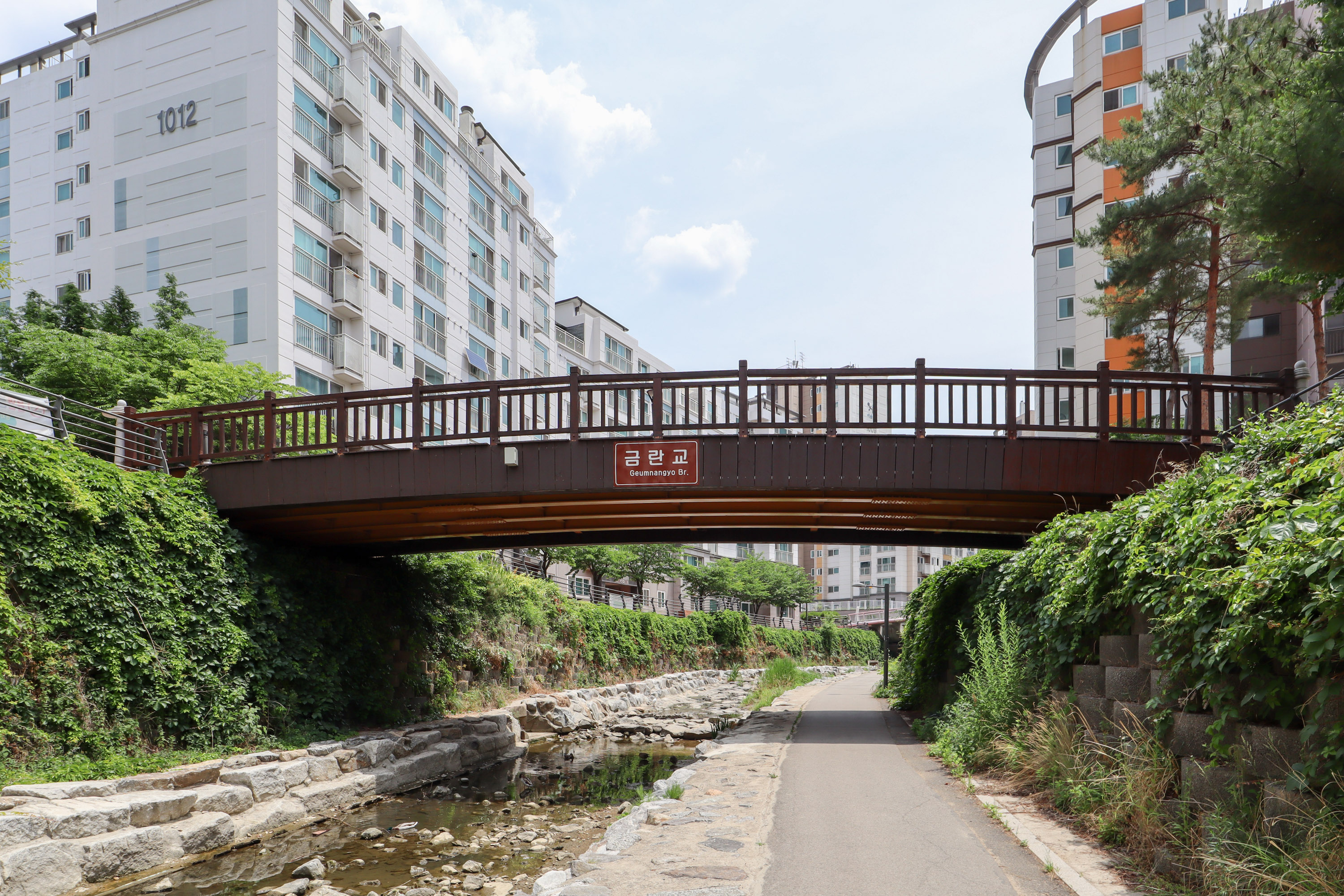
금란교

구파발천(舊擺撥川, Gupabalcheon Stream)은 서울특별시 은평구 진관동 북한산 서쪽 선림사 부근 해발 약 100 m 지점에서 발원하여 은평뉴타운을 관통한 뒤 창릉천으로 합류하는 서울시의 하천이다. 1979년 복개되었다가 은평뉴타운 개발과 함께 2007년 5월부터 2010년 12월까지 조성 공사를 진행하여 복원 되었다.  2021년 8월 12일에는 지방하천으로 지정되었다.
복원 공사 이후 하천 주변에는 산책로와 운동 시설 등 다양한 시설이 마련되었으며, 인공적으로 하천에 물을 공급함으로써 수심을 평균 0.2 m로 유지하고 있다. 2015년경 서울 지하철 3호선 구파발역 앞에 롯데몰을 지으면서 유로가 일부 변경되었다.

## 명칭
하천이 복원된 2010년도부터 2019년까지 정식 명칭 없이 진관내천, 폭포동천, 은뉴천 등의 다양한 이름으로 불리었으나 2019년 제2차 서울특별시 지명위원회로부터 지역의 역사와 대표성을 나타낼 수 있는 '구파발천' 명칭으로 공식 채택되었다..

## 연혁
- 2007년 5월 ~ 2010년 12월 : 은평뉴타운 하천 조성 공사 (SH공사)[3]

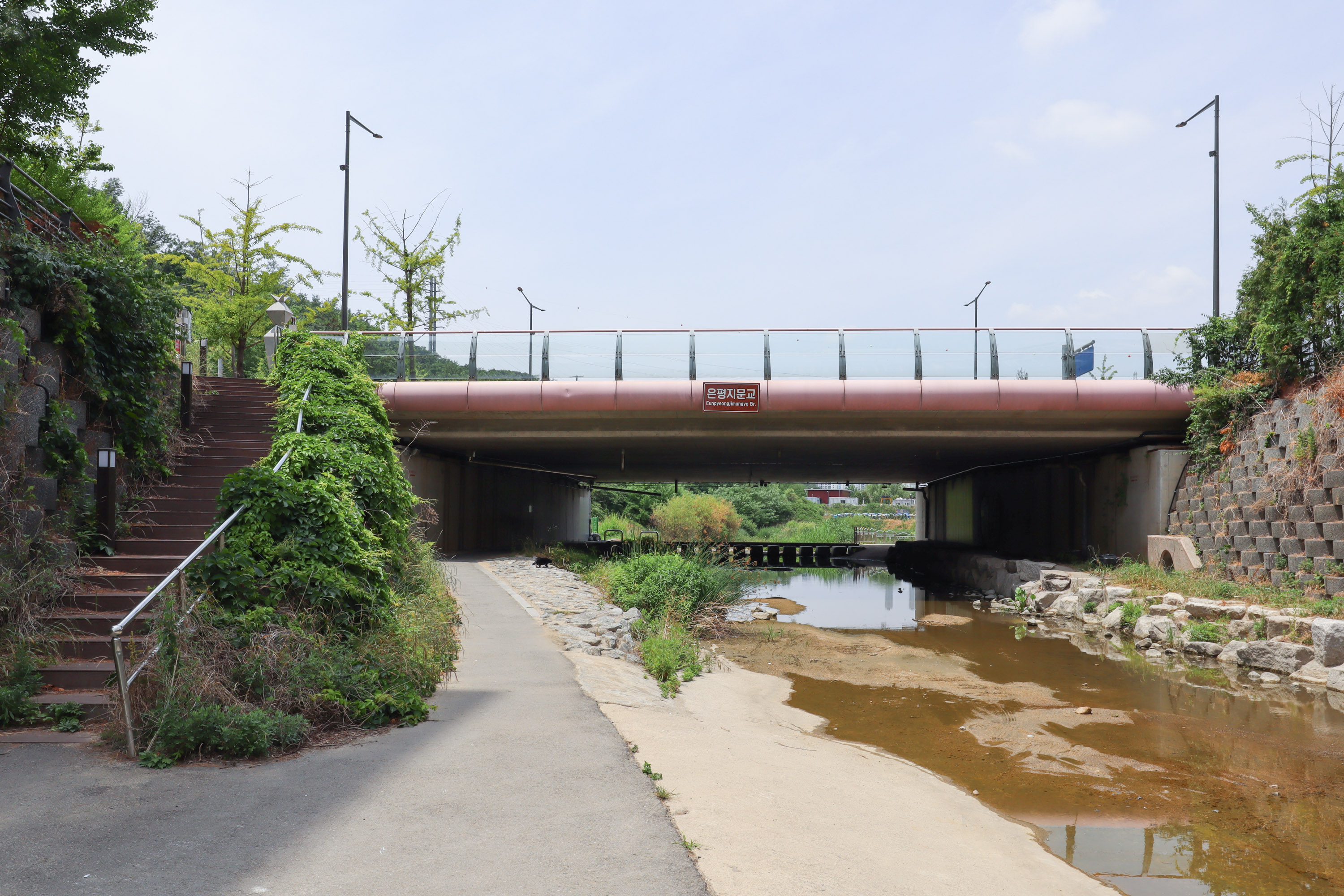
2014년 4월 17일 : 하천 시설(중심상업지 구간 제외) 인수  (SH공사 -> 은평구)
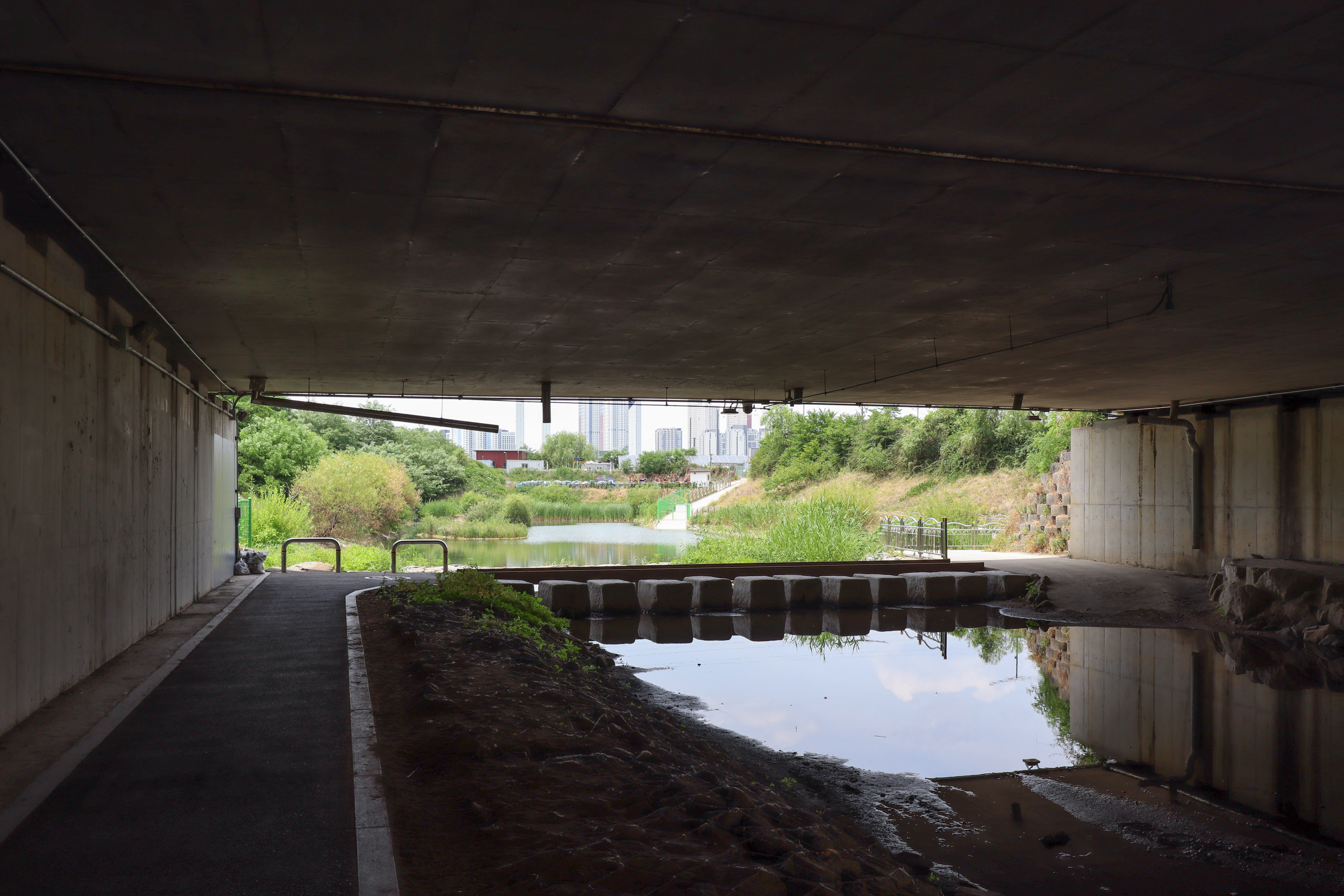
은평지문교 아래

- 2019년 12월 19일 : 하천명 '구파발천'으로 제정 (서울특별시 지명위원회)[3]
- 2020년 2월 19일 : 중심상업지(롯데몰) 구간 550m 인수 (SH공사 -> 은평구)[3]
- 2021년 8월 12일 : 서울특별시 지방하천으로 지정 고시[4]

## 교량 현황
- 밥할머니교

- 밥할머니교

- 폭포동교

- 폭포동교

- 데크 보행로

- 인공폭포 데크 보행로

- 메뚜기다리

- 메뚜기다리
- 메뚜기다리

- 반딧불다리

- 반딧불다리
- 반딧불다리 아래

- 만남의다리

- 만남의다리
- 만남의다리

- 새버들잎다리

- 새버들잎다리
- 새버들잎다리

- 하늬버들잎다리

- 하늬버들잎다리
- 하늬버들잎다리

- 진관교

- 진관교
- 진관교
- 진관교 아래

- 구파발교

- 구파발교

- 옥방아다리

- 옥방아다리
- 옥방아다리

- GS자이 보행교

- GS자이 보행교

- 롯데몰 보행교

- 롯데몰 보행교

- 금방아다리

- 금방아다리
- 금방아다리 아래
- 금방아다리 아래
- 금방아다리 아래
- 금방아다리

- 금계수교

- 금계수교

- 탑동교

- 탑동교

- 옥란교

- 옥란교

- 배다리교

- 배다리교
- 배다리교

- 금란교

- 금란교
- 금란교

- 은평지문교

- 은평지문교
- 은평지문교 아래

## 동·식물 현황

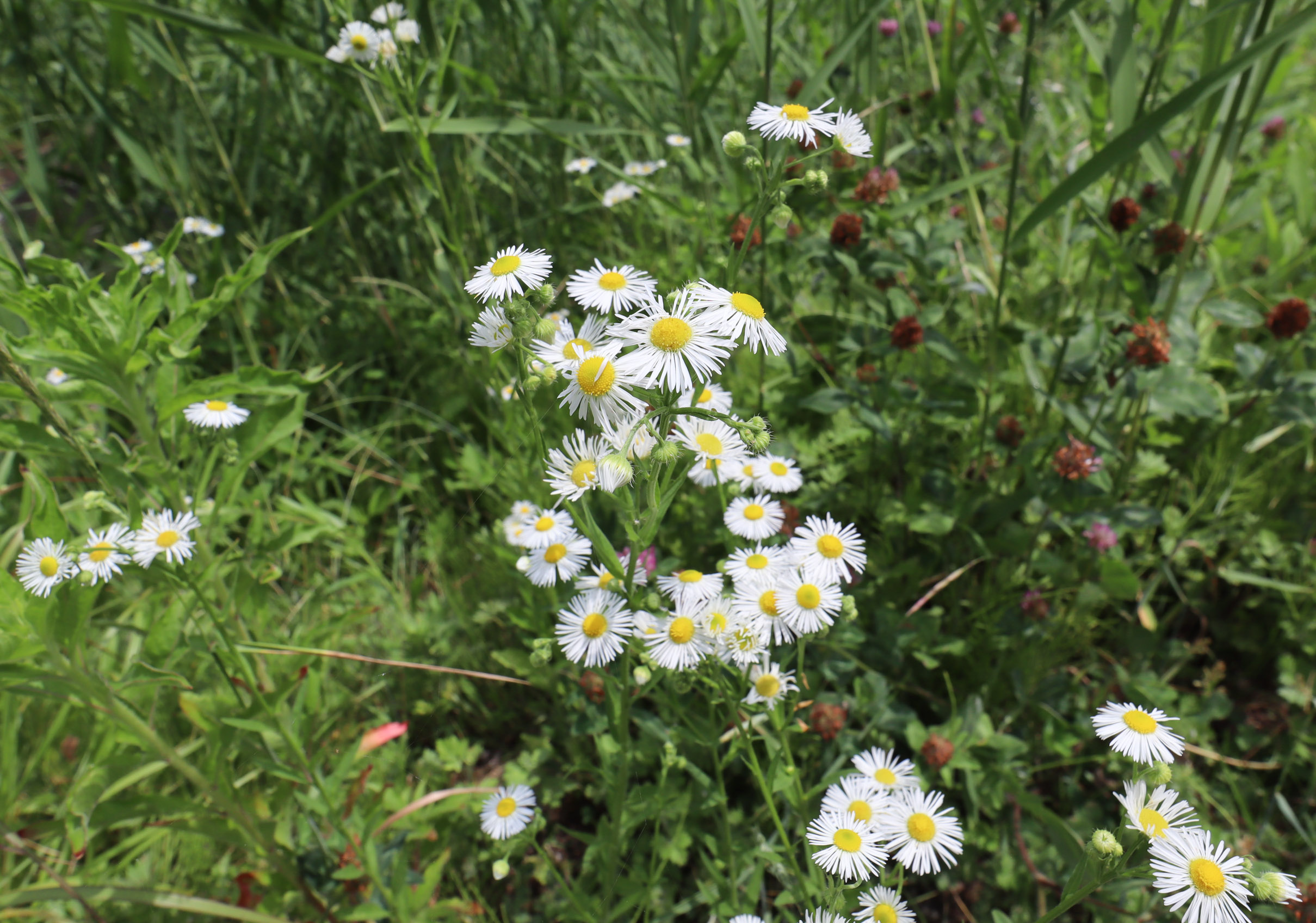
개망초
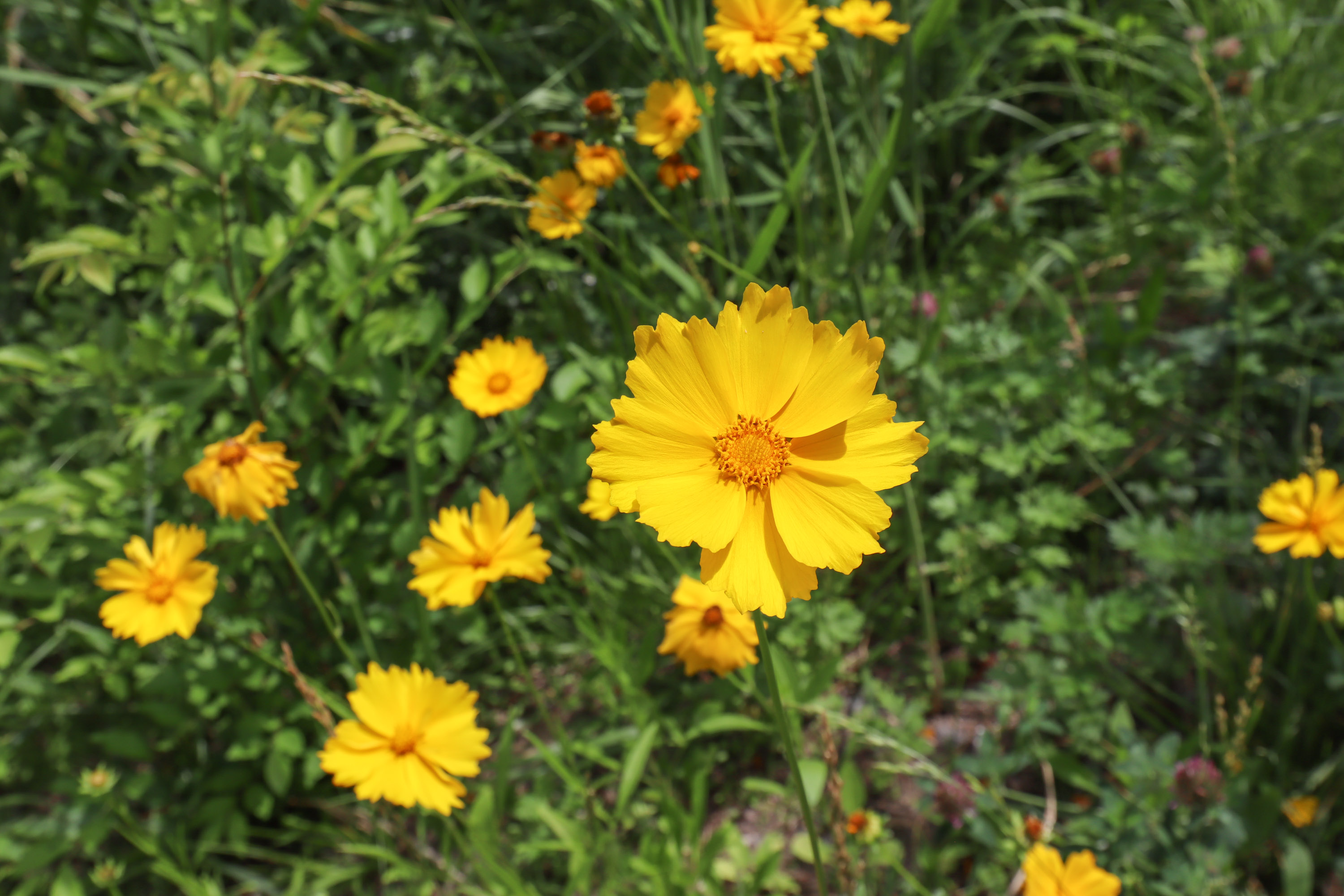
금계국
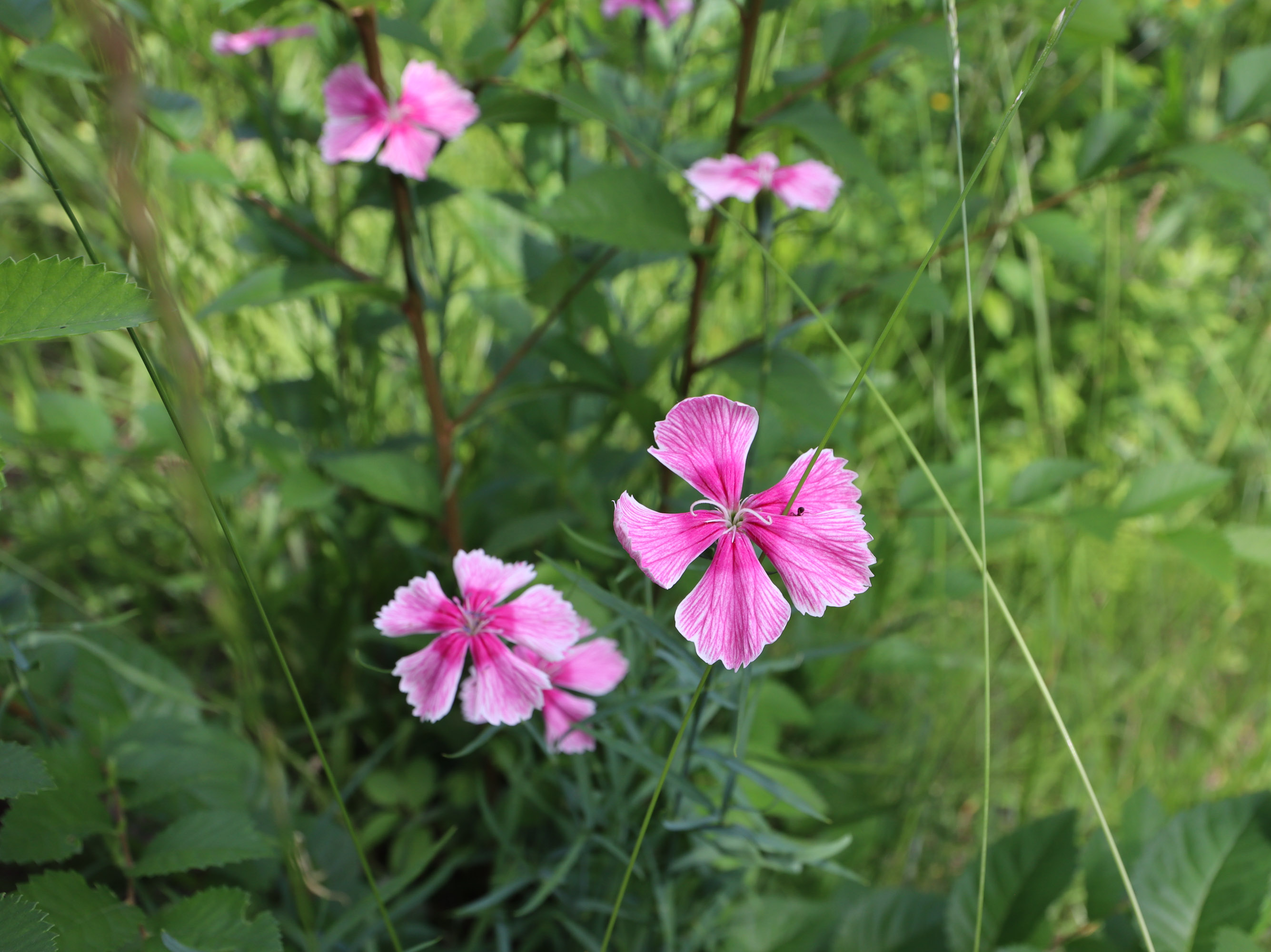
패랭이꽃
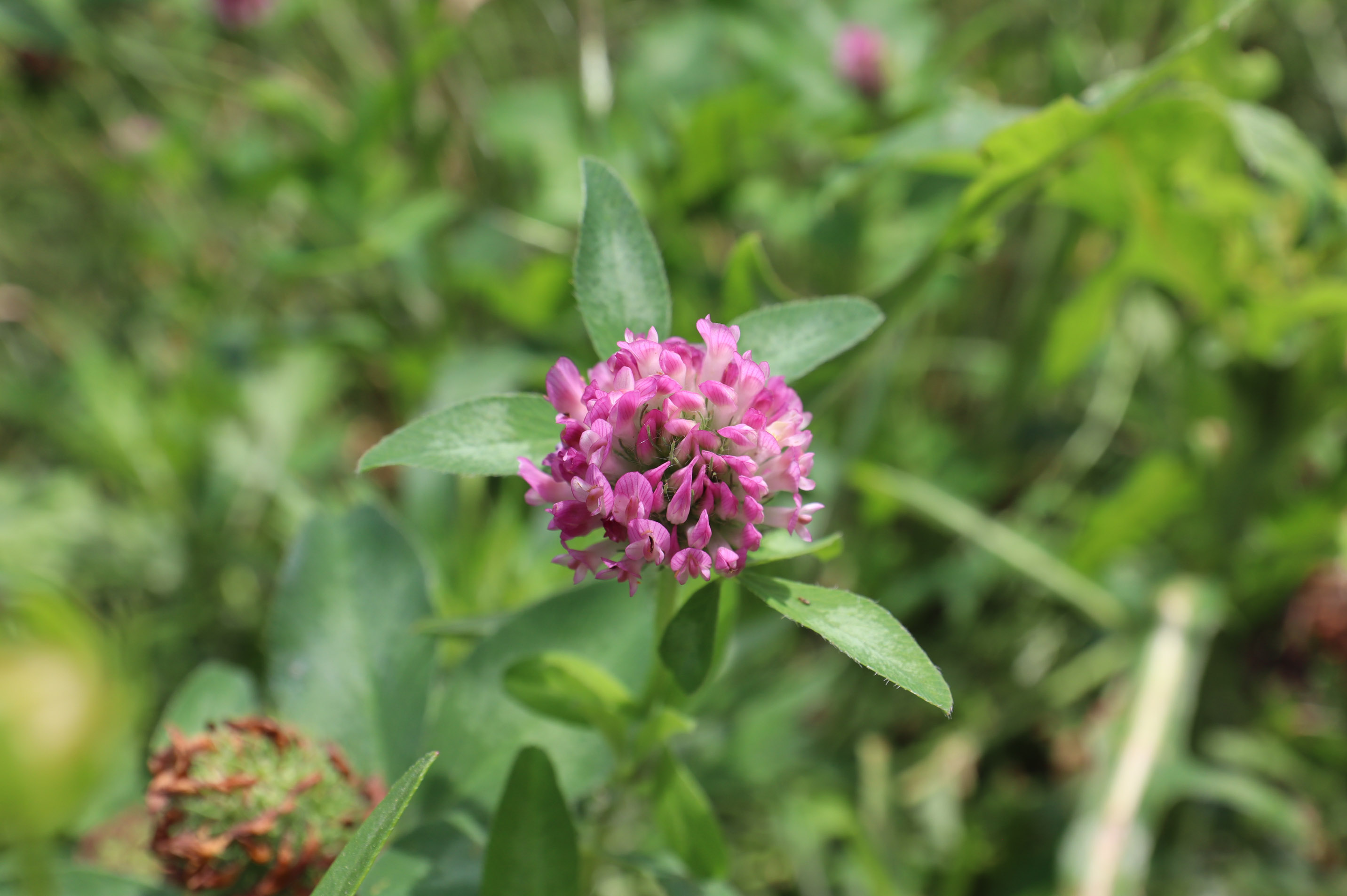
붉은토끼풀
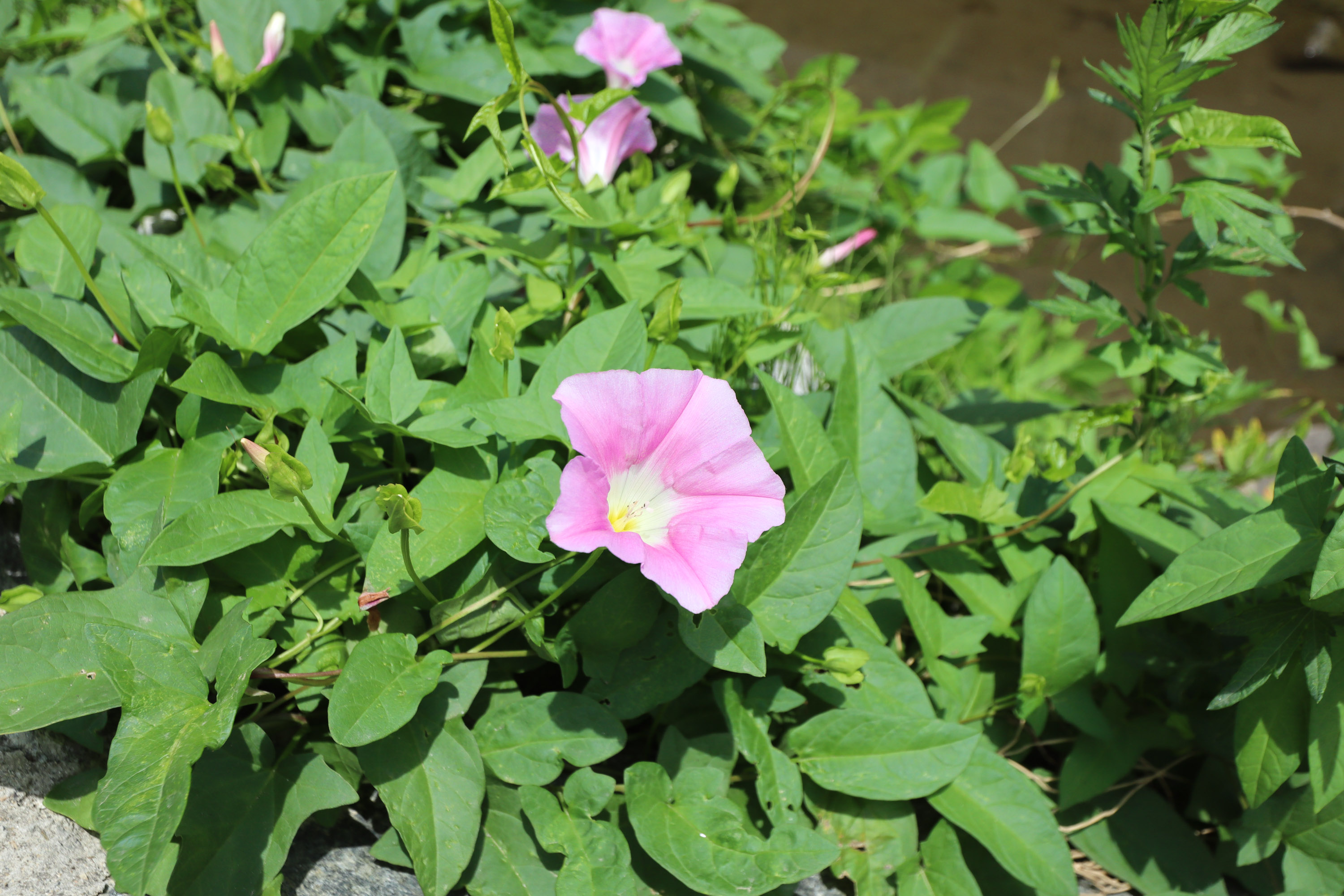
메꽃
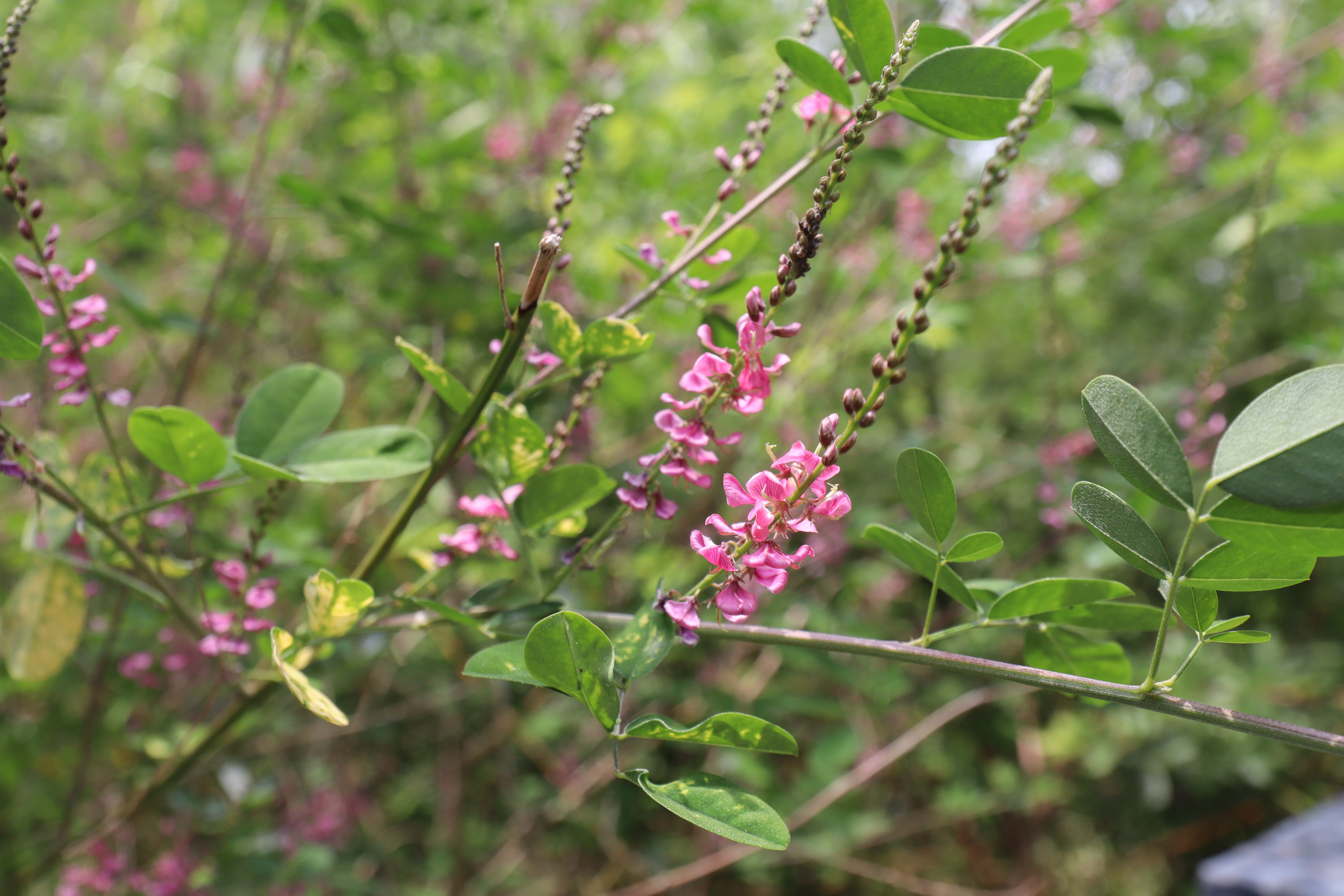
낭아초
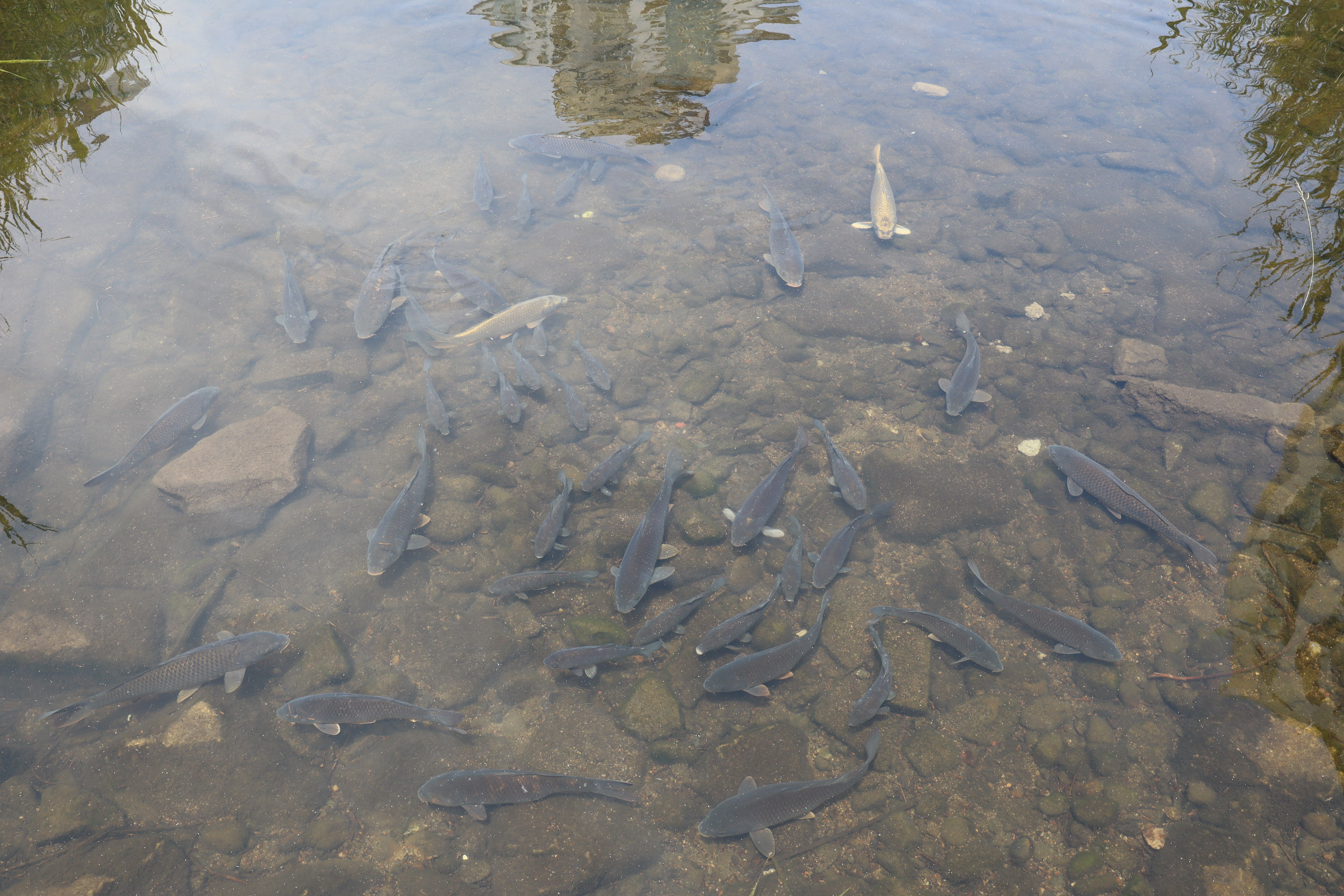
잉어
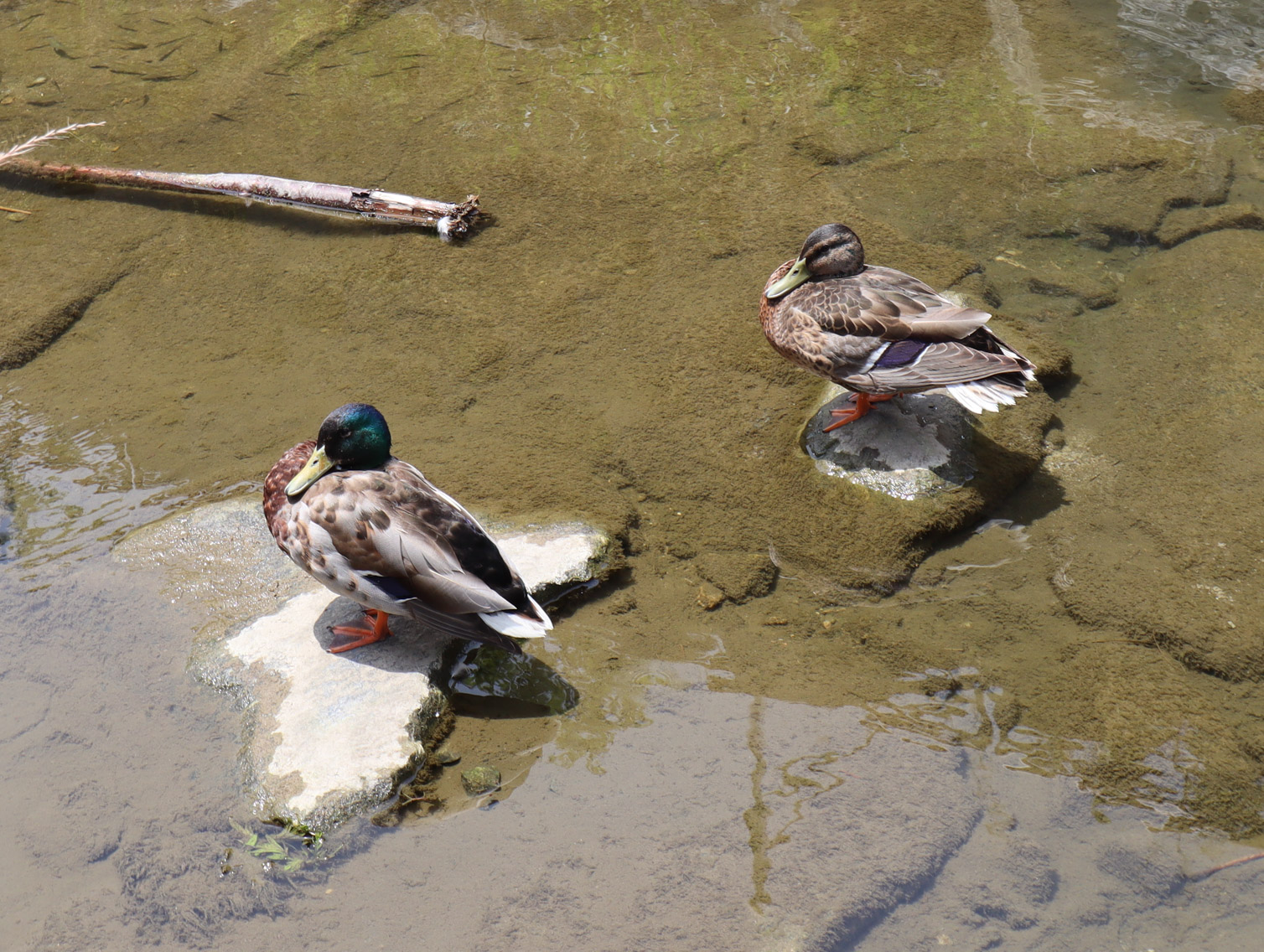
청둥오리
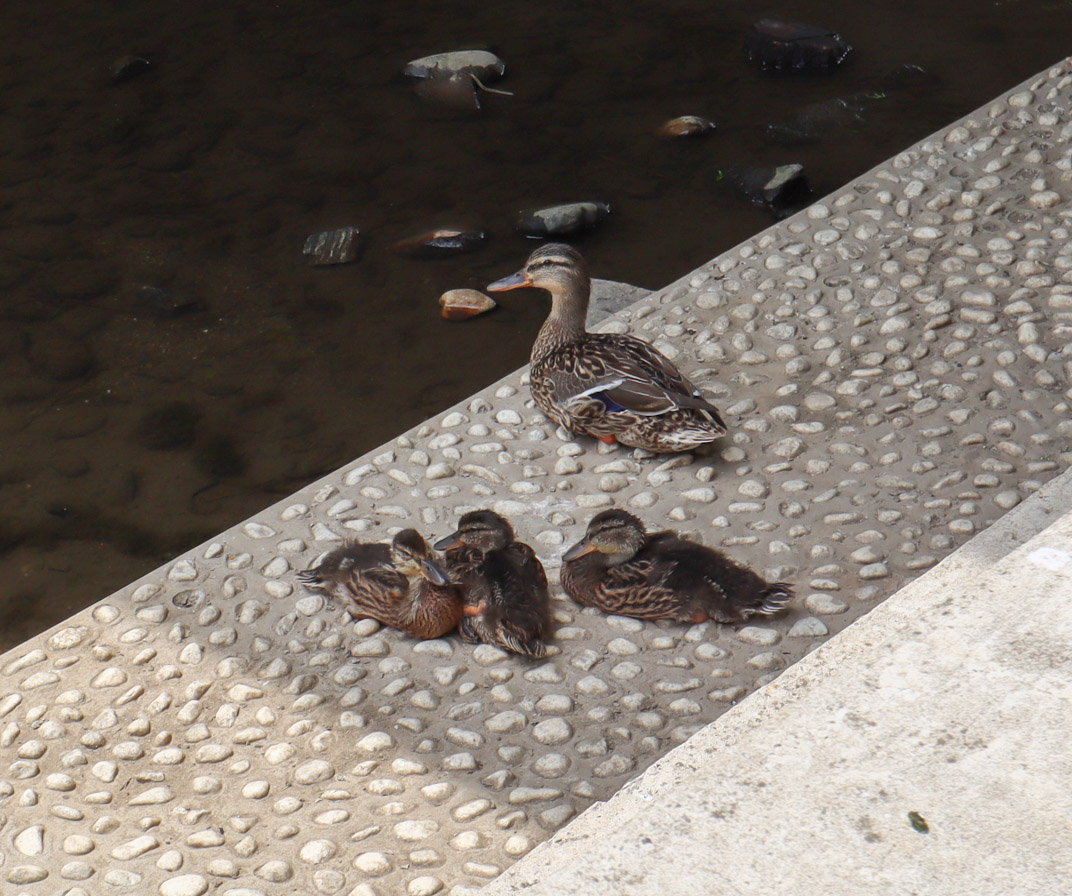
청둥오리 성체와 유체
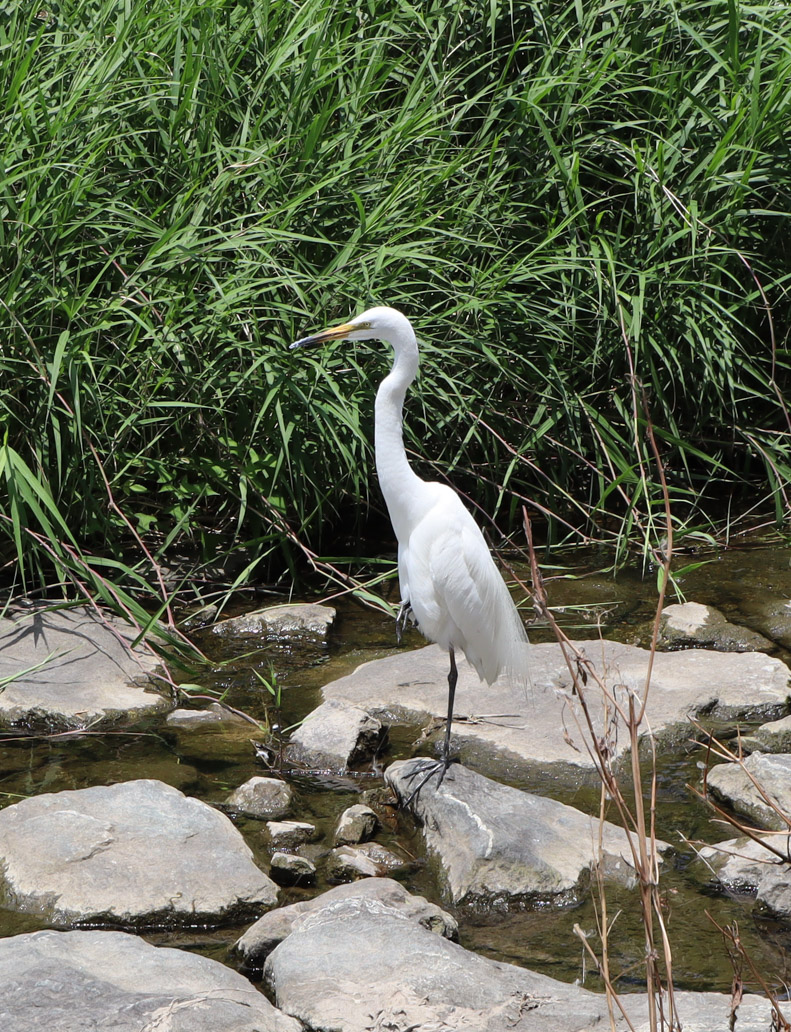
중백로
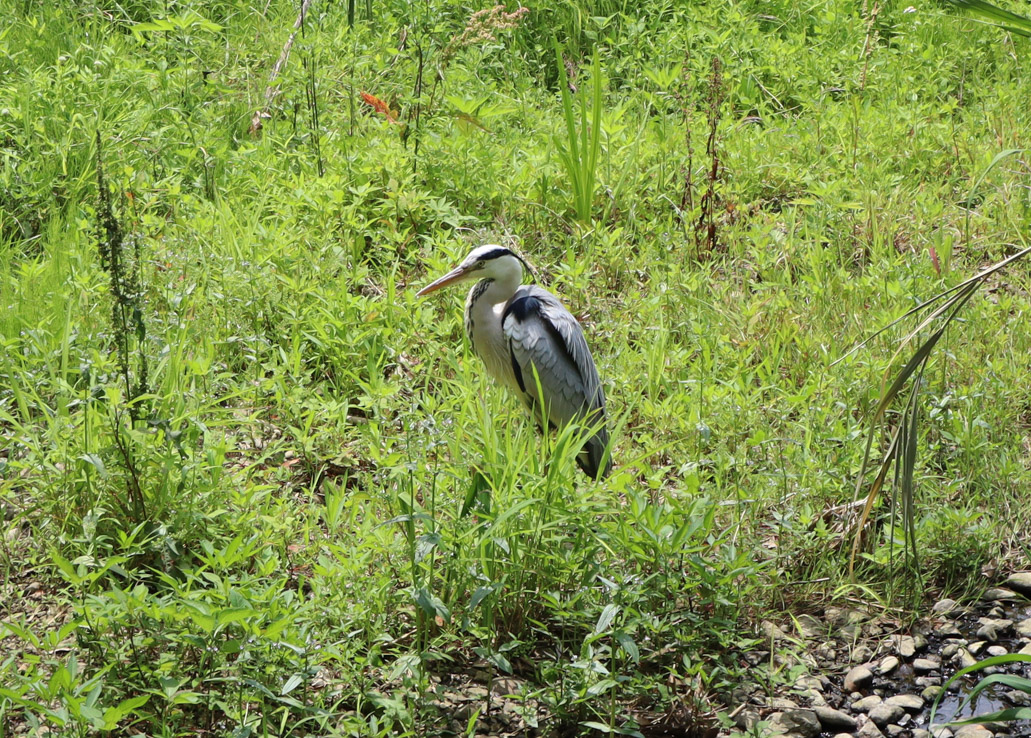
왜가리

## 갤러리

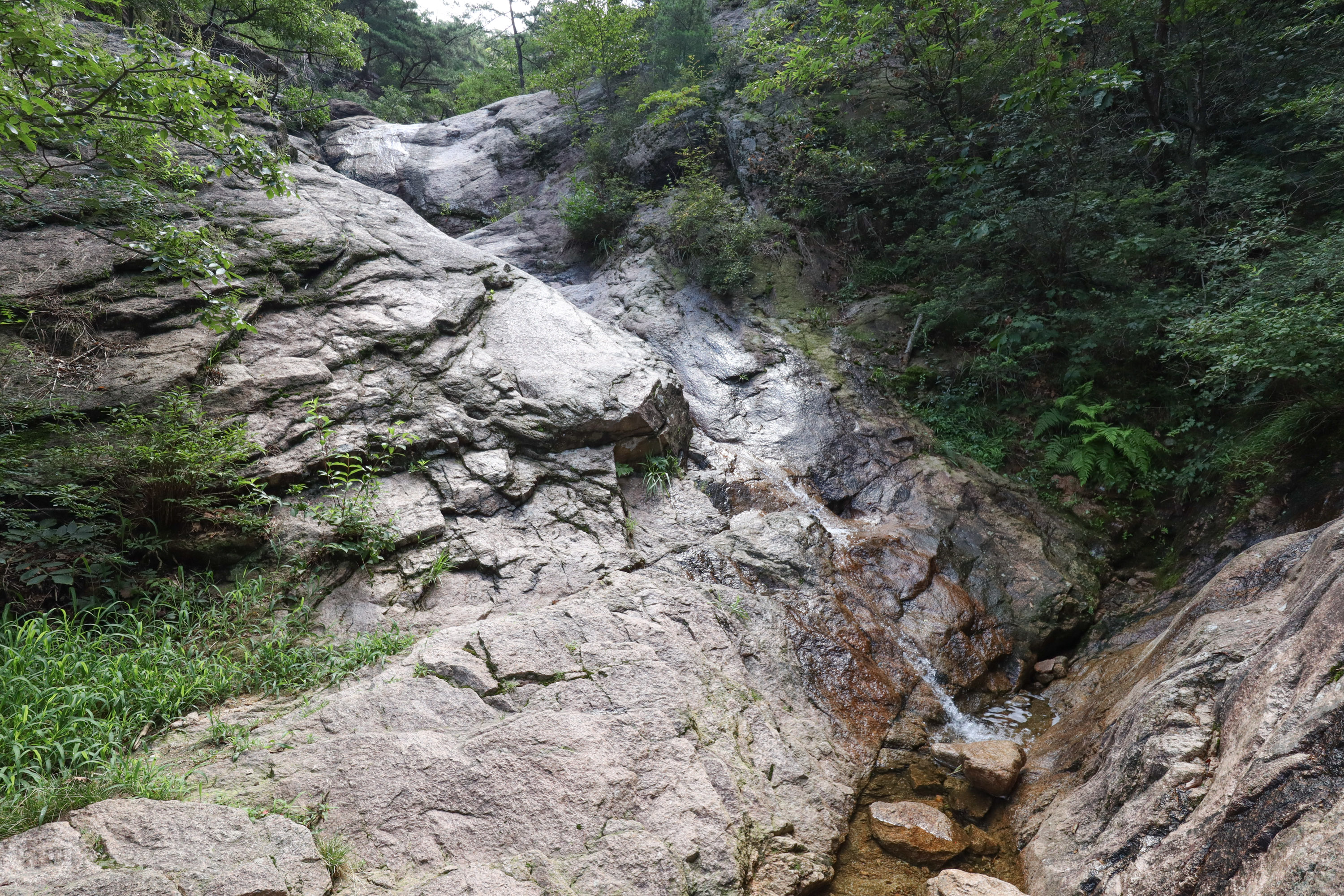
북한산 구간
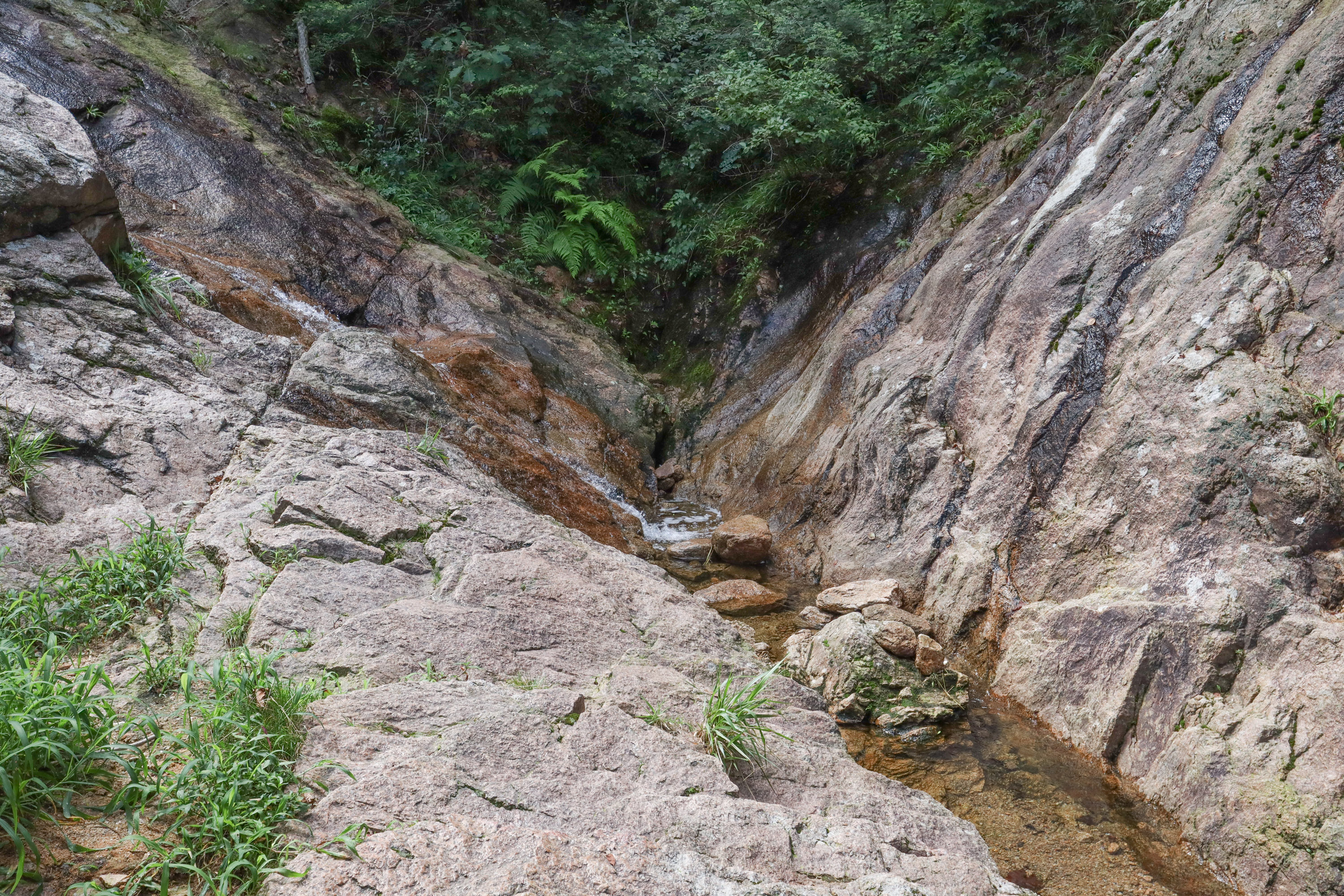
북한산 구간
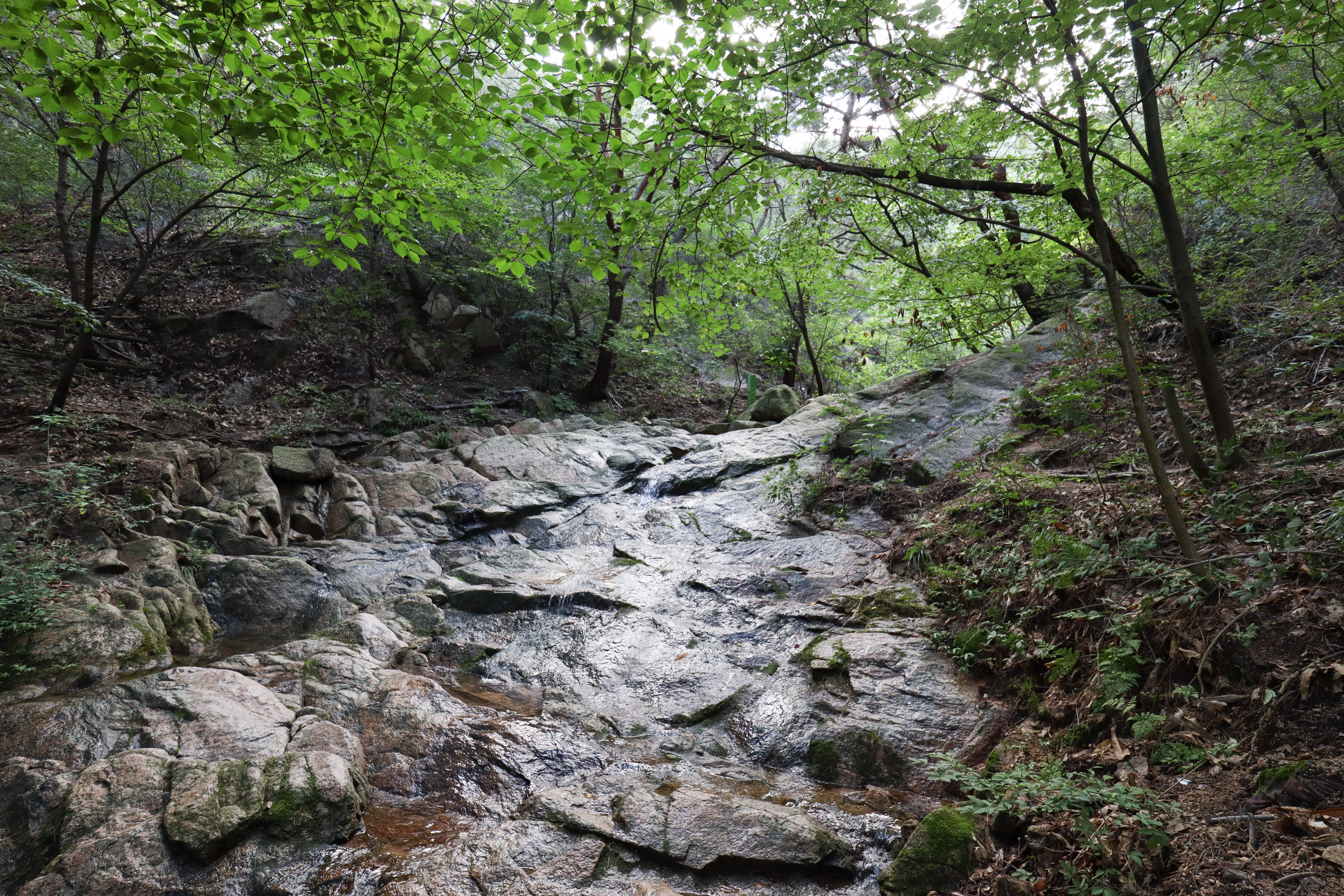
북한산 구간
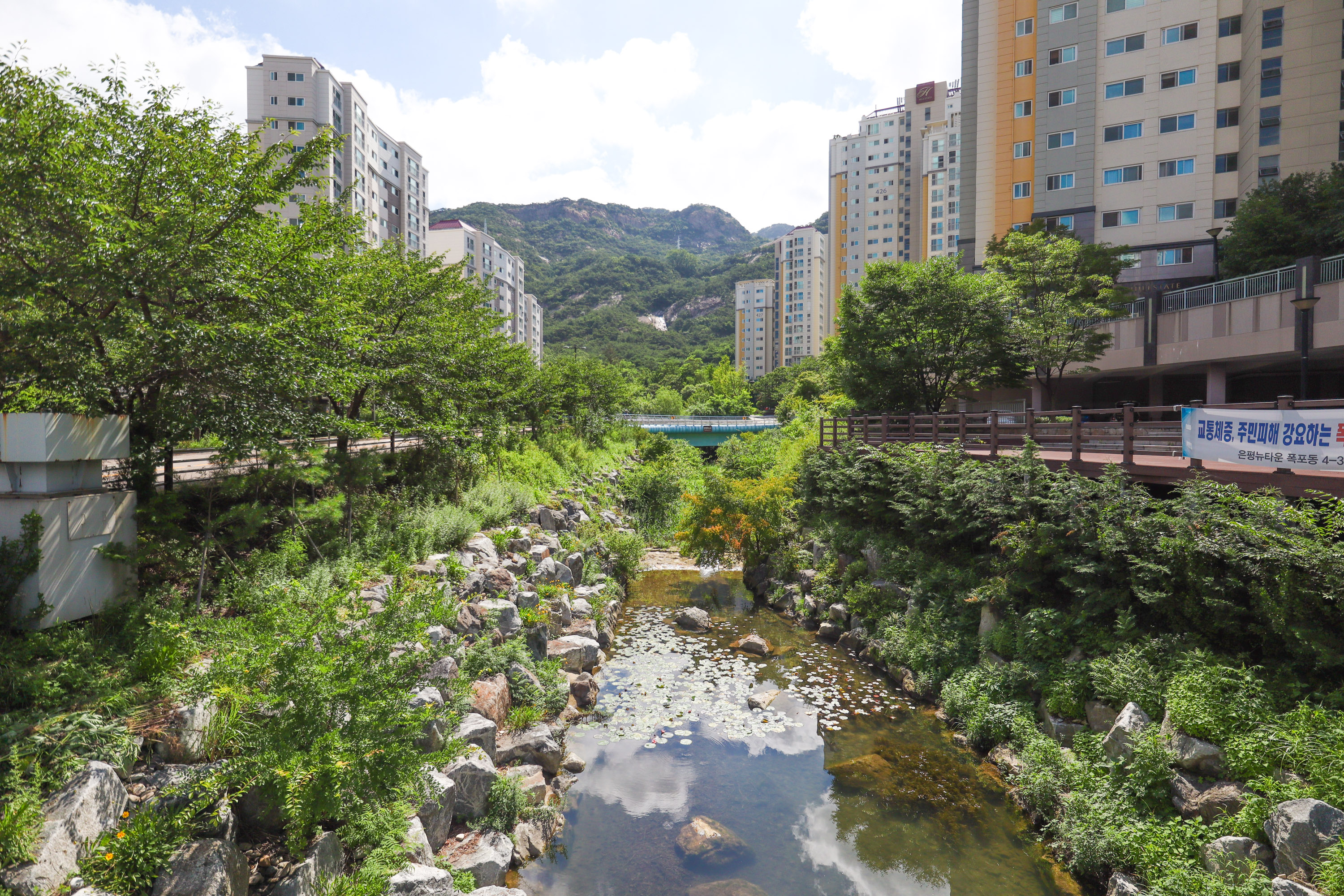
폭포동 구간
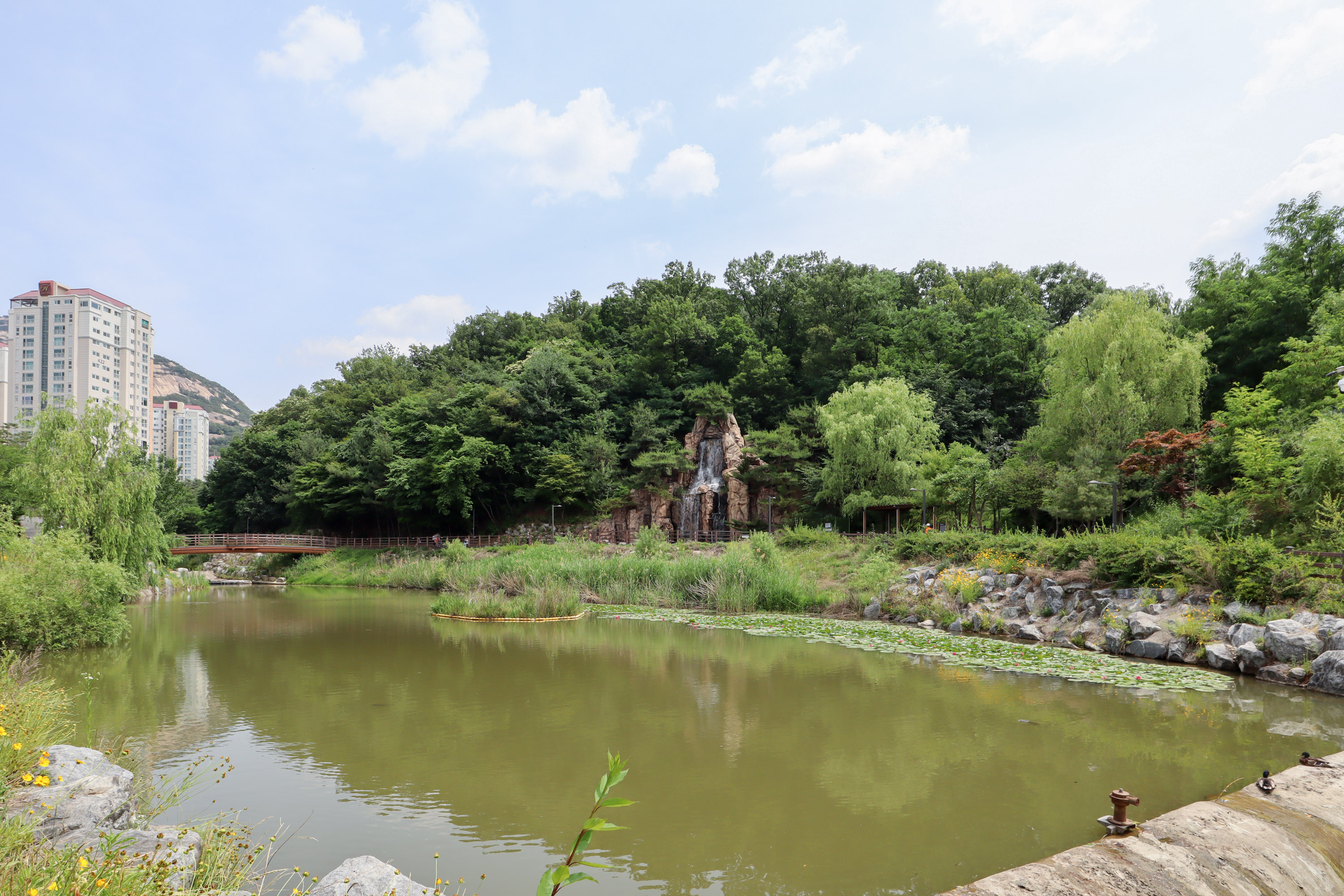
폭포동 인공폭포 구간
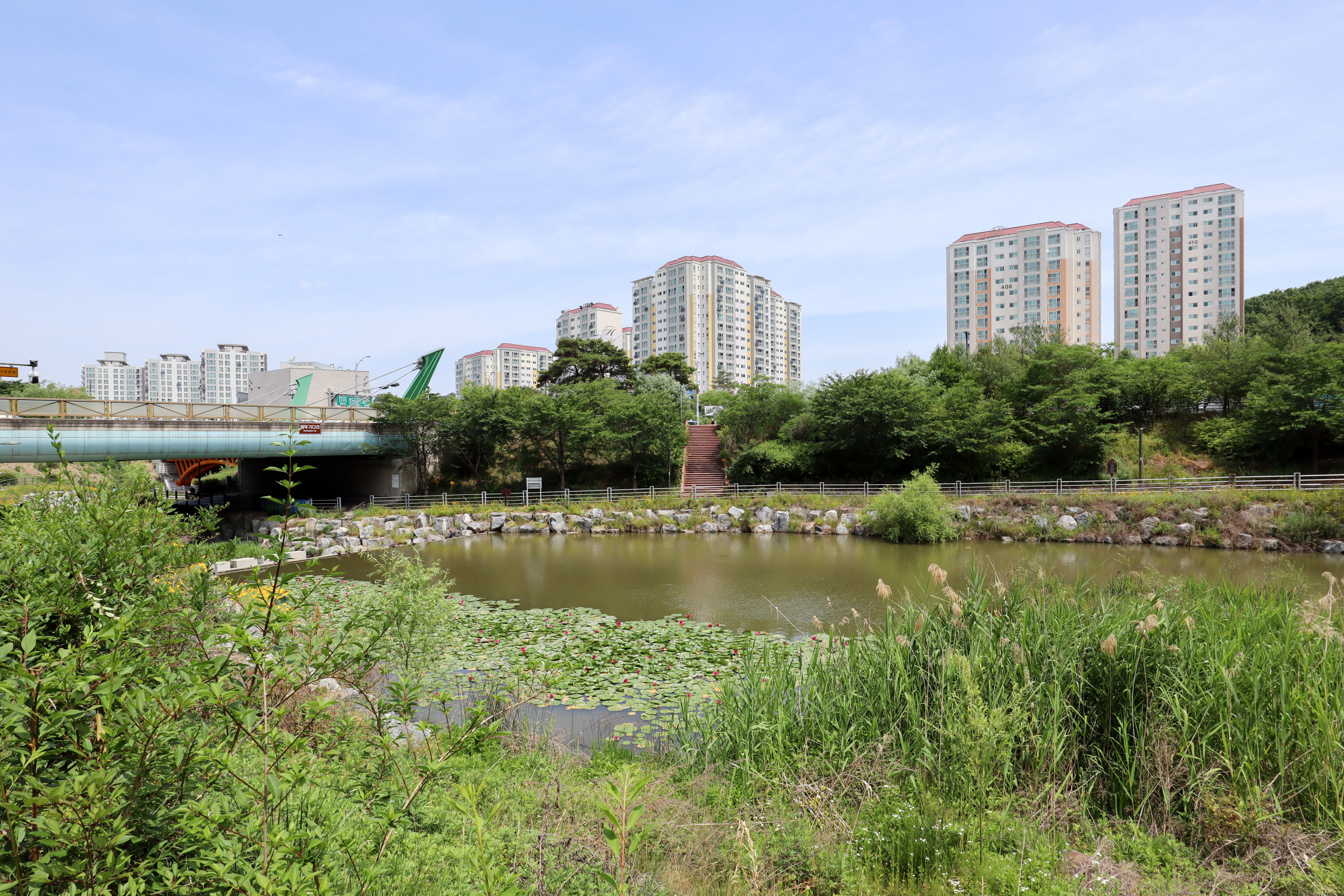
폭포동 인공폭포 구간
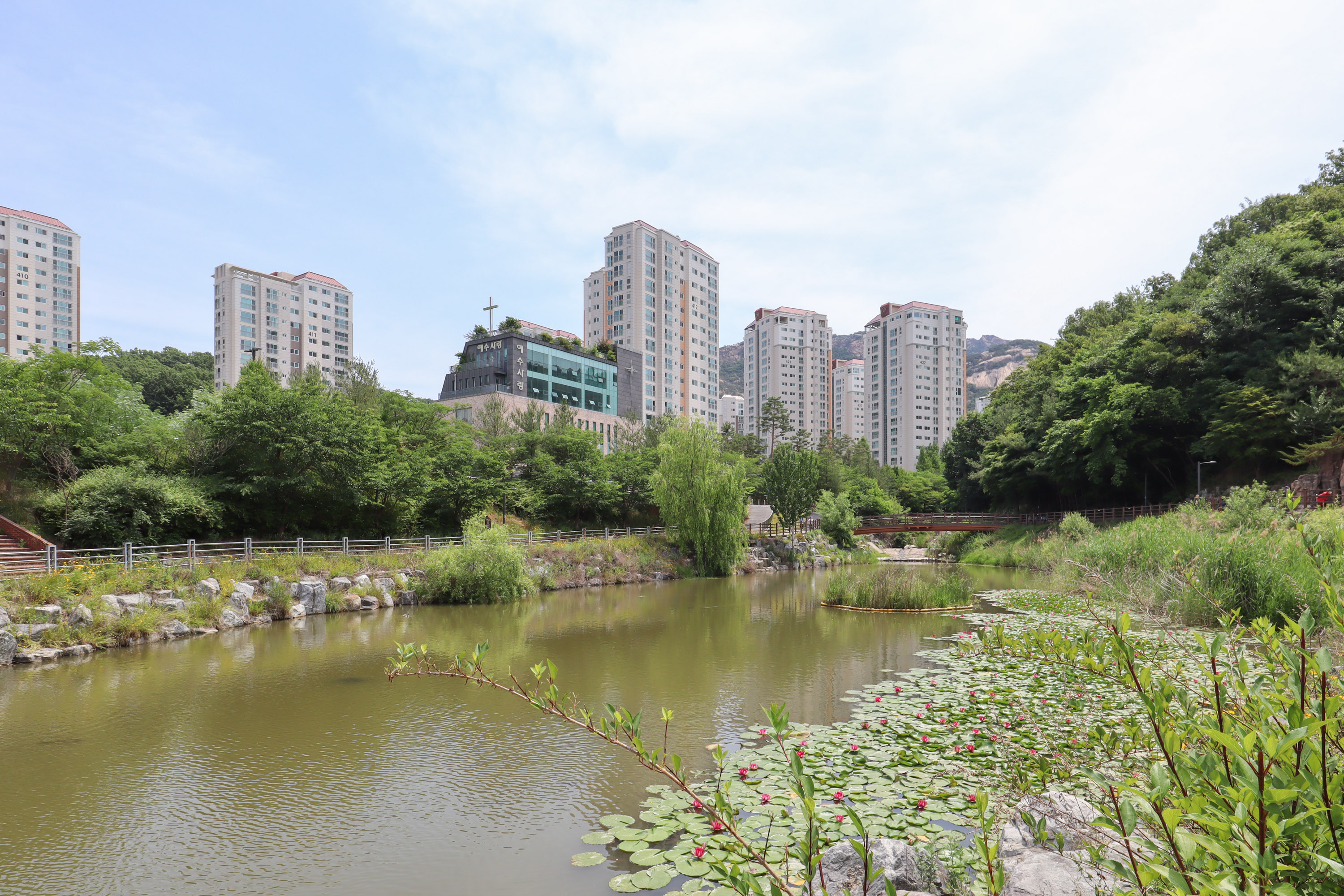
폭포동 인공폭포 구간
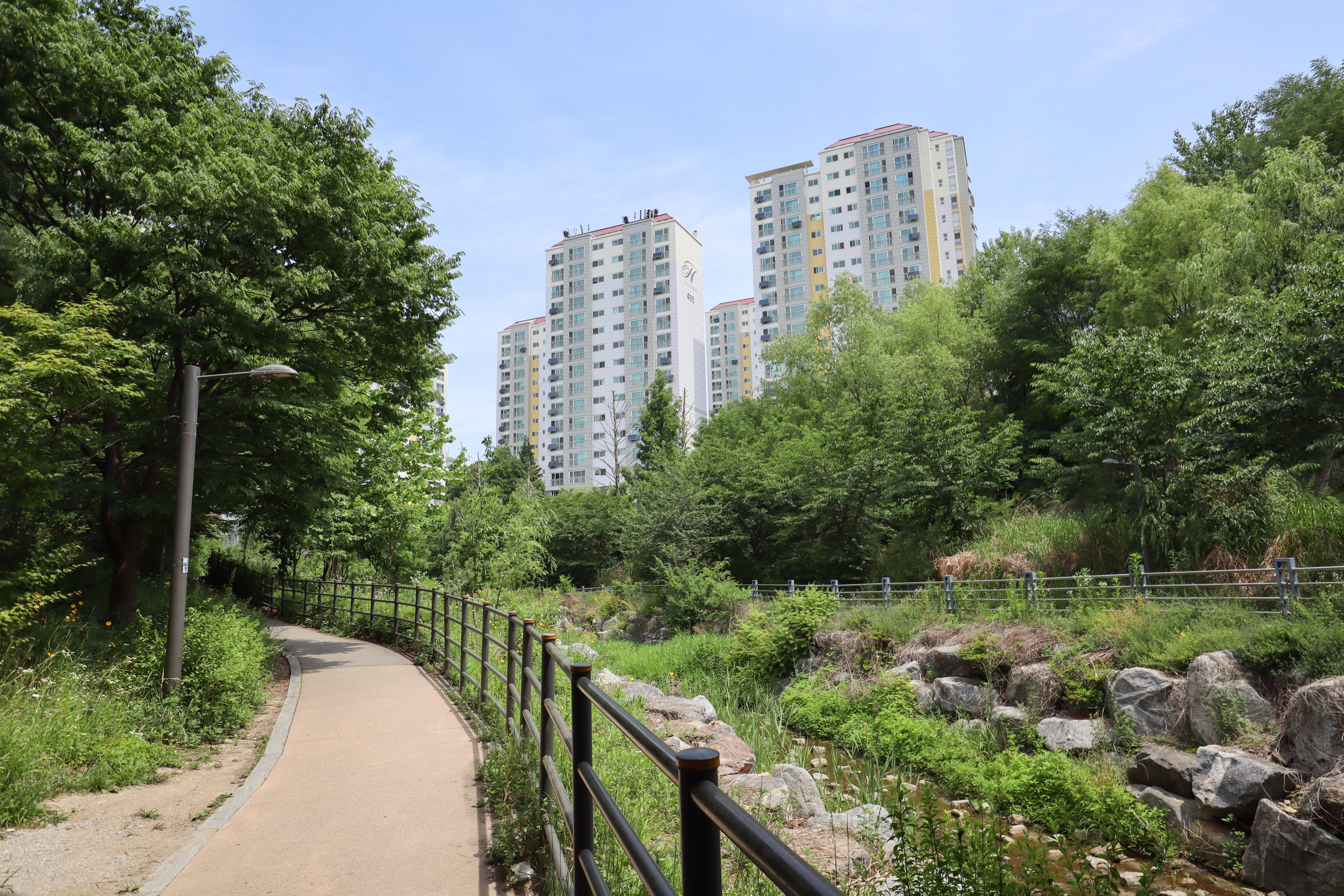
폭포동 구간
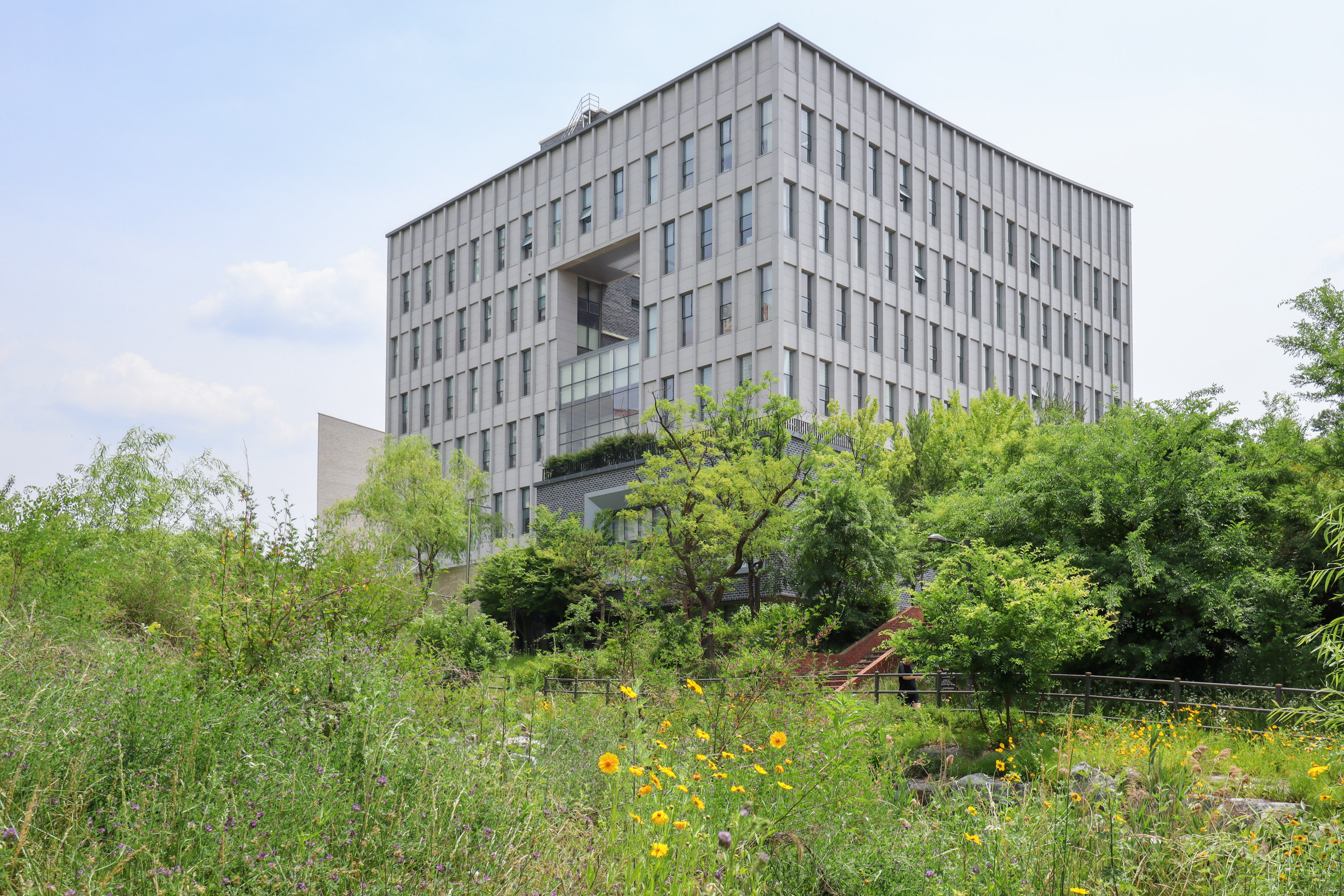
폭포동 구간
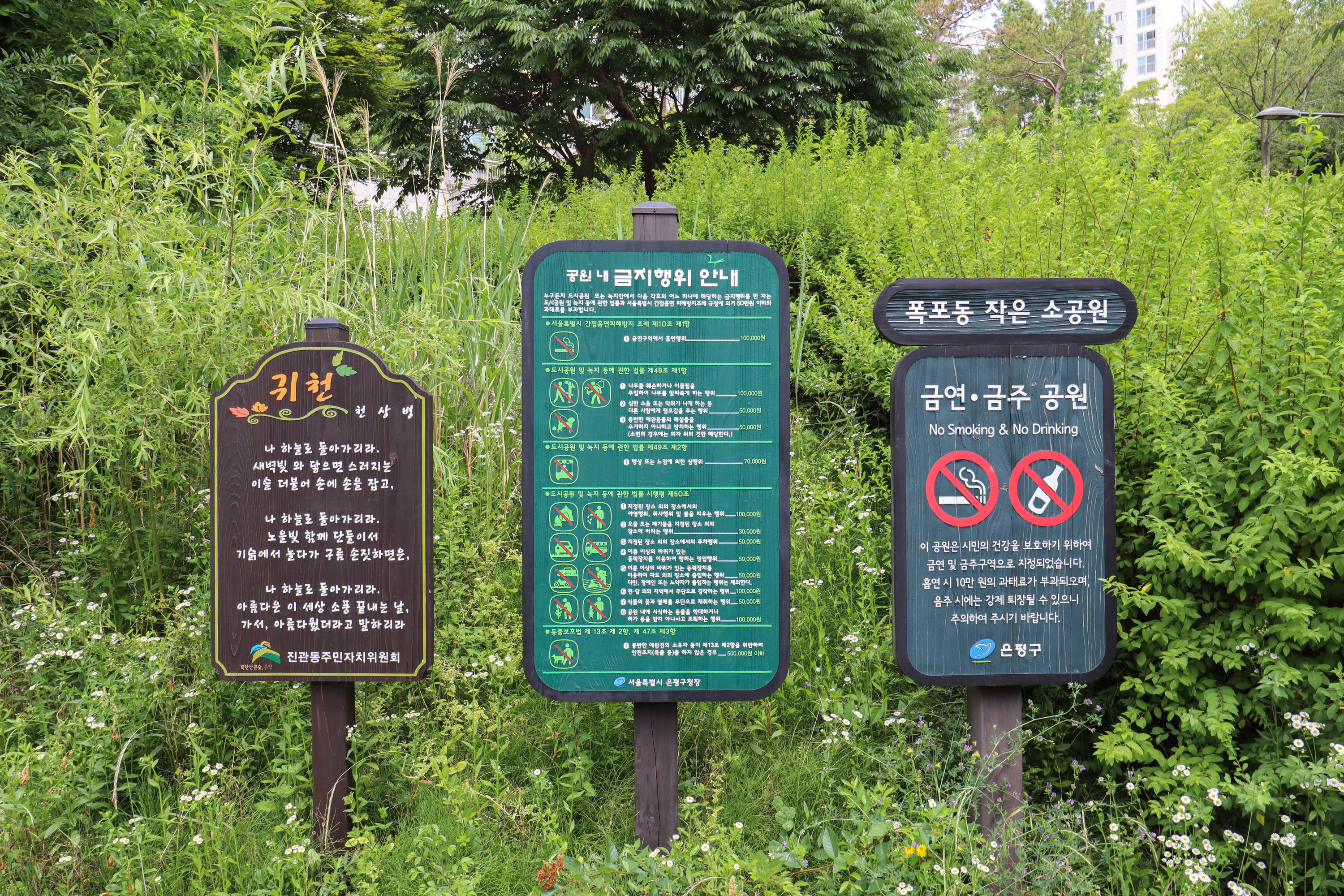
공원 이용 안내 팻말
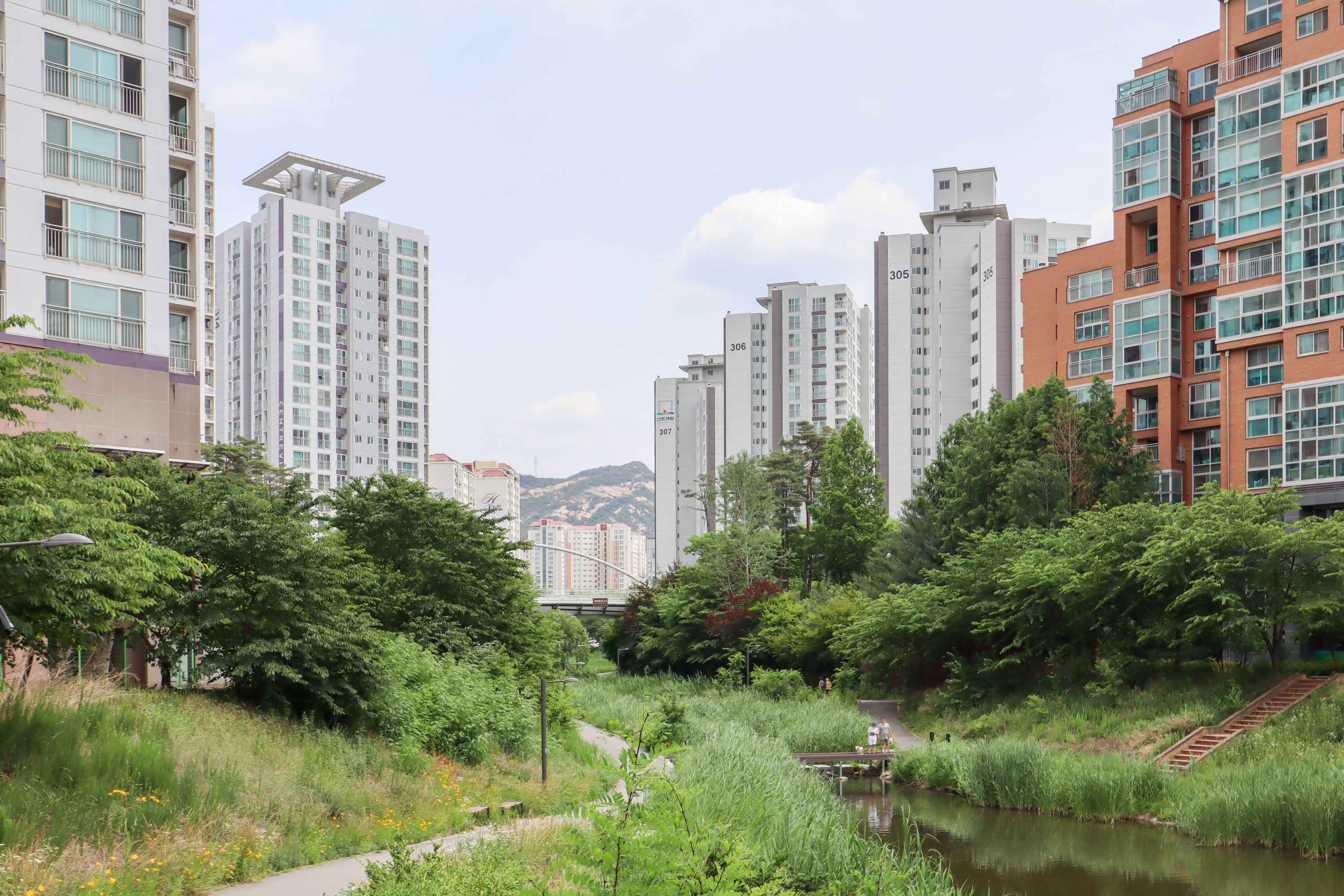
마고정 구간
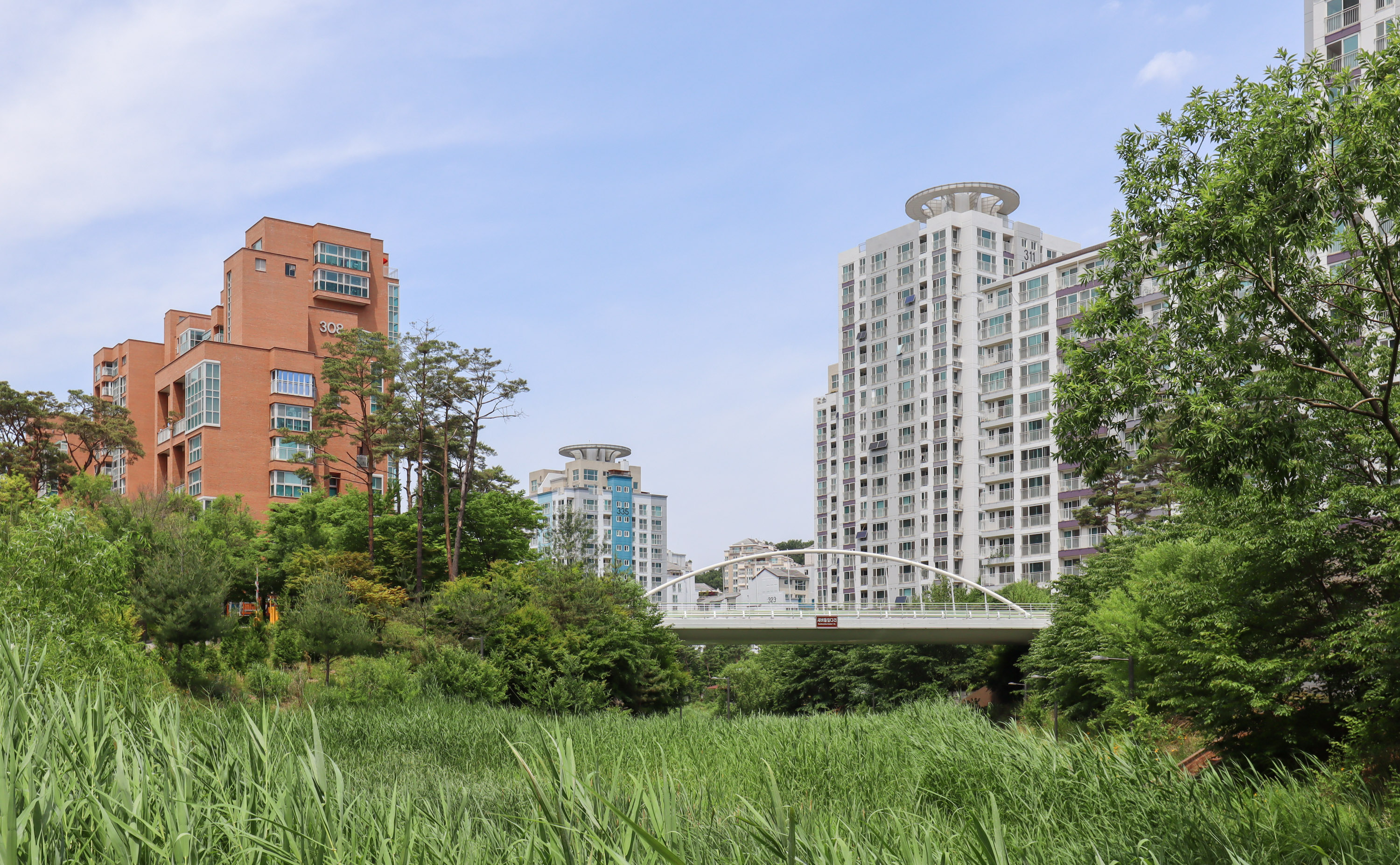
마고정 구간
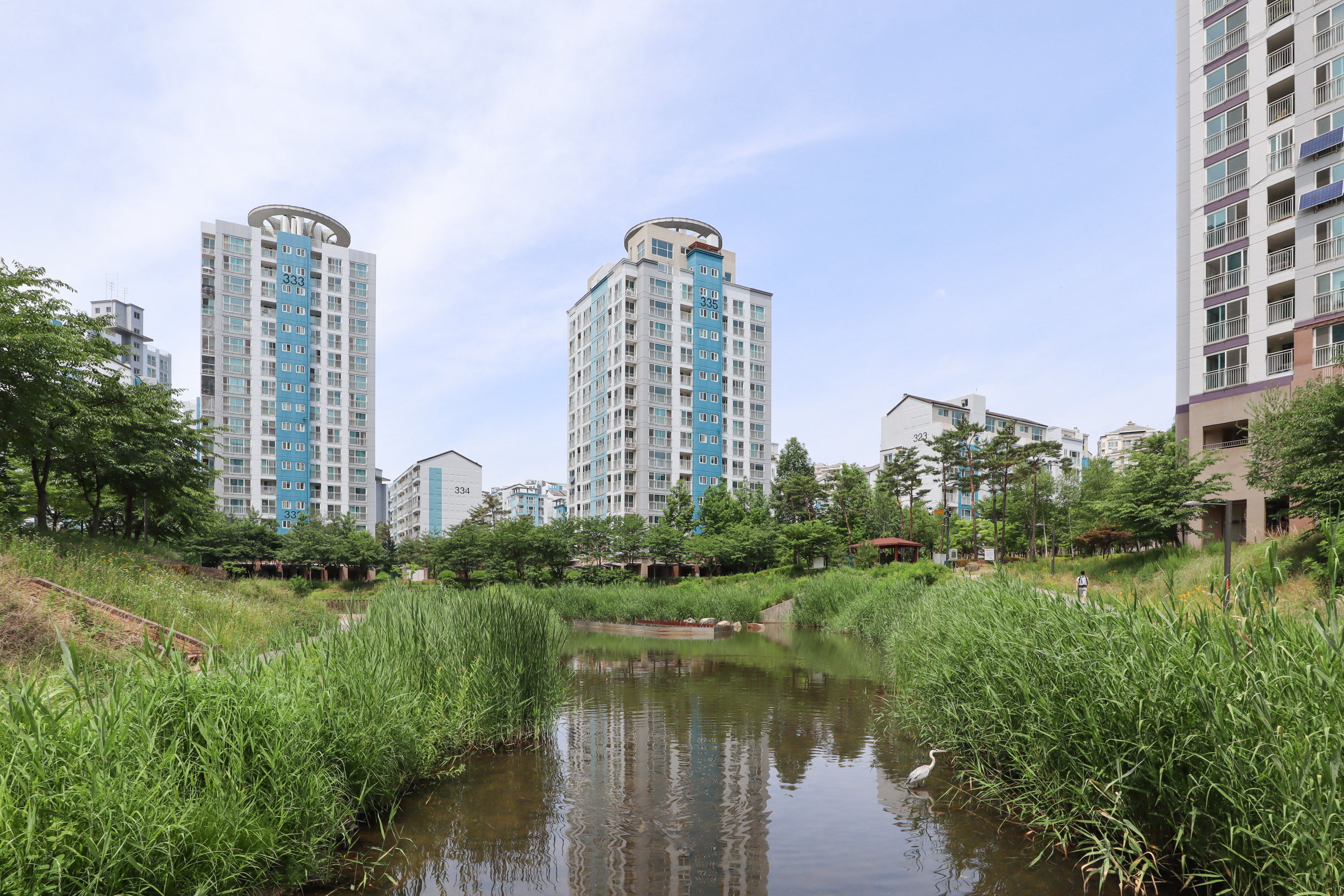
마고정 구간
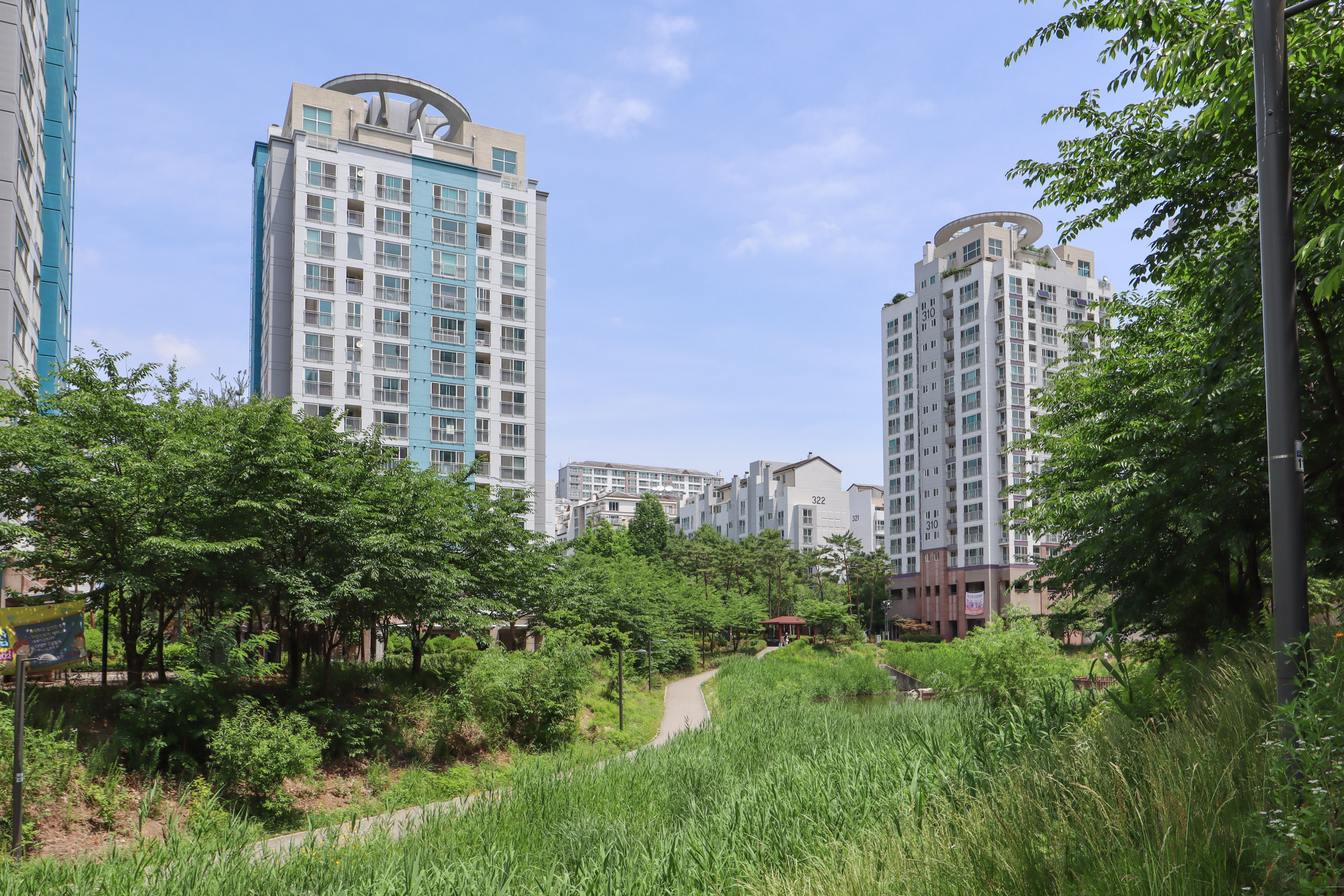
마고정 구간
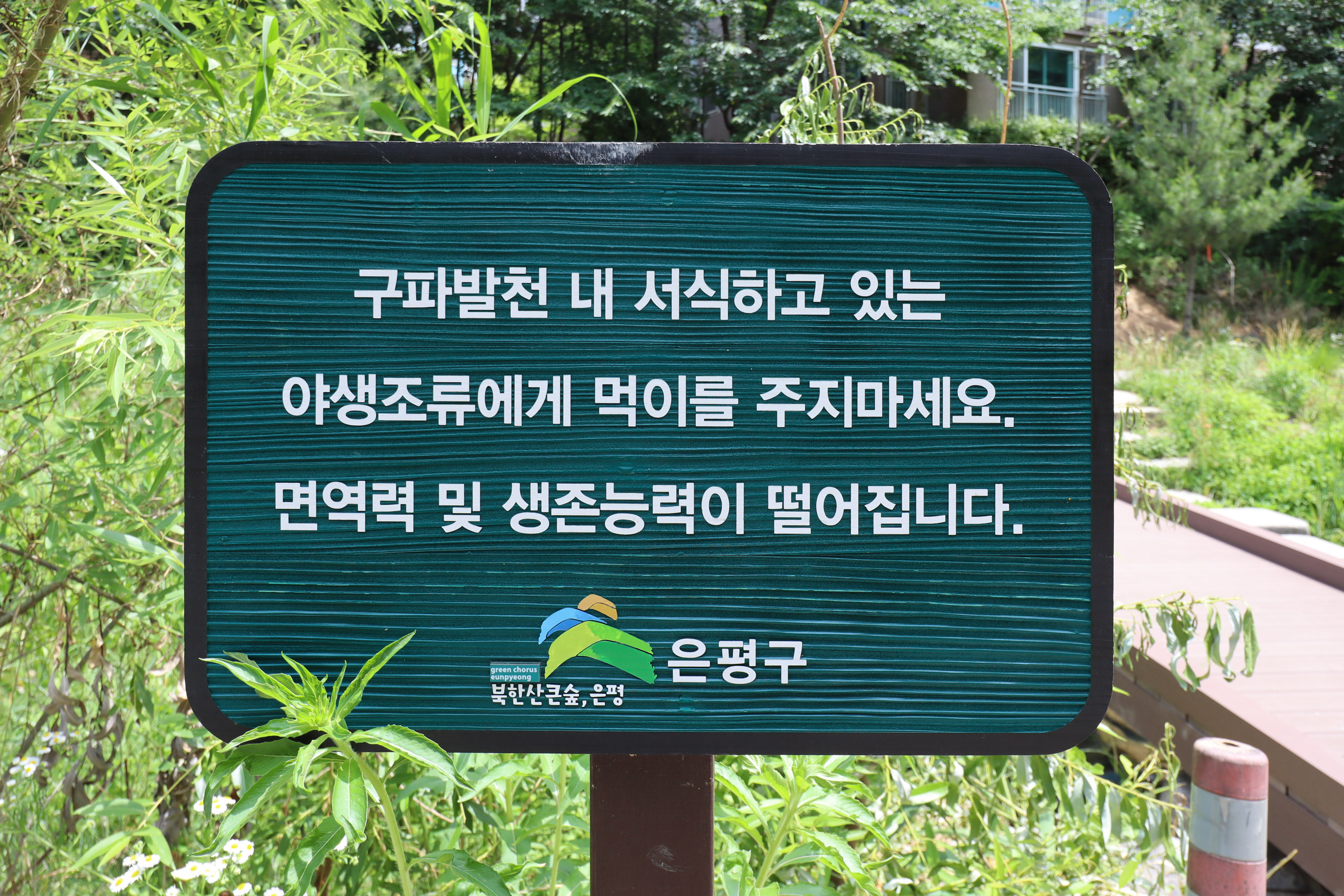
야생조류 먹이 금지 안내 팻말
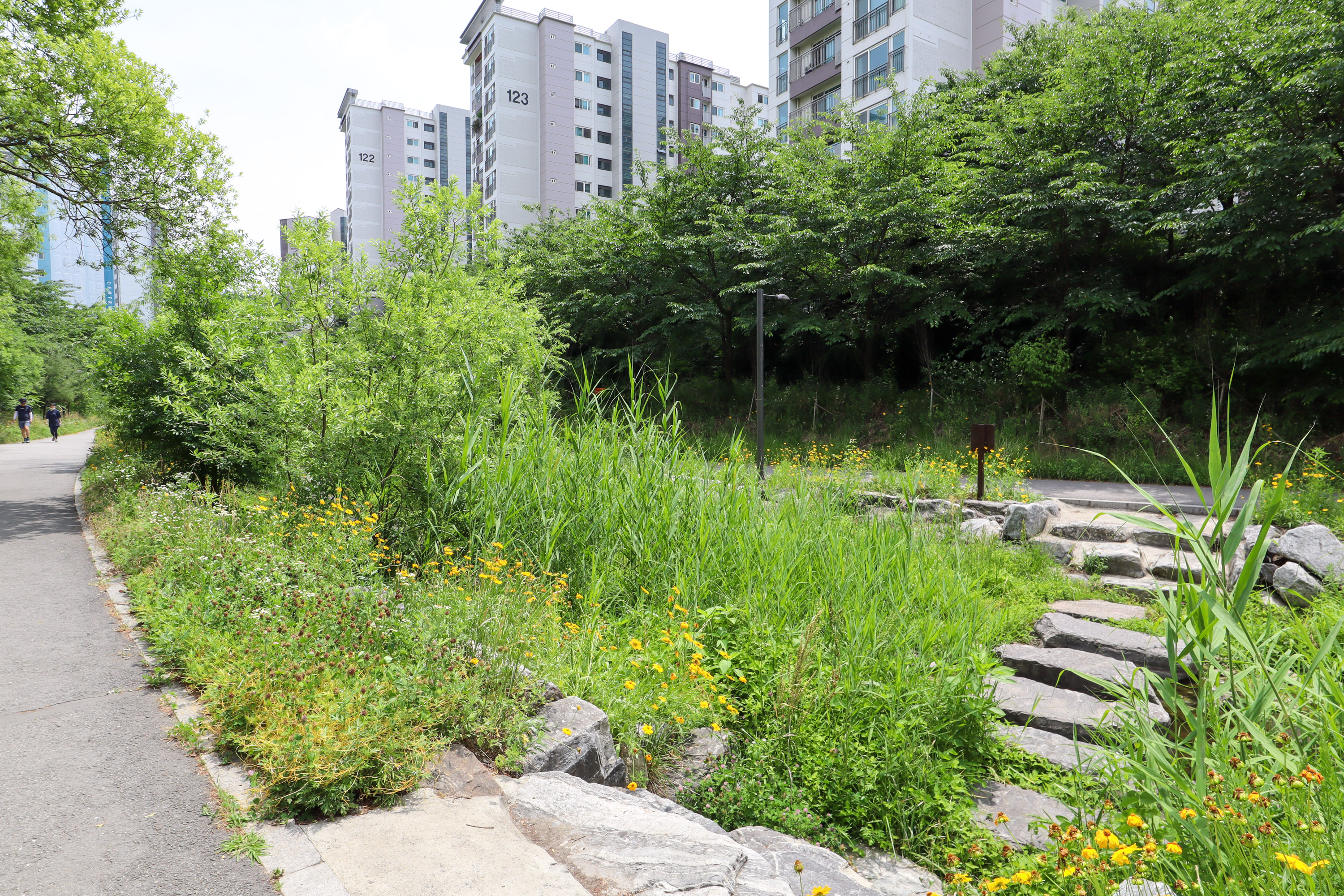
박석고개 구간
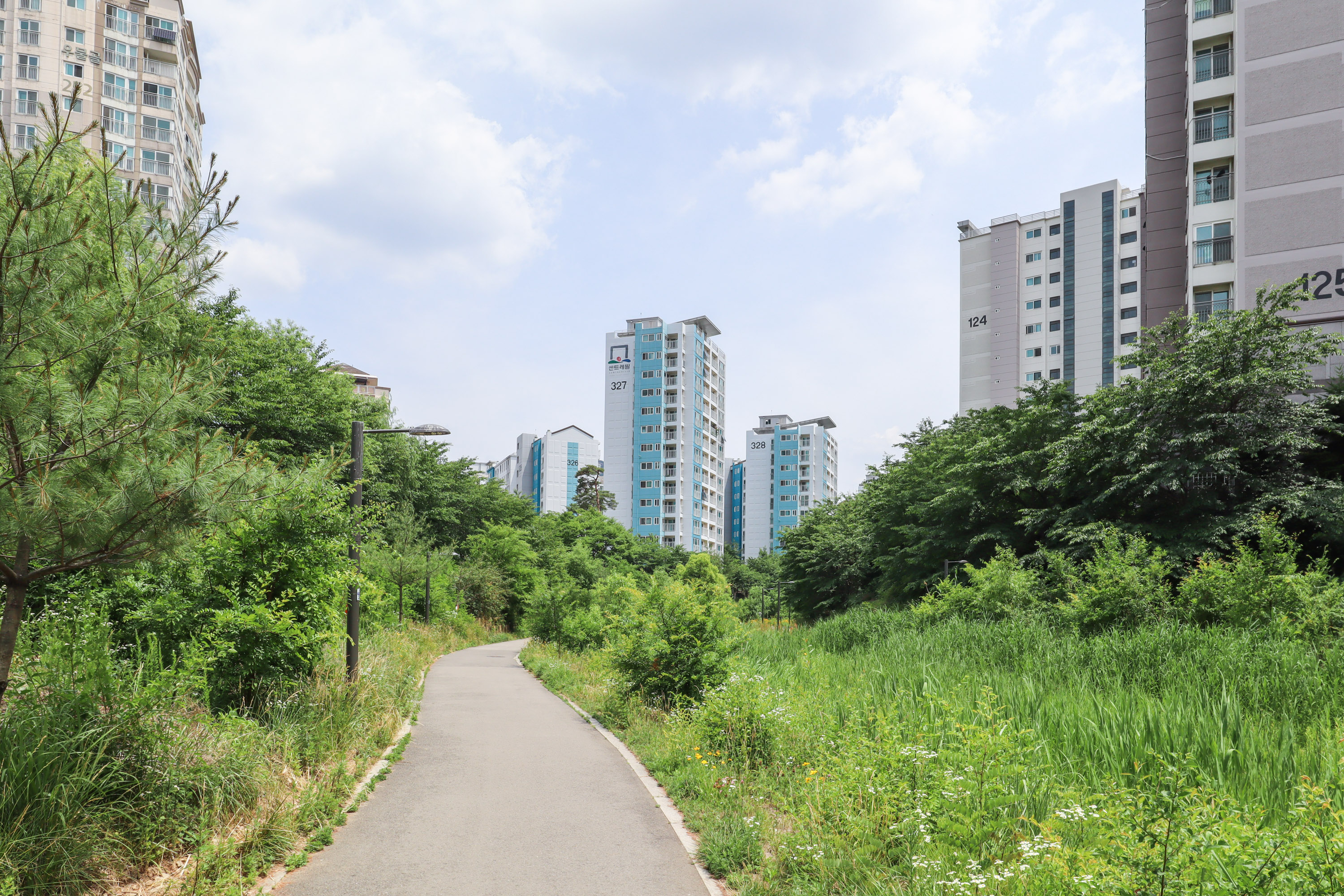
박석고개 구간
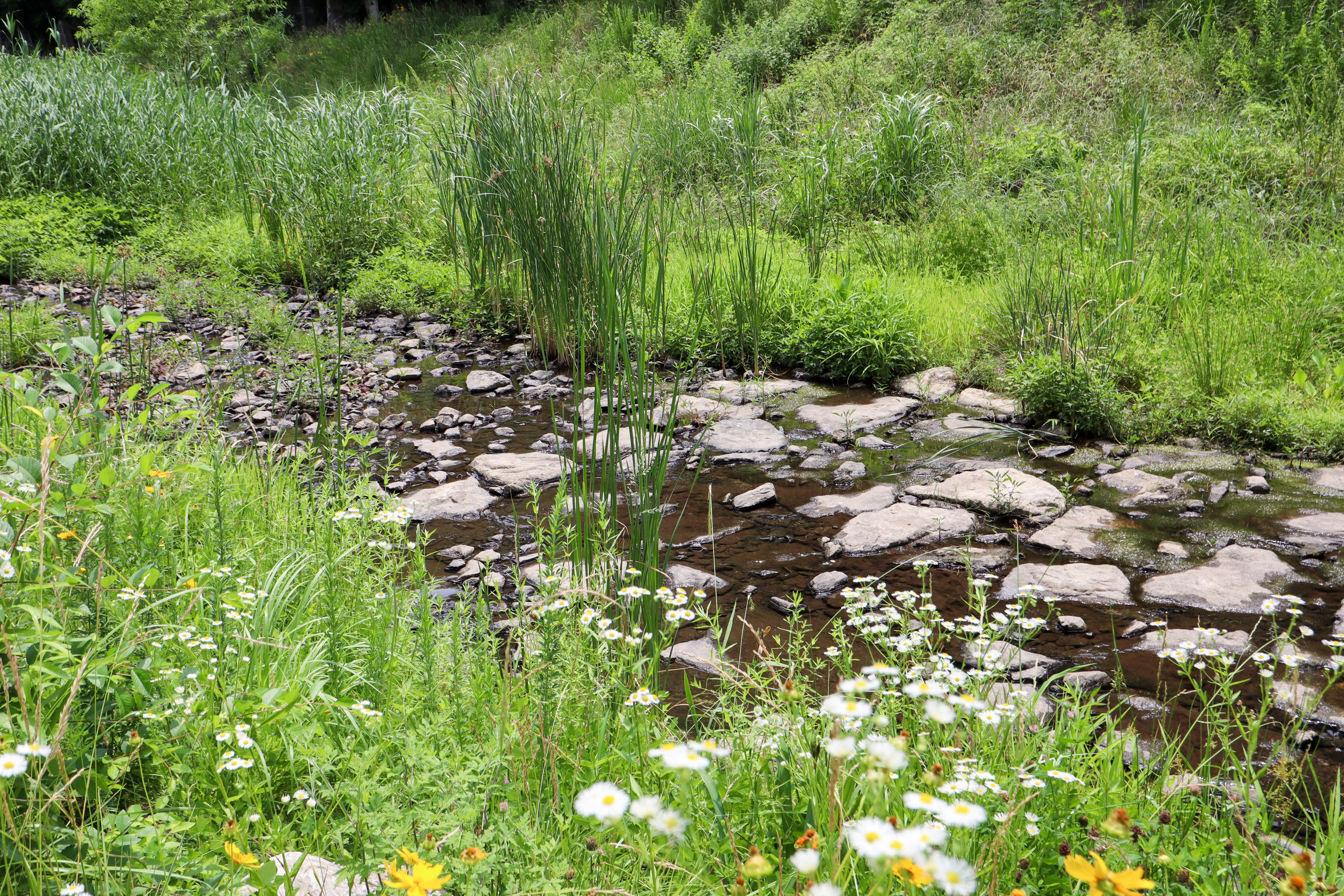
박석고개 구간
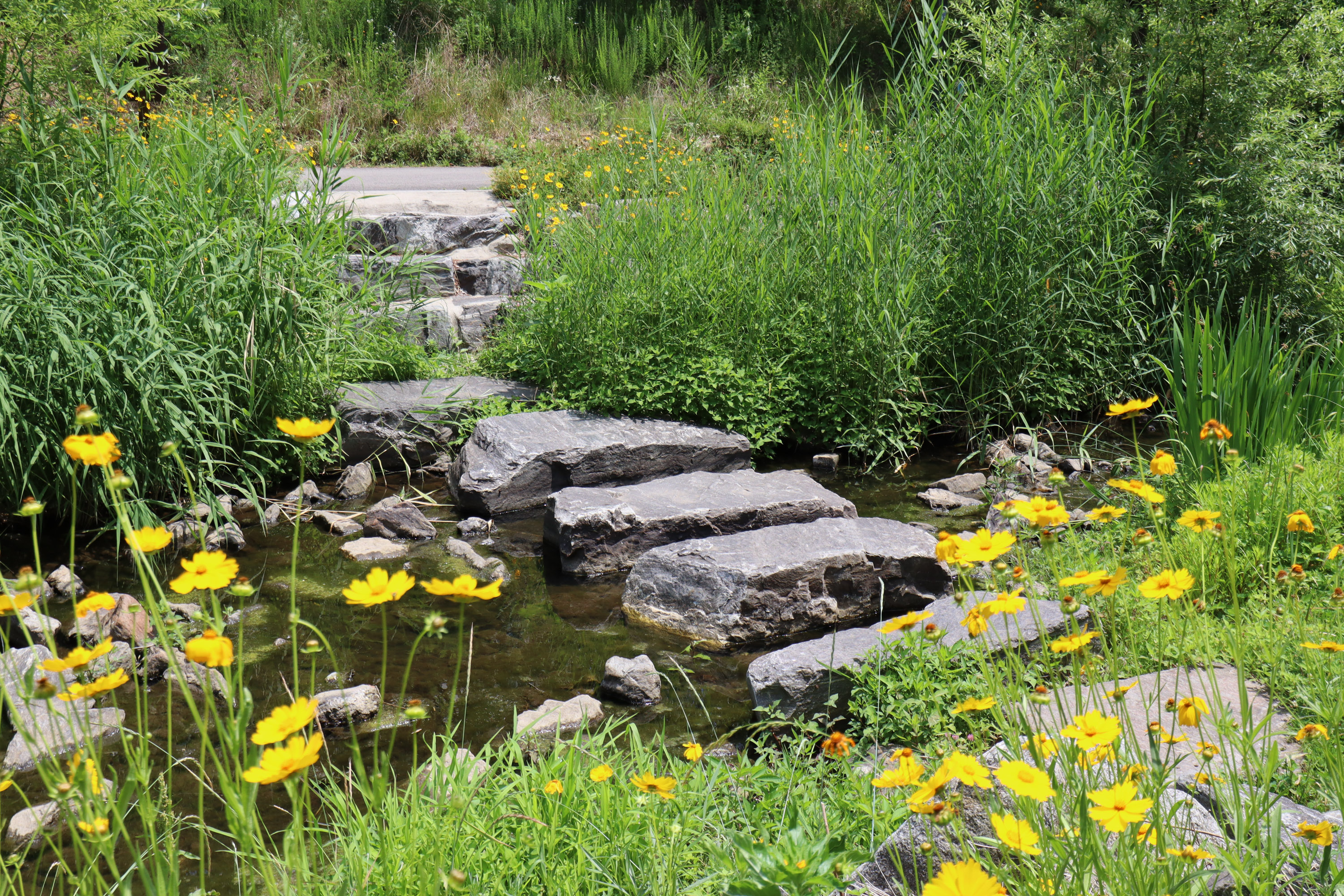
산책로 징검다리
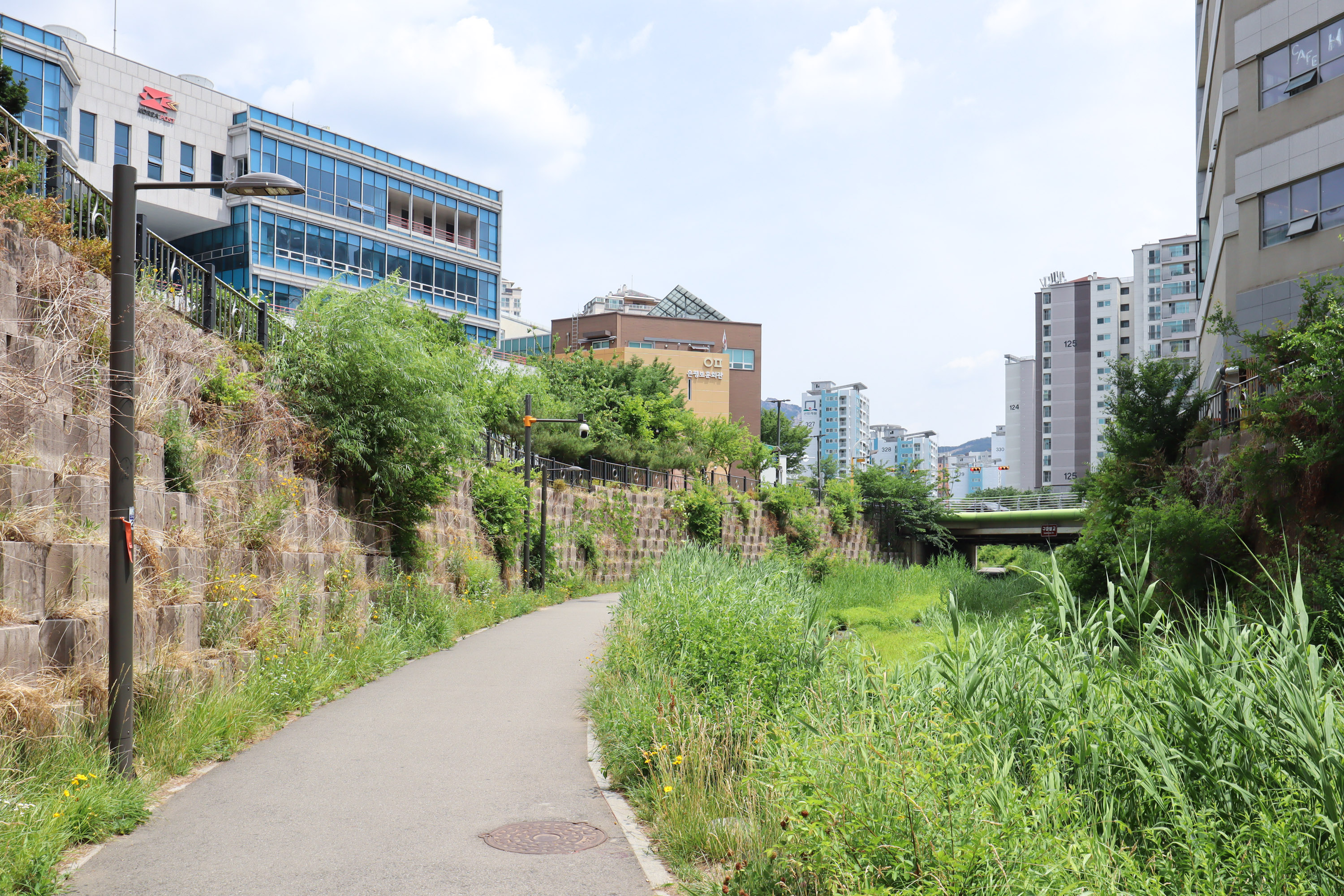
은평우체국 앞 구간
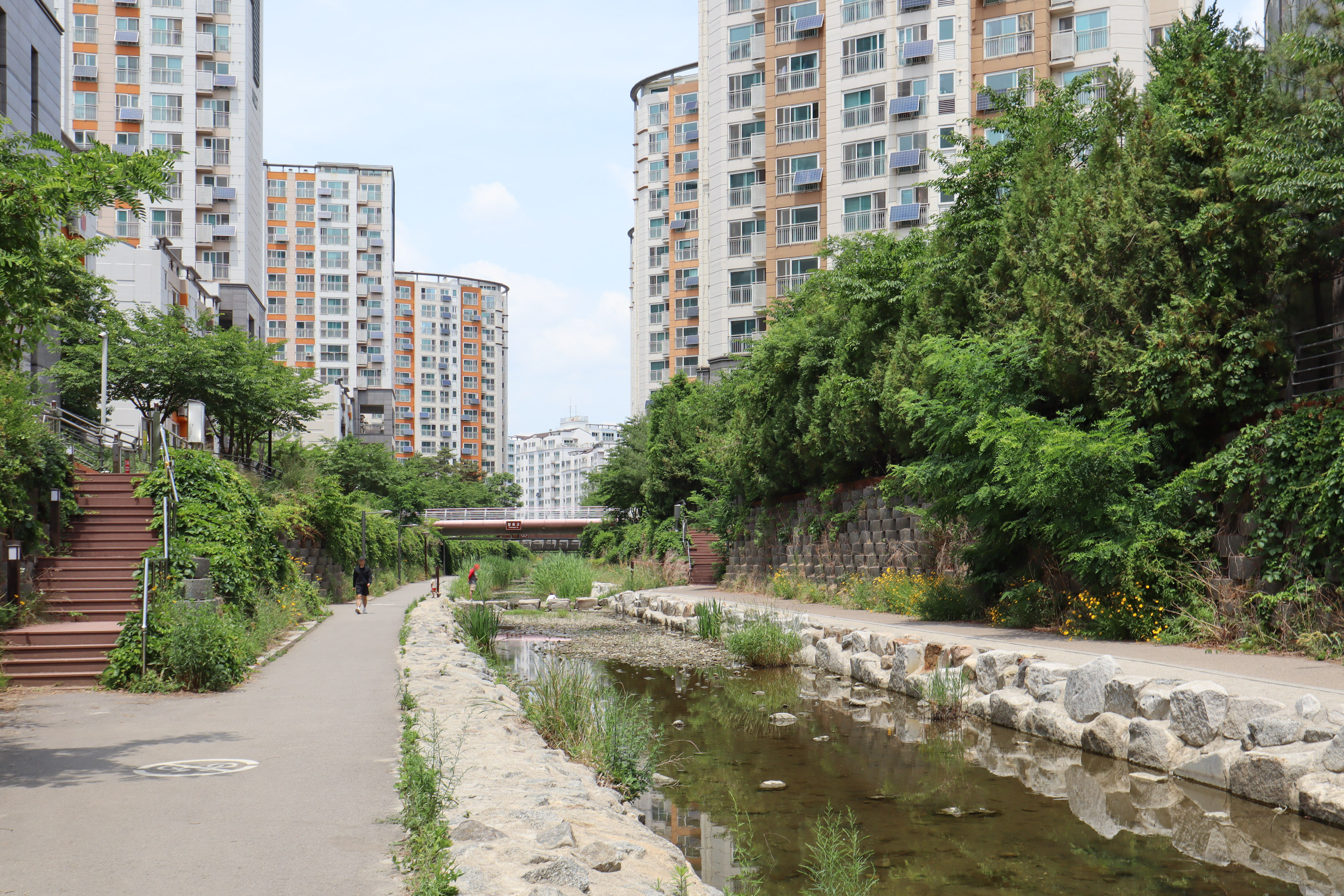
구파발금호어울림 구간
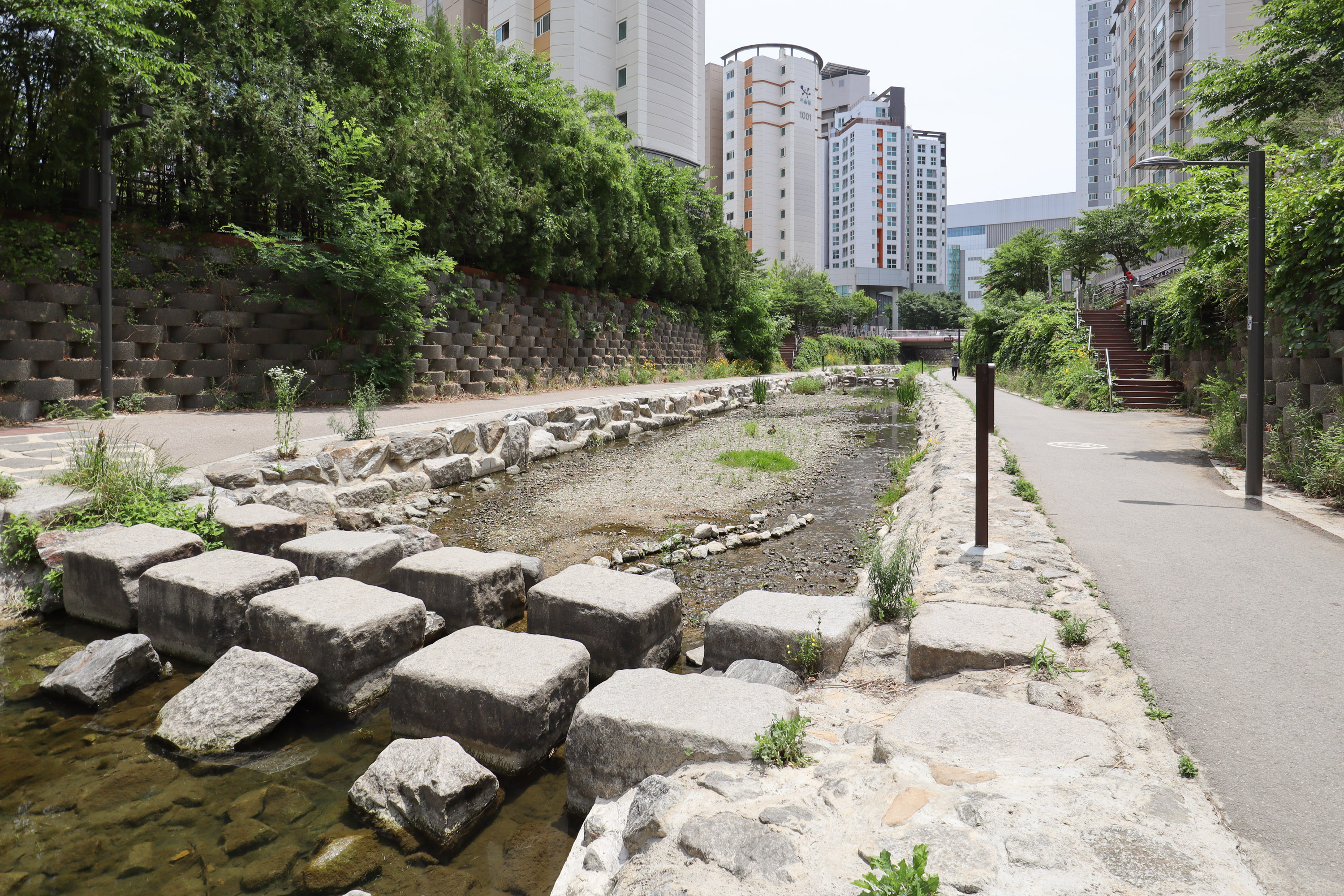
구파발금호어울림 구간
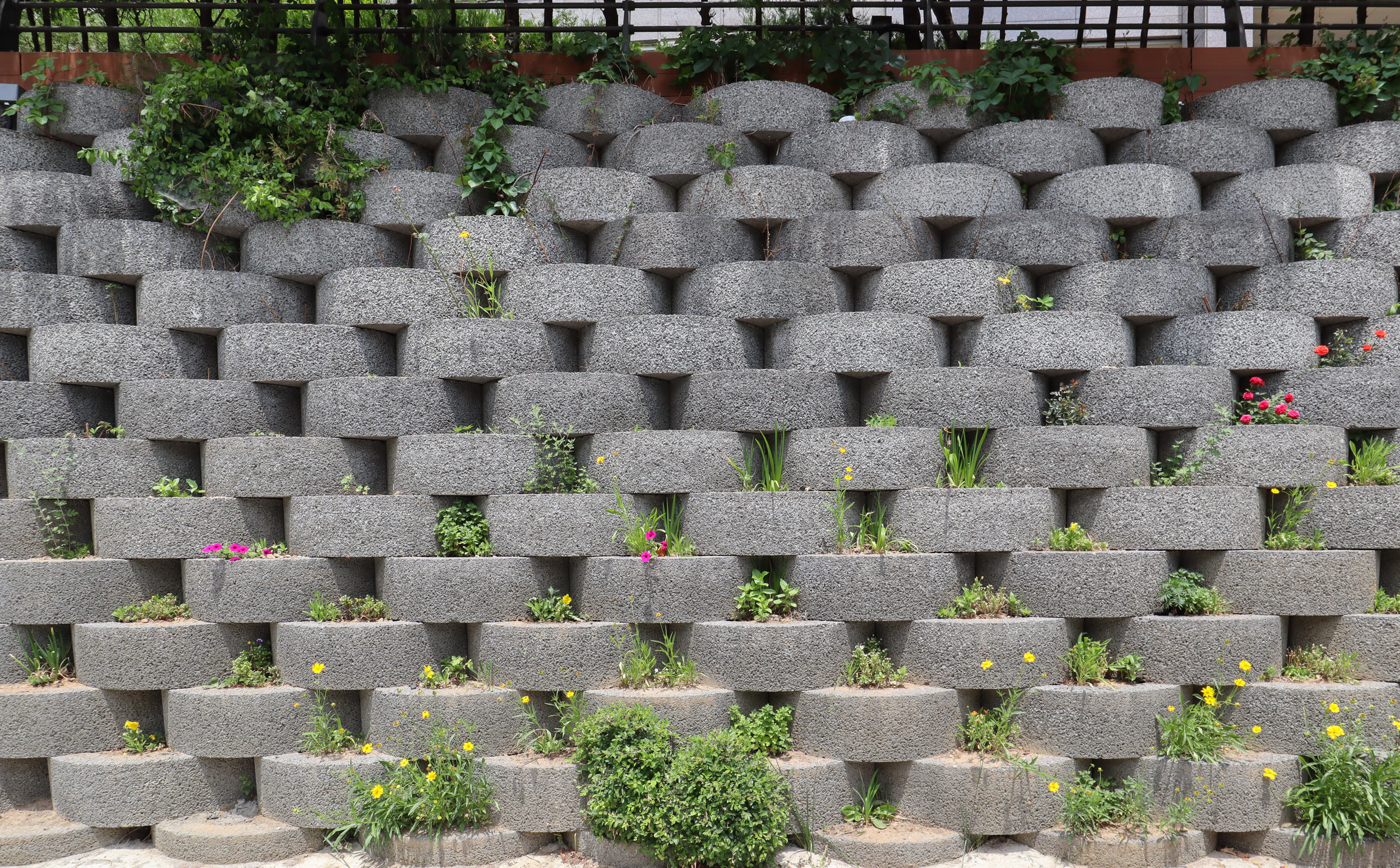
구파발금호어울림 구간
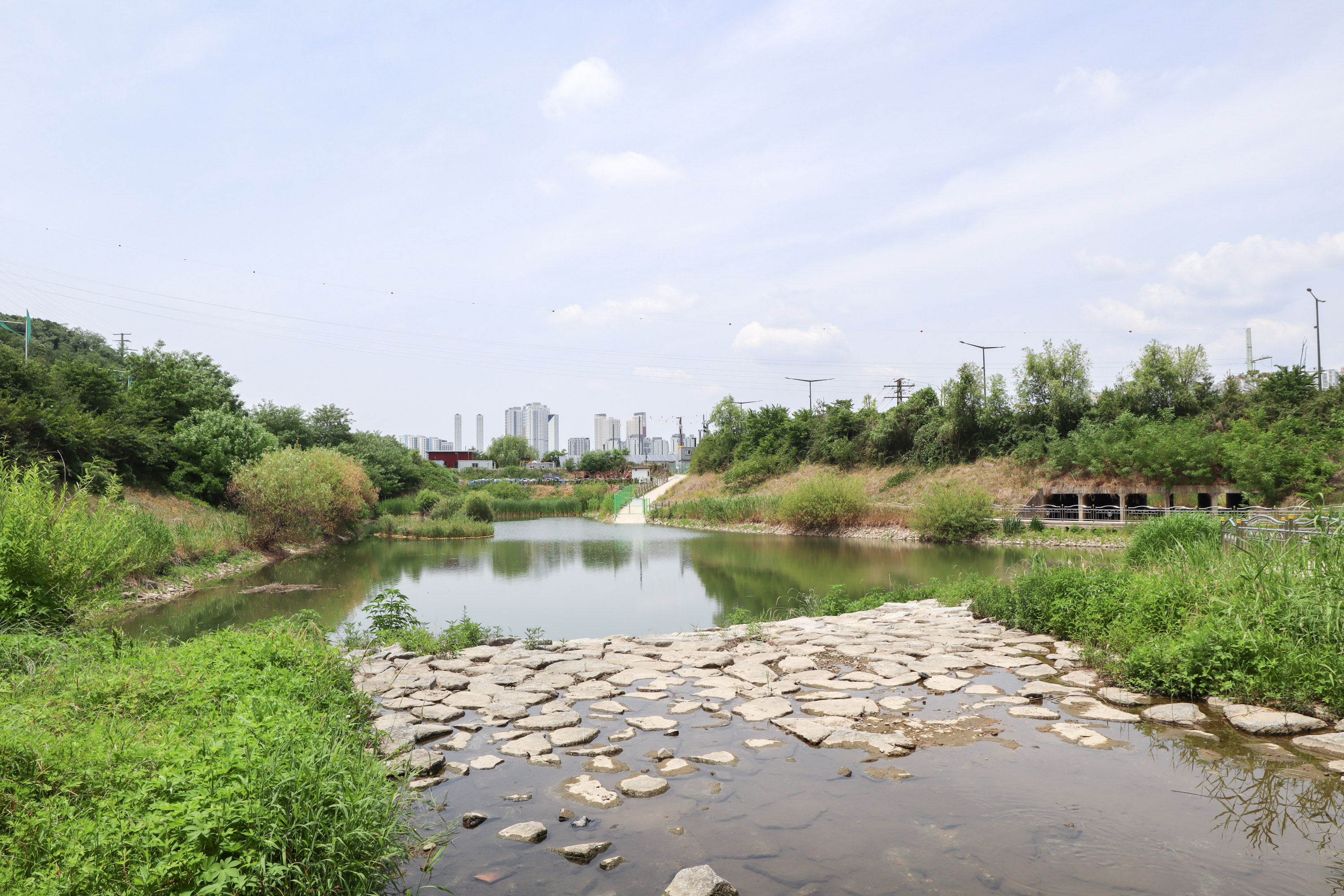
구파발천 산책로 최하단에서 본 광경

## 지천

### 물푸레골천
지천으로 물푸레골천이 있다. 이 하천은 앵봉산 동쪽에서 발원하여 물푸레골이라는 골짜기를 통과하며 흐르는 길이 0.93 km의 하천이다.